# Playoffs NBA 2014
Navigation
Playoffs 2013 Playoffs 2015
Les playoffs NBA 2014 sont les séries éliminatoires (en anglais : playoffs) de la saison NBA 2013-2014. Ils débutent le samedi 19 avril 2014.

## Règlement
Dans chacune des deux conférences (Est et Ouest), les 3 équipes vainqueurs de division et les 5 meilleures équipes restantes de chaque conférence se qualifient pour les playoffs. Les 8 équipes qualifiées de chaque conférence sont classées de 1 à 8 selon leur nombre de victoires, sachant que chaque équipe championne de division est au pire classée quatrième.
Les critères de départage des équipes sont :
1. équipe championne de division par rapport à une équipe non championne de division
2. face-à-face
3. bilan de division (si les équipes sont dans la même division)
4. bilan de conférence
5. bilan face aux équipes qualifiées en playoffs situées dans la même conférence
6. bilan face aux équipes qualifiées en playoffs situées dans l'autre conférence
7. différence générale de points.

Au premier tour, l'équipe classée numéro 1 affronte l'équipe classée numéro 8, la numéro 2 la 7, la 3 la 6 et la 4 la 5.
En demi-finale de conférence, l'équipe vainqueur du match entre la numéro 1 et la numéro 8 rencontre l'équipe vainqueur du match entre la numéro 4 et la numéro 5 et l'équipe vainqueur du match entre la numéro 2 et la numéro 7 rencontre l'équipe vainqueur du match entre la numéro 3 et la numéro 6.
Les vainqueurs des demi-finales de conférence s'affrontent en finale de conférence. Les deux équipes ayant remporté la finale de leur conférence respective sont nommées championnes de conférence et se rencontrent ensuite pour une série déterminant le champion NBA.
Chaque série de playoffs se déroule au meilleur des 7 matches, la première équipe à 4 victoires passant au tour suivant. Dans chaque série, l'avantage du terrain est attribué à l'équipe ayant le plus de victoires, quel que soit son classement à l'issue de la saison régulière.
Les séries se déroulent de la manière suivante : 
| Match | 3 premiers tours | Finale NBA*     |
| ----- | ---------------- | --------------- |
| 1     | Meilleur bilan   | Meilleur bilan  |
| 2     | Meilleur bilan   | Meilleur bilan  |
| 3     | Moins bon bilan  | Moins bon bilan |
| 4     | Moins bon bilan  | Moins bon bilan |
| 5     | Meilleur bilan   | Meilleur bilan  |
| 6     | Moins bon bilan  | Moins bon bilan |
| 7     | Meilleur bilan   | Meilleur bilan  |

- Retour cette année du format 2-2-1-1-1 contre 2-3-2 les années précédentes comme les matchs des premiers tours.

## Équipes qualifiées

### Conférence Est
| Rang | Équipe                | Bilan | Obtention         | Obtention         | Obtention                       | Obtention          |
| Rang | Équipe                | Bilan | Place en playoffs | Titre de division | Meilleur bilan de la conférence | Meilleur bilan NBA |
| ---- | --------------------- | ----- | ----------------- | ----------------- | ------------------------------- | ------------------ |
| 1    | Pacers de l'Indiana   | 56-26 | 5 mars            | 26 mars           | 14 avril                        | —                  |
| 2    | Heat de Miami         | 54-28 | 10 mars           | 28 mars           | —                               | —                  |
| 3    | Raptors de Toronto    | 48-34 | 28 mars           | 11 avril          | —                               | —                  |
| 4    | Bulls de Chicago      | 48-34 | 28 mars           | —                 | —                               | —                  |
| 5    | Wizards de Washington | 44-38 | 2 avril           | —                 | —                               | —                  |
| 6    | Nets de Brooklyn      | 44-38 | 1er avril         | —                 | —                               | —                  |
| 7    | Bobcats de Charlotte  | 43-39 | 5 avril           | —                 | —                               | —                  |
| 8    | Hawks d'Atlanta       | 38-44 | 12 avril          | —                 | —                               | —                  |

### Conférence Ouest
| Rang | Équipe                    | Bilan | Obtention         | Obtention         | Obtention                       | Obtention          |
| Rang | Équipe                    | Bilan | Place en playoffs | Titre de division | Meilleur bilan de la conférence | Meilleur bilan NBA |
| ---- | ------------------------- | ----- | ----------------- | ----------------- | ------------------------------- | ------------------ |
| 1    | Spurs de San Antonio      | 62-20 | 22 mars           | 3 avril           | 11 avril                        | 11 avril           |
| 2    | Thunder d'Oklahoma City   | 59-23 | 27 mars           | 4 avril           | —                               | —                  |
| 3    | Clippers de Los Angeles   | 57-25 | 29 mars           | 2 avril           | —                               | —                  |
| 4    | Rockets de Houston        | 54-28 | 4 avril           | —                 | —                               | —                  |
| 5    | Trail Blazers de Portland | 54-28 | 6 avril           | —                 | —                               | —                  |
| 6    | Warriors de Golden State  | 51-31 | 11 avril          | —                 | —                               | —                  |
| 7    | Grizzlies de Memphis      | 50-32 | 14 avril          | —                 | —                               | —                  |
| 8    | Mavericks de Dallas       | 49-33 | 12 avril          | —                 | —                               | —                  |

### Bilan des qualifiés

#### Les présents
Les Spurs de San Antonio se qualifient pour la dix-septième année consécutive, le Heat de Miami et les Bulls de Chicago pour la sixième fois, le Thunder d'Oklahoma City pour la cinquième fois.
Les Raptors de Toronto et les Wizards de Washington reviennent après cinq ans d'absence, les Bobcats de Charlotte après quatre ans d'absence et les Trail Blazers de Portland après trois ans d'absence.

#### Les absents
Les Nuggets de Denver ne sont pas qualifiés pour la première fois depuis les playoffs 2003, les Lakers de Los Angeles depuis les playoffs 2005, les Celtics de Boston depuis les playoffs 2007, les Knicks de New York depuis les playoffs 2010. C'est la première fois depuis les playoffs 2005 que les Lakers et les Knicks sont absents en même temps, de même que les Celtics et les Lakers depuis les playoffs 1994. En plus c'est la première fois de l'histoire de la NBA que Lakers, Celtics et Knicks sont simultanément absents des playoffs.
Les Pistons de Détroit sont absents pour la cinquième année consécutive, les Kings de Sacramento pour la huitième année et les Timberwolves du Minnesota pour la dixième année.

### Tableau final
|  | 1er tour         | 1er tour                  | 1er tour                  |   |                         | Demi-finales de Conférence | Demi-finales de Conférence | Demi-finales de Conférence |  |   | Finales de Conférence | Finales de Conférence | Finales de Conférence |  |    | Finales NBA   | Finales NBA | Finales NBA |
|  |                  |                           |                           |   |                         |                            |                            |                            |  |   |                       |                       |                       |  |    |               |             |             |
|  | 1                | Pacers de l'Indiana       | 4                         |   |                         |                            |                            |                            |  |   |                       |                       |                       |  |    |               |             |             |
|  | 8                | Hawks d'Atlanta           | 3                         |   |                         |                            |                            |                            |  |   |                       |                       |                       |  |    |               |             |             |
|  | 8                | Hawks d'Atlanta           | 3                         |   | 1                       | Pacers de l'Indiana        | 4                          |                            |  |   |                       |                       |                       |  |    |               |             |             |
|  |                  |                           |                           |   | 1                       | Pacers de l'Indiana        | 4                          |                            |  |   |                       |                       |                       |  |    |               |             |             |
|  |                  | 5                         | Wizards de Washington     | 2 |                         |                            |                            |                            |  |   |                       |                       |                       |  |    |               |             |             |
|  | 4                | 5                         | Wizards de Washington     | 2 | Bulls de Chicago        | 1                          |                            |                            |  |   |                       |                       |                       |  |    |               |             |             |
|  | 4                |                           |                           |   | Bulls de Chicago        | 1                          |                            |                            |  |   |                       |                       |                       |  |    |               |             |             |
|  | 5                | Wizards de Washington     | 4                         |   |                         |                            |                            |                            |  |   |                       |                       |                       |  |    |               |             |             |
|  | 5                | Wizards de Washington     | 4                         |   |                         |                            |                            |                            |  | 1 | Pacers de l'Indiana   | 2                     |                       |  |    |               |             |             |
|  | Conférence Est   |                           |                           |   |                         |                            |                            |                            |  | 1 | Pacers de l'Indiana   | 2                     |                       |  |    |               |             |             |
|  |                  | 2                         | Heat de Miami             | 4 |                         |                            |                            |                            |  |   |                       |                       |                       |  |    |               |             |             |
|  | 3                | 2                         | Heat de Miami             | 4 | Raptors de Toronto      | 3                          |                            |                            |  |   |                       |                       |                       |  |    |               |             |             |
|  | 3                |                           |                           |   | Raptors de Toronto      | 3                          |                            |                            |  |   |                       |                       |                       |  |    |               |             |             |
|  | 6                | Nets de Brooklyn          | 4                         |   |                         |                            |                            |                            |  |   |                       |                       |                       |  |    |               |             |             |
|  | 6                | Nets de Brooklyn          | 4                         |   | 6                       | Nets de Brooklyn           | 1                          |                            |  |   |                       |                       |                       |  |    |               |             |             |
|  |                  |                           |                           |   | 6                       | Nets de Brooklyn           | 1                          |                            |  |   |                       |                       |                       |  |    |               |             |             |
|  |                  | 2                         | Heat de Miami             | 4 |                         |                            |                            |                            |  |   |                       |                       |                       |  |    |               |             |             |
|  | 2                | 2                         | Heat de Miami             | 4 | Heat de Miami           | 4                          |                            |                            |  |   |                       |                       |                       |  |    |               |             |             |
|  | 2                |                           |                           |   | Heat de Miami           | 4                          |                            |                            |  |   |                       |                       |                       |  |    |               |             |             |
|  | 7                | Bobcats de Charlotte      | 0                         |   |                         |                            |                            |                            |  |   |                       |                       |                       |  |    |               |             |             |
|  | 7                | Bobcats de Charlotte      | 0                         |   |                         |                            |                            |                            |  |   |                       |                       |                       |  | E2 | Heat de Miami | 1           |             |
|  |                  |                           |                           |   |                         |                            |                            |                            |  |   |                       |                       |                       |  | E2 | Heat de Miami | 1           |             |
|  |                  | W1                        | Spurs de San Antonio      | 4 |                         |                            |                            |                            |  |   |                       |                       |                       |  |    |               |             |             |
|  | 1                | W1                        | Spurs de San Antonio      | 4 | Spurs de San Antonio    | 4                          |                            |                            |  |   |                       |                       |                       |  |    |               |             |             |
|  | 1                |                           |                           |   | Spurs de San Antonio    | 4                          |                            |                            |  |   |                       |                       |                       |  |    |               |             |             |
|  | 8                | Mavericks de Dallas       | 3                         |   |                         |                            |                            |                            |  |   |                       |                       |                       |  |    |               |             |             |
|  | 8                | Mavericks de Dallas       | 3                         |   | 1                       | Spurs de San Antonio       | 4                          |                            |  |   |                       |                       |                       |  |    |               |             |             |
|  |                  |                           |                           |   | 1                       | Spurs de San Antonio       | 4                          |                            |  |   |                       |                       |                       |  |    |               |             |             |
|  |                  | 5                         | Trail Blazers de Portland | 1 |                         |                            |                            |                            |  |   |                       |                       |                       |  |    |               |             |             |
|  | 4                | 5                         | Trail Blazers de Portland | 1 | Rockets de Houston      | 2                          |                            |                            |  |   |                       |                       |                       |  |    |               |             |             |
|  | 4                |                           |                           |   | Rockets de Houston      | 2                          |                            |                            |  |   |                       |                       |                       |  |    |               |             |             |
|  | 5                | Trail Blazers de Portland | 4                         |   |                         |                            |                            |                            |  |   |                       |                       |                       |  |    |               |             |             |
|  | 5                | Trail Blazers de Portland | 4                         |   |                         |                            |                            |                            |  | 1 | Spurs de San Antonio  | 4                     |                       |  |    |               |             |             |
|  | Conférence Ouest |                           |                           |   |                         |                            |                            |                            |  | 1 | Spurs de San Antonio  | 4                     |                       |  |    |               |             |             |
|  |                  | 2                         | Thunder d'Oklahoma City   | 2 |                         |                            |                            |                            |  |   |                       |                       |                       |  |    |               |             |             |
|  | 3                | 2                         | Thunder d'Oklahoma City   | 2 | Clippers de Los Angeles | 4                          |                            |                            |  |   |                       |                       |                       |  |    |               |             |             |
|  | 3                |                           |                           |   | Clippers de Los Angeles | 4                          |                            |                            |  |   |                       |                       |                       |  |    |               |             |             |
|  | 6                | Warriors de Golden State  | 3                         |   |                         |                            |                            |                            |  |   |                       |                       |                       |  |    |               |             |             |
|  | 6                | Warriors de Golden State  | 3                         |   | 3                       | Clippers de Los Angeles    | 2                          |                            |  |   |                       |                       |                       |  |    |               |             |             |
|  |                  |                           |                           |   | 3                       | Clippers de Los Angeles    | 2                          |                            |  |   |                       |                       |                       |  |    |               |             |             |
|  |                  | 2                         | Thunder d'Oklahoma City   | 4 |                         |                            |                            |                            |  |   |                       |                       |                       |  |    |               |             |             |
|  | 2                | 2                         | Thunder d'Oklahoma City   | 4 | Thunder d'Oklahoma City | 4                          |                            |                            |  |   |                       |                       |                       |  |    |               |             |             |
|  | 2                |                           |                           |   | Thunder d'Oklahoma City | 4                          |                            |                            |  |   |                       |                       |                       |  |    |               |             |             |
|  | 7                | Grizzlies de Memphis      | 3                         |   |                         |                            |                            |                            |  |   |                       |                       |                       |  |    |               |             |             |

## Faits marquants

### Premier tour
C'est la première fois de l'histoire de la NBA, depuis que les playoffs se disputent avec seize équipes, que cinq matchs sur huit voient leur vainqueur gagner lors de septième match. Ce premier tour a vu un record de cinquante rencontres (23 à l'est et 27 sur un maximum de 28 à l'ouest). 24 rencontres ont été remportées par l'équipe qui jouait à l'extérieur, 23 matchs se sont terminés avec 5 points ou moins de différence et 15 matchs avec 3 points ou moins de différence. Tous ces chiffres sont des records réalisés sur un seul tour de playoff.
C'est la seconde année consécutive que le Heat de Miami, champion en titre les deux fois, remporte son premier tour sur le score sec (sweep en anglais) de quatre victoires à zéro. En 2013 face aux Bucks de Milwaukee et cette année face aux Bobcats de Charlotte.

## Résultats détaillés
Tous les horaires indiqués sont au fuseau horaire UTC-4, l'heure d'été de la côte Est des États-Unis (en anglais, Eastern Daylight Time). Pour convertir en heure française, il suffit d'ajouter 6 heures.
Les cinquième, sixième et septième matchs sont disputés si nécessaire, afin qu'une des deux équipes atteigne quatre victoires et se qualifie ainsi pour le tour suivant.

### Conférence Est

#### Salles
Salles des huit participants.

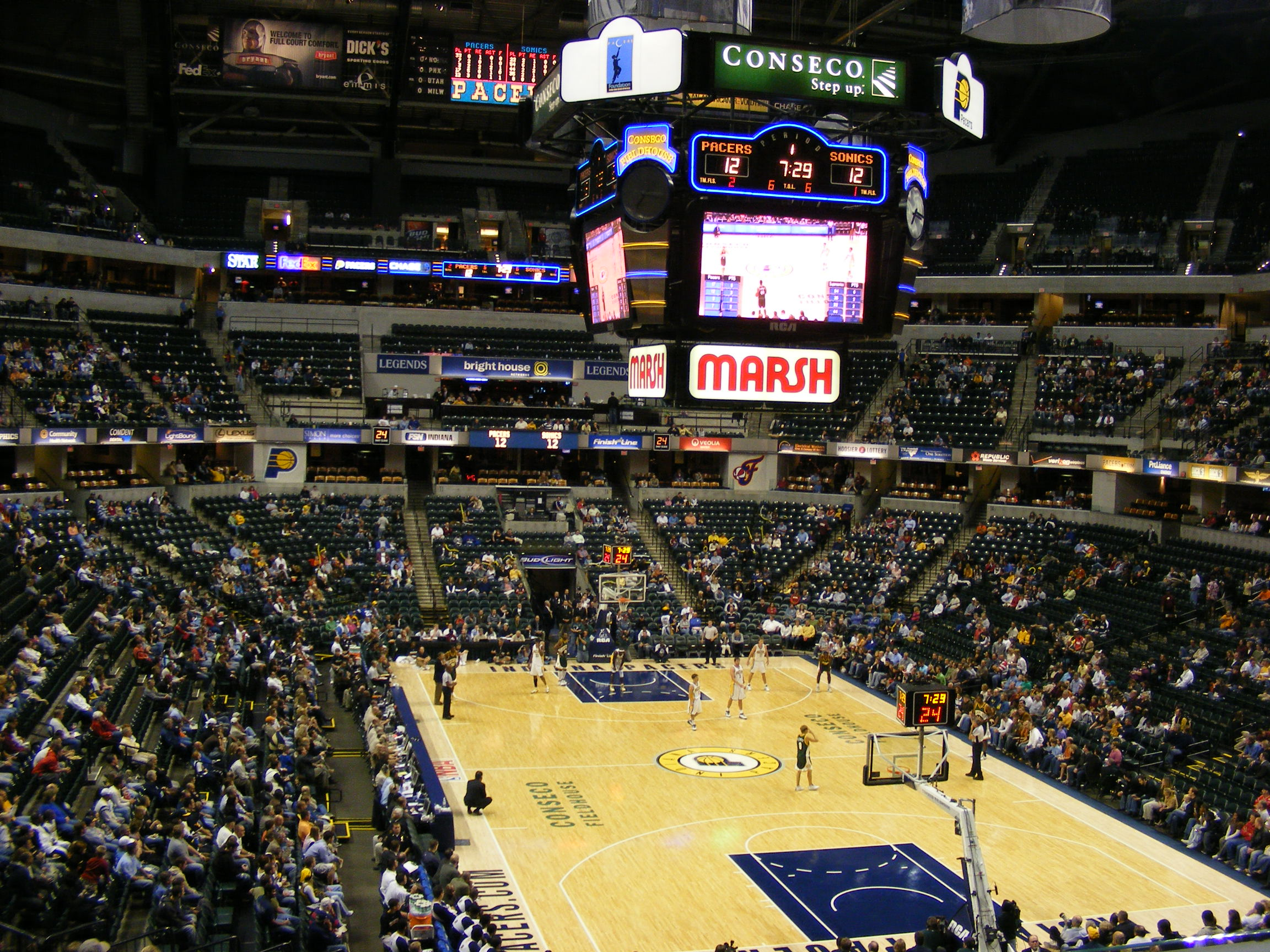
Bankers Life Fieldhouse, Indianapolis
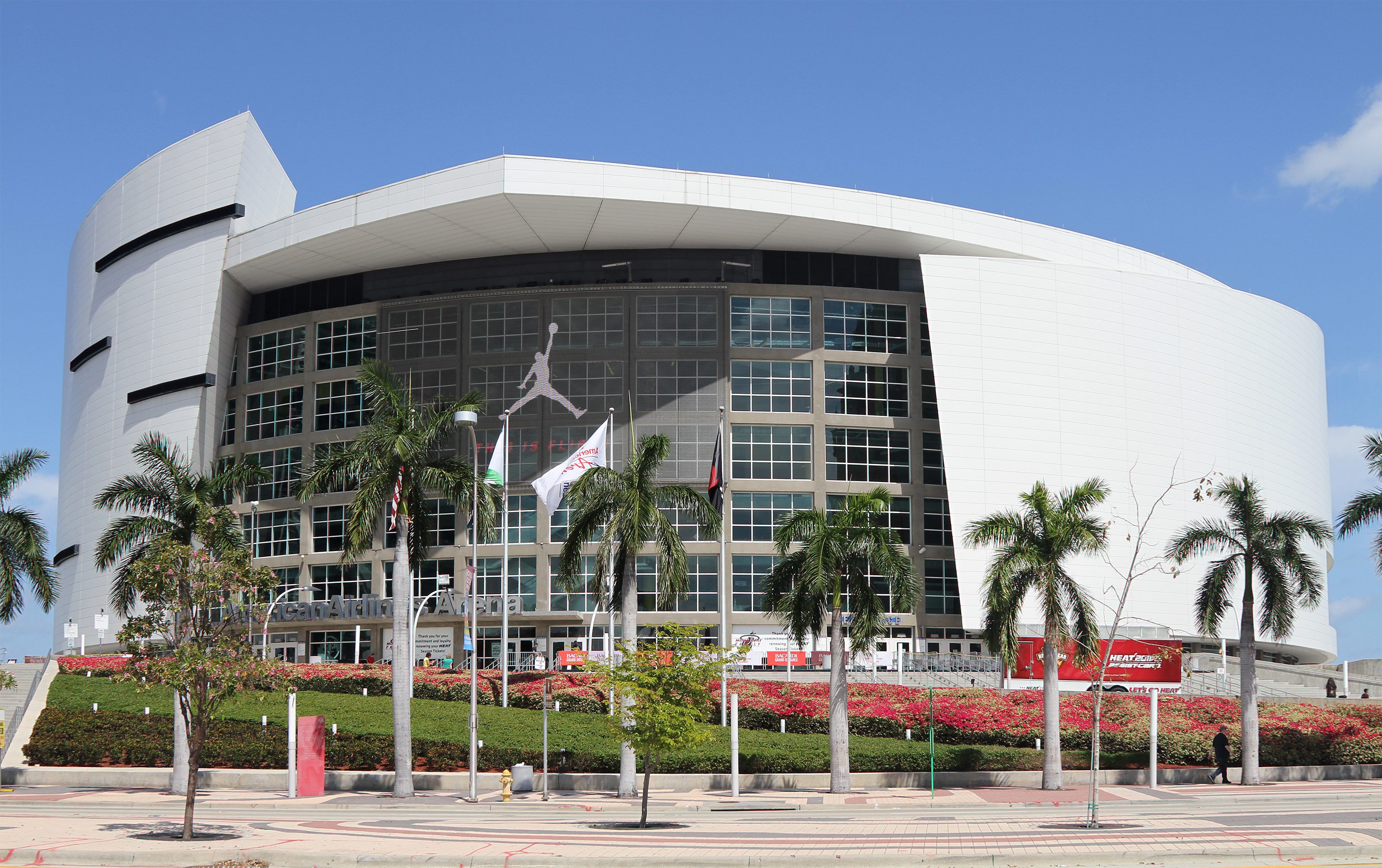
American Airlines Arena, Miami
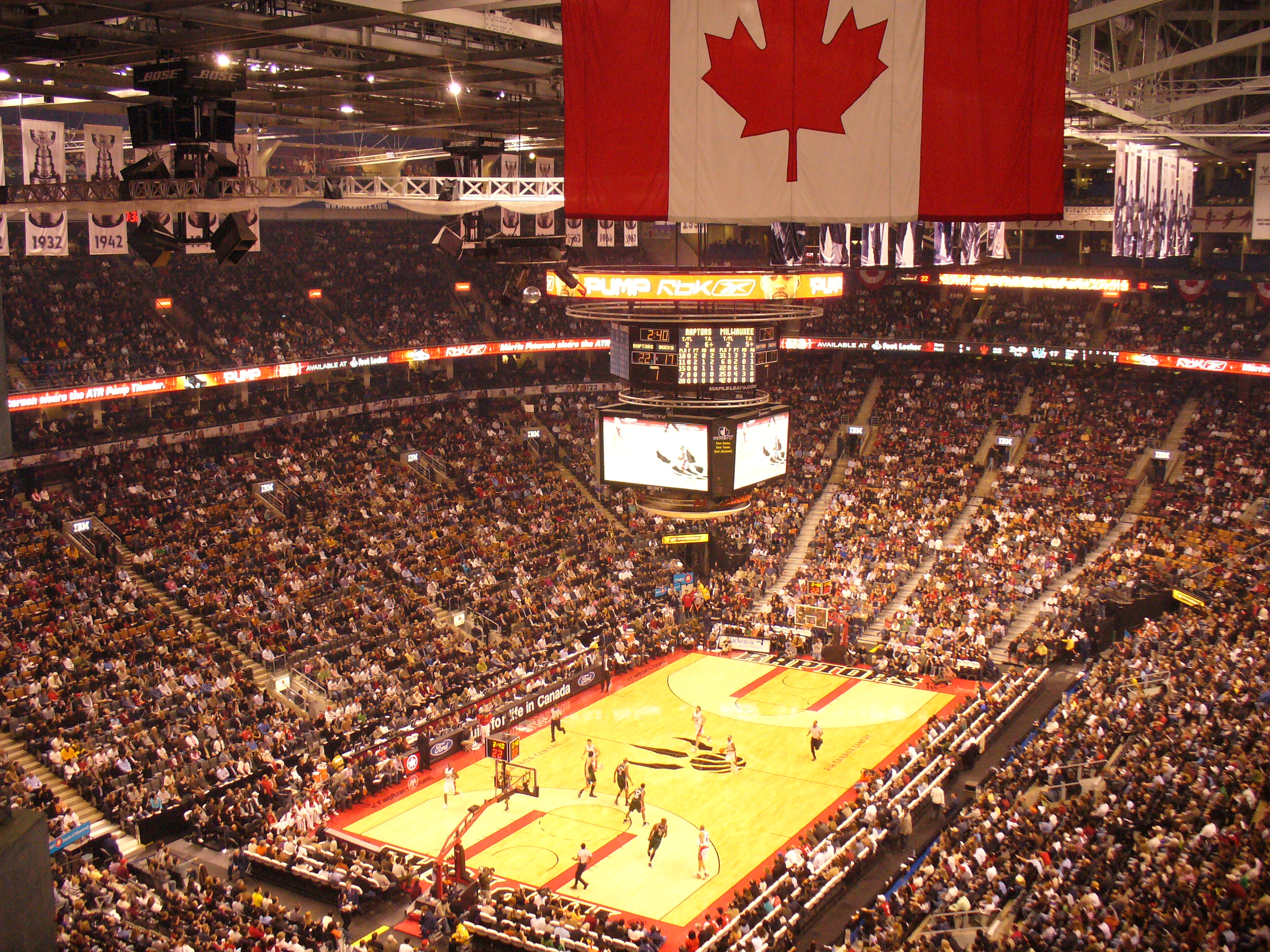
Centre Air Canada, Toronto
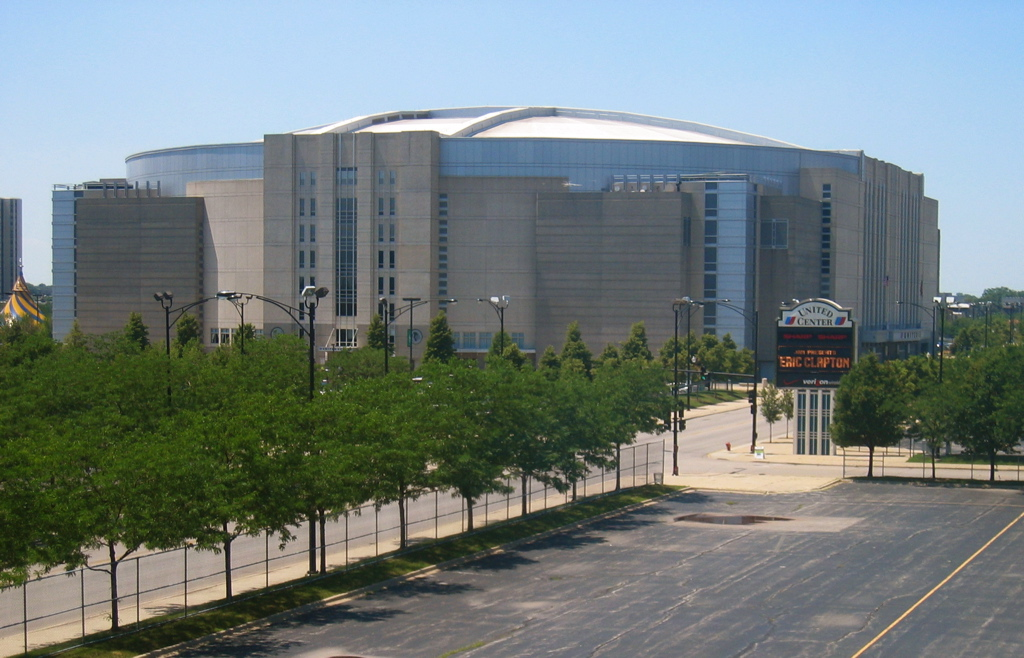
United Center, Chicago
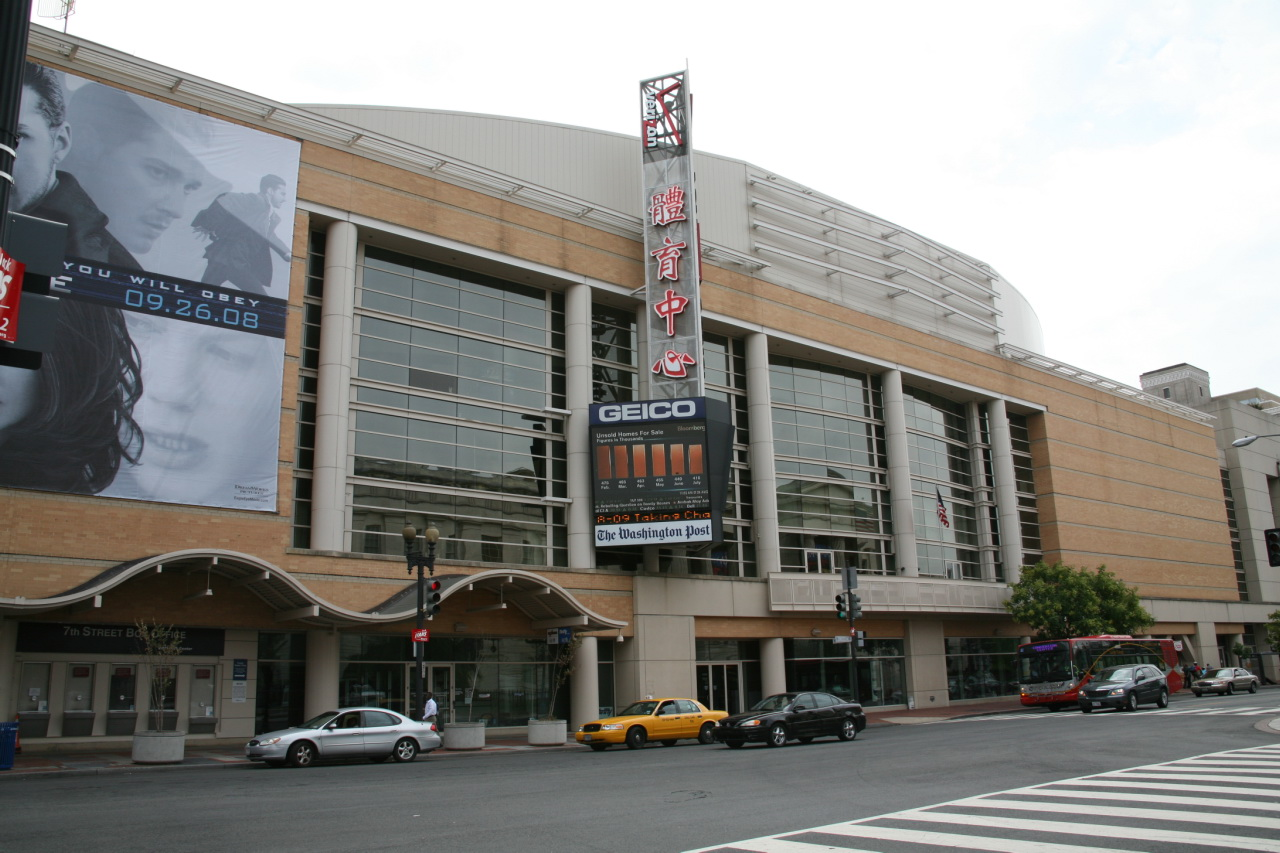
Verizon Center, Washington
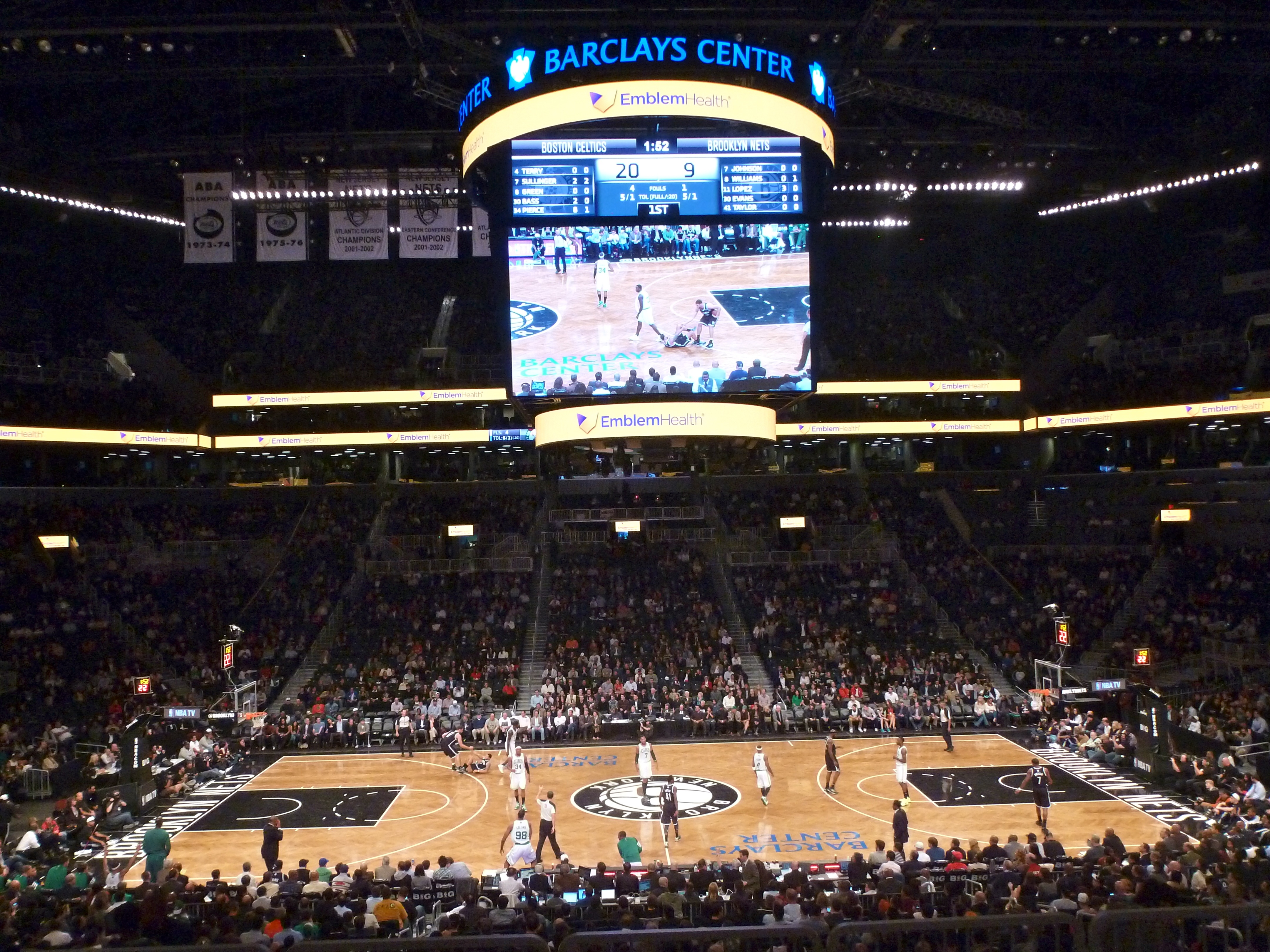
Barclays Center, Brooklyn
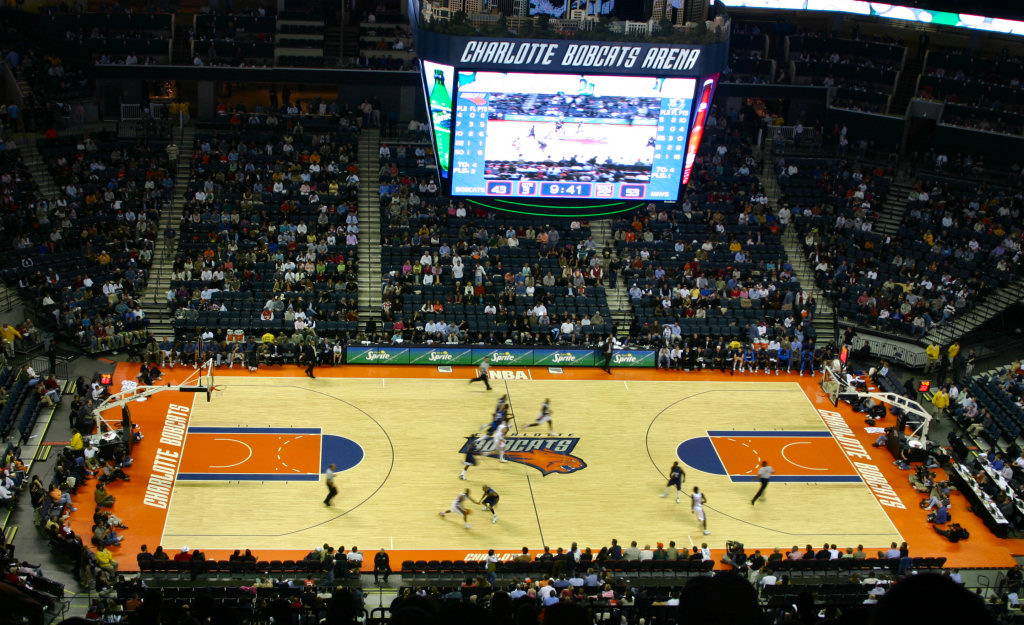
Time Warner Cable Arena, Charlotte
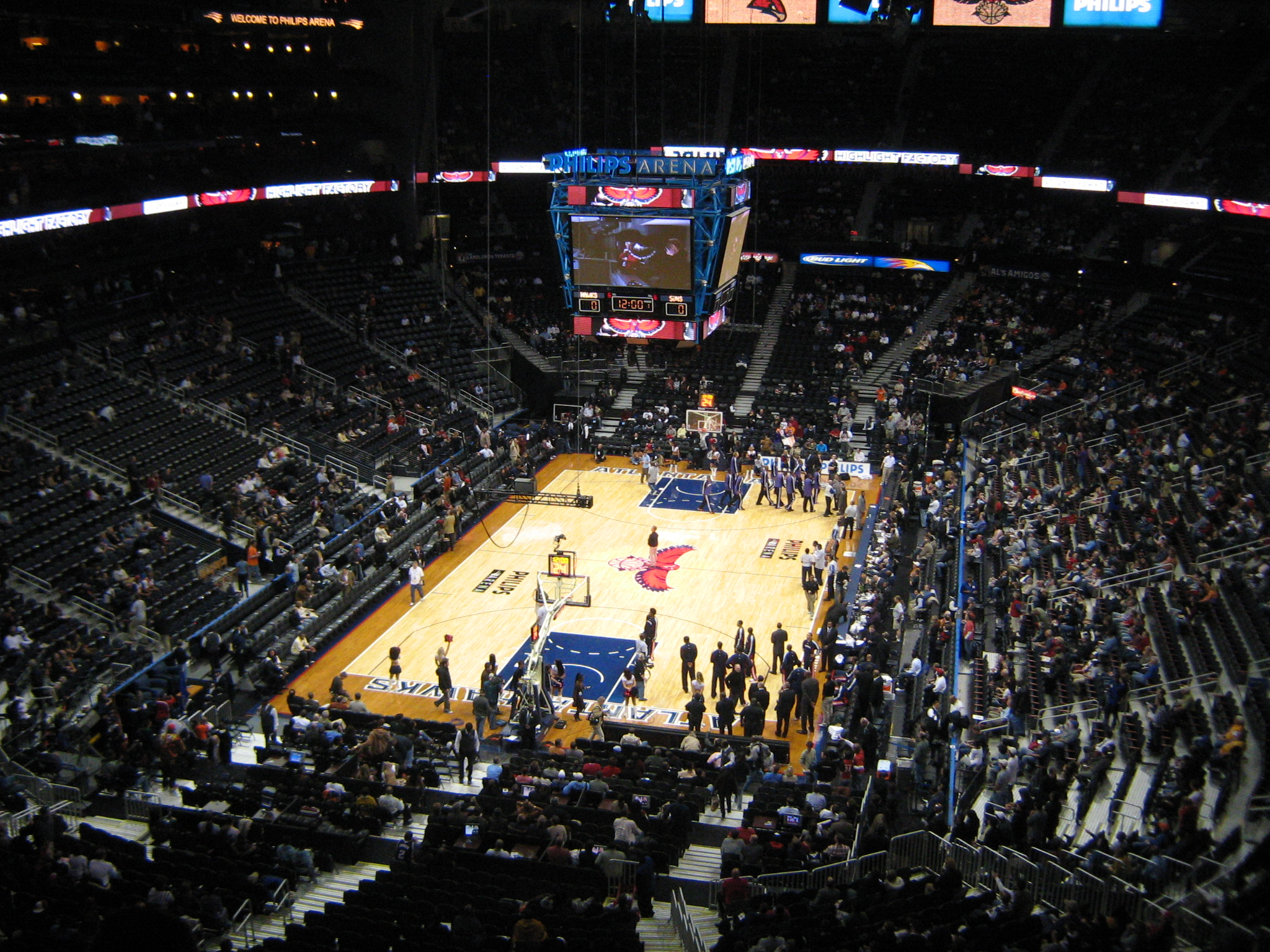
Philips Arena, Atlanta

#### Premier tour

##### (1)Pacers de l'Indianavs.Hawks d'Atlanta(8)
| 19 avril 2014 19:00 EDT | (fr) Rapport (en) Boxscore | Hawks d'Atlanta 101, Pacers de l'Indiana 93        | Hawks d'Atlanta 101, Pacers de l'Indiana 93 | Hawks d'Atlanta 101, Pacers de l'Indiana 93 |  | Bankers Life Fieldhouse, Indianapolis Affluence : 18 165 Arbitres : no 43 Dan Crawford no 19 James Capers no 58 Josh Tiven | ESPN |
| 19 avril 2014 19:00 EDT | (fr) Rapport (en) Boxscore | Score par quart-temps : 28-22, 22-28, 30-16, 21-27 |                                             |                                             |  | Bankers Life Fieldhouse, Indianapolis Affluence : 18 165 Arbitres : no 43 Dan Crawford no 19 James Capers no 58 Josh Tiven | ESPN |
| 19 avril 2014 19:00 EDT | (fr) Rapport (en) Boxscore | Score par mi-temps : 50-50, 51-43                  |                                             |                                             |  | Bankers Life Fieldhouse, Indianapolis Affluence : 18 165 Arbitres : no 43 Dan Crawford no 19 James Capers no 58 Josh Tiven | ESPN |
| 19 avril 2014 19:00 EDT | (fr) Rapport (en) Boxscore | Teague 28 Carroll 10 Teague 5                      | Points Rebonds Passes d.                    | George 24 George 10 George 5                |  | Bankers Life Fieldhouse, Indianapolis Affluence : 18 165 Arbitres : no 43 Dan Crawford no 19 James Capers no 58 Josh Tiven | ESPN |

| 22 avril 2014 19:00 EDT | (fr) Rapport (en) Boxscore | Hawks d'Atlanta 85, Pacers de l'Indiana 101        | Hawks d'Atlanta 85, Pacers de l'Indiana 101 | Hawks d'Atlanta 85, Pacers de l'Indiana 101 |  | Bankers Life Fieldhouse, Indianapolis Affluence : 18 165 Arbitres : no 41 Ken Mauer no 6 Tony Brown no 8 Marc Davis | TNT |
| 22 avril 2014 19:00 EDT | (fr) Rapport (en) Boxscore | Score par quart-temps : 26-21, 26-27, 13-31, 20-22 |                                             |                                             |  | Bankers Life Fieldhouse, Indianapolis Affluence : 18 165 Arbitres : no 41 Ken Mauer no 6 Tony Brown no 8 Marc Davis | TNT |
| 22 avril 2014 19:00 EDT | (fr) Rapport (en) Boxscore | Score par mi-temps : 52-48, 33-53                  |                                             |                                             |  | Bankers Life Fieldhouse, Indianapolis Affluence : 18 165 Arbitres : no 41 Ken Mauer no 6 Tony Brown no 8 Marc Davis | TNT |
| 22 avril 2014 19:00 EDT | (fr) Rapport (en) Boxscore | Millsap 19 Brand 7 Teague 4                        | Points Rebonds Passes d.                    | George 27 George 10 West et George 6        |  | Bankers Life Fieldhouse, Indianapolis Affluence : 18 165 Arbitres : no 41 Ken Mauer no 6 Tony Brown no 8 Marc Davis | TNT |

| 24 avril 2014 19:00 EDT | (fr) Rapport (en) Boxscore | Pacers de l'Indiana 85, Hawks d'Atlanta 98         | Pacers de l'Indiana 85, Hawks d'Atlanta 98 | Pacers de l'Indiana 85, Hawks d'Atlanta 98 |  | Philips Arena, Atlanta Affluence : 18 124 Arbitres : no 25 Tony Brothers no 49 Tom Washington no 56 Mark Ayotte | NBA TV |
| 24 avril 2014 19:00 EDT | (fr) Rapport (en) Boxscore | Score par quart-temps : 24-24, 14-15, 20-28, 27-31 |                                            |                                            |  | Philips Arena, Atlanta Affluence : 18 124 Arbitres : no 25 Tony Brothers no 49 Tom Washington no 56 Mark Ayotte | NBA TV |
| 24 avril 2014 19:00 EDT | (fr) Rapport (en) Boxscore | Score par mi-temps : 38-39, 47-59                  |                                            |                                            |  | Philips Arena, Atlanta Affluence : 18 124 Arbitres : no 25 Tony Brothers no 49 Tom Washington no 56 Mark Ayotte | NBA TV |
| 24 avril 2014 19:00 EDT | (fr) Rapport (en) Boxscore | Stephenson 21 George 14 West 5                     | Points Rebonds Passes d.                   | Teague 22 Millsap 14 Teague 10             |  | Philips Arena, Atlanta Affluence : 18 124 Arbitres : no 25 Tony Brothers no 49 Tom Washington no 56 Mark Ayotte | NBA TV |

| 26 avril 2014 14:00 EDT | (fr) Rapport (en) Boxscore | Pacers de l'Indiana 91, Hawks d'Atlanta 88         | Pacers de l'Indiana 91, Hawks d'Atlanta 88 | Pacers de l'Indiana 91, Hawks d'Atlanta 88 |  | Philips Arena , Atlanta Affluence : 19 043 Arbitres : no 48 Scott Foster no 26 Pat Fraher no 55 Bill Kennedy | TNT |
| 26 avril 2014 14:00 EDT | (fr) Rapport (en) Boxscore | Score par quart-temps : 29-22, 13-26, 24-17, 25-23 |                                            |                                            |  | Philips Arena , Atlanta Affluence : 19 043 Arbitres : no 48 Scott Foster no 26 Pat Fraher no 55 Bill Kennedy | TNT |
| 26 avril 2014 14:00 EDT | (fr) Rapport (en) Boxscore | Score par mi-temps : 42-48, 49-40                  |                                            |                                            |  | Philips Arena , Atlanta Affluence : 19 043 Arbitres : no 48 Scott Foster no 26 Pat Fraher no 55 Bill Kennedy | TNT |
| 26 avril 2014 14:00 EDT | (fr) Rapport (en) Boxscore | George 24 George 10 Hill et George 5               | Points Rebonds Passes d.                   | Milsap 29 Korver 9 Teague 7                |  | Philips Arena , Atlanta Affluence : 19 043 Arbitres : no 48 Scott Foster no 26 Pat Fraher no 55 Bill Kennedy | TNT |

| 28 avril 2014 20:00 EDT | (fr) Rapport (en) Boxscore | Hawks d'Atlanta 107, Pacers de l'Indiana 97        | Hawks d'Atlanta 107, Pacers de l'Indiana 97 | Hawks d'Atlanta 107, Pacers de l'Indiana 97 |  | Bankers Life Fieldhouse, Indianapolis Affluence : 18 165 Arbitres : no 36 David Jones no 13 Monty McCutchen no 30 John Goble | NBA TV |
| 28 avril 2014 20:00 EDT | (fr) Rapport (en) Boxscore | Score par quart-temps : 20-21, 41-19, 26-27, 20-30 |                                             |                                             |  | Bankers Life Fieldhouse, Indianapolis Affluence : 18 165 Arbitres : no 36 David Jones no 13 Monty McCutchen no 30 John Goble | NBA TV |
| 28 avril 2014 20:00 EDT | (fr) Rapport (en) Boxscore | Score par mi-temps : 61-40, 46-57                  |                                             |                                             |  | Bankers Life Fieldhouse, Indianapolis Affluence : 18 165 Arbitres : no 36 David Jones no 13 Monty McCutchen no 30 John Goble | NBA TV |
| 28 avril 2014 20:00 EDT | (fr) Rapport (en) Boxscore | Mack 20 Korver 9 Mack 5                            | Points Rebonds Passes d.                    | George 26 George 10 West et Stephenson 7    |  | Bankers Life Fieldhouse, Indianapolis Affluence : 18 165 Arbitres : no 36 David Jones no 13 Monty McCutchen no 30 John Goble | NBA TV |

| 1er mai 2014 19:00 EDT | (fr) Rapport (en) Boxscore | Pacers de l'Indiana 95, Hawks d'Atlanta 88         | Pacers de l'Indiana 95, Hawks d'Atlanta 88 | Pacers de l'Indiana 95, Hawks d'Atlanta 88 |  | Philips Arena , Atlanta Affluence : 19 044 Arbitres : no 17 Joe Crawford no 15 Bennett Salvatore no 7 Derrick Stafford | NBA TV |
| 1er mai 2014 19:00 EDT | (fr) Rapport (en) Boxscore | Score par quart-temps : 20-22, 24-17, 20-28, 31-21 |                                            |                                            |  | Philips Arena , Atlanta Affluence : 19 044 Arbitres : no 17 Joe Crawford no 15 Bennett Salvatore no 7 Derrick Stafford | NBA TV |
| 1er mai 2014 19:00 EDT | (fr) Rapport (en) Boxscore | Score par mi-temps : 44-39, 51-49                  |                                            |                                            |  | Philips Arena , Atlanta Affluence : 19 044 Arbitres : no 17 Joe Crawford no 15 Bennett Salvatore no 7 Derrick Stafford | NBA TV |
| 1er mai 2014 19:00 EDT | (fr) Rapport (en) Boxscore | George et West 24 West 11 West 6                   | Points Rebonds Passes d.                   | Teague 29 Milsap 18 Milsap 6               |  | Philips Arena , Atlanta Affluence : 19 044 Arbitres : no 17 Joe Crawford no 15 Bennett Salvatore no 7 Derrick Stafford | NBA TV |

| 3 mai 2014 17:30 EDT | (en) Boxscore | Hawks d'Atlanta 80, Pacers de l'Indiana 92         | Hawks d'Atlanta 80, Pacers de l'Indiana 92 | Hawks d'Atlanta 80, Pacers de l'Indiana 92 |  | Bankers Life Fieldhouse, Indianapolis Affluence : 18 165 Arbitres : no 25 Tony Brothers no 33 Sean Corbin no 71 Rodney Mott | TNT |
| 3 mai 2014 17:30 EDT | (en) Boxscore | Score par quart-temps : 23-24, 13-23, 27-24, 17-21 |                                            |                                            |  | Bankers Life Fieldhouse, Indianapolis Affluence : 18 165 Arbitres : no 25 Tony Brothers no 33 Sean Corbin no 71 Rodney Mott | TNT |
| 3 mai 2014 17:30 EDT | (en) Boxscore | Score par mi-temps : 36-47, 44-45                  |                                            |                                            |  | Bankers Life Fieldhouse, Indianapolis Affluence : 18 165 Arbitres : no 25 Tony Brothers no 33 Sean Corbin no 71 Rodney Mott | TNT |
| 3 mai 2014 17:30 EDT | (en) Boxscore | Korver 19 Milsap 17 Mack 7                         | Points Rebonds Passes d.                   | George 30 Stephenson 14 Stephenson 5       |  | Bankers Life Fieldhouse, Indianapolis Affluence : 18 165 Arbitres : no 25 Tony Brothers no 33 Sean Corbin no 71 Rodney Mott | TNT |
| 3 mai 2014 17:30 EDT | (en) Boxscore | Indiana remporte la série 4 à 3.                   |                                            |                                            |  | Bankers Life Fieldhouse, Indianapolis Affluence : 18 165 Arbitres : no 25 Tony Brothers no 33 Sean Corbin no 71 Rodney Mott | TNT |

Matchs de saison régulière
Égalité dans la série 2 à 2.
| 9 janvier 2014 | Rapport | Pacers de l'Indiana 87, Hawks d'Atlanta 97 | Pacers de l'Indiana 87, Hawks d'Atlanta 97 | Pacers de l'Indiana 87, Hawks d'Atlanta 97 |  | Philips Arena, Atlanta |

| 5 février 2014 | Rapport | Pacers de l'Indiana 89, Hawks d'Atlanta 85 | Pacers de l'Indiana 89, Hawks d'Atlanta 85 | Pacers de l'Indiana 89, Hawks d'Atlanta 85 |  | Philips Arena, Atlanta |

| 19 février 2014 | Rapport | Hawks d'Atlanta 98, Pacers de l'Indiana 108 | Hawks d'Atlanta 98, Pacers de l'Indiana 108 | Hawks d'Atlanta 98, Pacers de l'Indiana 108 |  | Bankers Life Fieldhouse, Indianapolis |

| 7 avril 2014 | Rapport | Hawks d'Atlanta 107, Pacers de l'Indiana 88 | Hawks d'Atlanta 107, Pacers de l'Indiana 88 | Hawks d'Atlanta 107, Pacers de l'Indiana 88 |  | Bankers Life Fieldhouse, Indianapolis |

C'est la sixième confrontation en Playoffs entre ces deux équipes et Indiana a remporté trois des cinq dernières confrontations.
Dernière rencontre en playoffsPremier tour conférence Est 2013 (Indiana gagne 4-2).

##### (2)Heat de Miamivs.Bobcats de Charlotte(7)
| 20 avril 2014 15:30 EDT | (fr) Rapport (en) Boxscore | Bobcats de Charlotte 88, Heat de Miami 99          | Bobcats de Charlotte 88, Heat de Miami 99 | Bobcats de Charlotte 88, Heat de Miami 99 |  | American Airlines Arena, Miami Affluence : 19 640 Arbitres : no 8 Marc Davis no 23 Jason Phillips no 31 Scott Wall | ABC |
| 20 avril 2014 15:30 EDT | (fr) Rapport (en) Boxscore | Score par quart-temps : 23-19, 19-30, 23-23, 23-27 |                                           |                                           |  | American Airlines Arena, Miami Affluence : 19 640 Arbitres : no 8 Marc Davis no 23 Jason Phillips no 31 Scott Wall | ABC |
| 20 avril 2014 15:30 EDT | (fr) Rapport (en) Boxscore | Score par mi-temps : 42-49, 46-50                  |                                           |                                           |  | American Airlines Arena, Miami Affluence : 19 640 Arbitres : no 8 Marc Davis no 23 Jason Phillips no 31 Scott Wall | ABC |
| 20 avril 2014 15:30 EDT | (fr) Rapport (en) Boxscore | Walker 20 Jefferson 10 Walker 6                    | Points Rebonds Passes d.                  | James 27 Andersen 10 Wade 5               |  | American Airlines Arena, Miami Affluence : 19 640 Arbitres : no 8 Marc Davis no 23 Jason Phillips no 31 Scott Wall | ABC |

| 23 avril 2014 19:00 EDT | (fr) Rapport (en) Boxscore | Bobcats de Charlotte 97, Heat de Miami 101         | Bobcats de Charlotte 97, Heat de Miami 101 | Bobcats de Charlotte 97, Heat de Miami 101 |  | American Airlines Arena, Miami Affluence : 19 603 Arbitres : no 48 Scott Foster no 55 Bill Kennedy no 29 Mark Lindsay | TNT |
| 23 avril 2014 19:00 EDT | (fr) Rapport (en) Boxscore | Score par quart-temps : 19-29, 28-28, 25-22, 25-22 |                                            |                                            |  | American Airlines Arena, Miami Affluence : 19 603 Arbitres : no 48 Scott Foster no 55 Bill Kennedy no 29 Mark Lindsay | TNT |
| 23 avril 2014 19:00 EDT | (fr) Rapport (en) Boxscore | Score par mi-temps : 47-57, 50-44                  |                                            |                                            |  | American Airlines Arena, Miami Affluence : 19 603 Arbitres : no 48 Scott Foster no 55 Bill Kennedy no 29 Mark Lindsay | TNT |
| 23 avril 2014 19:00 EDT | (fr) Rapport (en) Boxscore | Kidd-Gilchrist 22 Jefferson 13 Walker 8            | Points Rebonds Passes d.                   | James 32 Wade et James 6 James 8           |  | American Airlines Arena, Miami Affluence : 19 603 Arbitres : no 48 Scott Foster no 55 Bill Kennedy no 29 Mark Lindsay | TNT |

| 26 avril 2014 19:00 EDT | (fr) Rapport (en) Boxscore | Heat de Miami 98, Bobcats de Charlotte 85          | Heat de Miami 98, Bobcats de Charlotte 85 | Heat de Miami 98, Bobcats de Charlotte 85 |  | Time Warner Cable Arena , Charlotte Affluence : 19 633 Arbitres : no 13 Monty McCutchen no 10 Ron Garretson no 56 Mark Ayotte | ESPN |
| 26 avril 2014 19:00 EDT | (fr) Rapport (en) Boxscore | Score par quart-temps : 23-27, 35-19, 28-19, 12-20 |                                           |                                           |  | Time Warner Cable Arena , Charlotte Affluence : 19 633 Arbitres : no 13 Monty McCutchen no 10 Ron Garretson no 56 Mark Ayotte | ESPN |
| 26 avril 2014 19:00 EDT | (fr) Rapport (en) Boxscore | Score par mi-temps : 58-46, 40-39                  |                                           |                                           |  | Time Warner Cable Arena , Charlotte Affluence : 19 633 Arbitres : no 13 Monty McCutchen no 10 Ron Garretson no 56 Mark Ayotte | ESPN |
| 26 avril 2014 19:00 EDT | (fr) Rapport (en) Boxscore | James 30 James 10 Wade et James 6                  | Points Rebonds Passes d.                  | Jefferson 20 McRoberts 9 Ridnour          |  | Time Warner Cable Arena , Charlotte Affluence : 19 633 Arbitres : no 13 Monty McCutchen no 10 Ron Garretson no 56 Mark Ayotte | ESPN |

| 28 avril 2014 19:00 EDT | (fr) Rapport (en) Boxscore | Heat de Miami 109, Bobcats de Charlotte 98         | Heat de Miami 109, Bobcats de Charlotte 98 | Heat de Miami 109, Bobcats de Charlotte 98   |  | Time Warner Cable Arena , Charlotte Affluence : 19 092 Arbitres : no 43 Dan Crawford no 38 Michael Smith no 49 Tom Washington | TNT |
| 28 avril 2014 19:00 EDT | (fr) Rapport (en) Boxscore | Score par quart-temps : 26-27, 26-27, 32-17, 25-27 |                                            |                                              |  | Time Warner Cable Arena , Charlotte Affluence : 19 092 Arbitres : no 43 Dan Crawford no 38 Michael Smith no 49 Tom Washington | TNT |
| 28 avril 2014 19:00 EDT | (fr) Rapport (en) Boxscore | Score par mi-temps : 52-54, 57-44                  |                                            |                                              |  | Time Warner Cable Arena , Charlotte Affluence : 19 092 Arbitres : no 43 Dan Crawford no 38 Michael Smith no 49 Tom Washington | TNT |
| 28 avril 2014 19:00 EDT | (fr) Rapport (en) Boxscore | James 31 Bosh 8 James 9                            | Points Rebonds Passes d.                   | Walker 29 McRoberts 10 McRoberts et Walker 5 |  | Time Warner Cable Arena , Charlotte Affluence : 19 092 Arbitres : no 43 Dan Crawford no 38 Michael Smith no 49 Tom Washington | TNT |
| 28 avril 2014 19:00 EDT | (fr) Rapport (en) Boxscore | Miami remporte la série 4 à 0.                     |                                            |                                              |  | Time Warner Cable Arena , Charlotte Affluence : 19 092 Arbitres : no 43 Dan Crawford no 38 Michael Smith no 49 Tom Washington | TNT |

Matchs de saison régulière
Miami gagne la série 4 à 0.
| 16 novembre 2013 | Rapport | Heat de Miami 97, Bobcats de Charlotte 81 | Heat de Miami 97, Bobcats de Charlotte 81 | Heat de Miami 97, Bobcats de Charlotte 81 |  | Time Warner Cable Arena , Charlotte |

| 1er décembre 2013 | Rapport | Bobcats de Charlotte 98, Heat de Miami 99 | Bobcats de Charlotte 98, Heat de Miami 99 | Bobcats de Charlotte 98, Heat de Miami 99 |  | American Airlines Arena, Miami |

| 19 février 2014 | Rapport | Heat de Miami 104, Bobcats de Charlotte 96 | Heat de Miami 104, Bobcats de Charlotte 96 | Heat de Miami 104, Bobcats de Charlotte 96 |  | Time Warner Cable Arena , Charlotte |

| 4 mars 2014 | Rapport | Bobcats de Charlotte 107, Heat de Miami 124 | Bobcats de Charlotte 107, Heat de Miami 124 | Bobcats de Charlotte 107, Heat de Miami 124 |  | American Airlines Arena, Miami |

Dernière rencontre en playoffsPremier tour conférence Est 2001 (Charlotte gagne 3-0).

##### (3)Raptors de Torontovs.Nets de Brooklyn(6)
| 19 avril 2014 12:30 EDT | (fr) Rapport (en) Boxscore | Nets de Brooklyn 94, Raptors de Toronto 87           | Nets de Brooklyn 94, Raptors de Toronto 87 | Nets de Brooklyn 94, Raptors de Toronto 87 |  | Air Canada Centre, Toronto Affluence : 19 800 Arbitres : no 41 Ken Mauer no 45 Brian Forte no 14 Ed Malloy | ESPN |
| 19 avril 2014 12:30 EDT | (fr) Rapport (en) Boxscore | Score par quart-temps : 29-21, 21-25, 17-16, 27-25   |                                            |                                            |  | Air Canada Centre, Toronto Affluence : 19 800 Arbitres : no 41 Ken Mauer no 45 Brian Forte no 14 Ed Malloy | ESPN |
| 19 avril 2014 12:30 EDT | (fr) Rapport (en) Boxscore | Score par mi-temps : 50-46, 44-41                    |                                            |                                            |  | Air Canada Centre, Toronto Affluence : 19 800 Arbitres : no 41 Ken Mauer no 45 Brian Forte no 14 Ed Malloy | ESPN |
| 19 avril 2014 12:30 EDT | (fr) Rapport (en) Boxscore | Johnson et Williams 24 Johnson 8 Pierce et Johnson 4 | Points Rebonds Passes d.                   | Lowry 22 Valančiūnas 18 Vásquez et Lowry 8 |  | Air Canada Centre, Toronto Affluence : 19 800 Arbitres : no 41 Ken Mauer no 45 Brian Forte no 14 Ed Malloy | ESPN |

| 22 avril 2014 20:00 EDT | (fr) Rapport (en) Boxscore | Nets de Brooklyn 95, Raptors de Toronto 100             | Nets de Brooklyn 95, Raptors de Toronto 100 | Nets de Brooklyn 95, Raptors de Toronto 100 |  | Air Canada Centre, Toronto Affluence : 20 382 Arbitres : no 13 Monty McCutchen no 36 David Jones no 59 Gary Zielinski | NBA TV |
| 22 avril 2014 20:00 EDT | (fr) Rapport (en) Boxscore | Score par quart-temps : 19-21, 20-24, 27-19, 29-36      |                                             |                                             |  | Air Canada Centre, Toronto Affluence : 20 382 Arbitres : no 13 Monty McCutchen no 36 David Jones no 59 Gary Zielinski | NBA TV |
| 22 avril 2014 20:00 EDT | (fr) Rapport (en) Boxscore | Score par mi-temps : 39-45, 56-55                       |                                             |                                             |  | Air Canada Centre, Toronto Affluence : 20 382 Arbitres : no 13 Monty McCutchen no 36 David Jones no 59 Gary Zielinski | NBA TV |
| 22 avril 2014 20:00 EDT | (fr) Rapport (en) Boxscore | Johnson 18 Pierce et Plumlee 6 Livingston et Williams 5 | Points Rebonds Passes d.                    | DeRozan 30 Valančiūnas 14 Vásquez 8         |  | Air Canada Centre, Toronto Affluence : 20 382 Arbitres : no 13 Monty McCutchen no 36 David Jones no 59 Gary Zielinski | NBA TV |

| 25 avril 2014 19:00 EDT | (fr) Rapport (en) Boxscore | Raptors de Toronto 98, Nets de Brooklyn 102        | Raptors de Toronto 98, Nets de Brooklyn 102 | Raptors de Toronto 98, Nets de Brooklyn 102 |  | Barclays Center , Brooklyn Affluence : 17 732 Arbitres : no 24 Mike Callahan no 71 Rodney Mott no 31 Scott Wall | ESPN |
| 25 avril 2014 19:00 EDT | (fr) Rapport (en) Boxscore | Score par quart-temps : 23-19, 22-30, 21-28, 32-25 |                                             |                                             |  | Barclays Center , Brooklyn Affluence : 17 732 Arbitres : no 24 Mike Callahan no 71 Rodney Mott no 31 Scott Wall | ESPN |
| 25 avril 2014 19:00 EDT | (fr) Rapport (en) Boxscore | Score par mi-temps : 45-49, 53-53                  |                                             |                                             |  | Barclays Center , Brooklyn Affluence : 17 732 Arbitres : no 24 Mike Callahan no 71 Rodney Mott no 31 Scott Wall | ESPN |
| 25 avril 2014 19:00 EDT | (fr) Rapport (en) Boxscore | DeRozan 30 Valančiūnas 10 Vásquez 6                | Points Rebonds Passes d.                    | Johnson 29 Livingston 6 Williams 8          |  | Barclays Center , Brooklyn Affluence : 17 732 Arbitres : no 24 Mike Callahan no 71 Rodney Mott no 31 Scott Wall | ESPN |

| 27 avril 2014 19:00 EDT | (fr) Rapport (en) Boxscore | Raptors de Toronto 87, Nets de Brooklyn 79         | Raptors de Toronto 87, Nets de Brooklyn 79 | Raptors de Toronto 87, Nets de Brooklyn 79 |  | Barclays Center, Brooklyn Affluence : 17 732 Arbitres : no 23 Jason Phillips no 19 James Capers no 28 Zach Zarba | TNT |
| 27 avril 2014 19:00 EDT | (fr) Rapport (en) Boxscore | Score par quart-temps : 35-22, 16-22, 16-23, 20-12 |                                            |                                            |  | Barclays Center, Brooklyn Affluence : 17 732 Arbitres : no 23 Jason Phillips no 19 James Capers no 28 Zach Zarba | TNT |
| 27 avril 2014 19:00 EDT | (fr) Rapport (en) Boxscore | Score par mi-temps : 51-44, 36-35                  |                                            |                                            |  | Barclays Center, Brooklyn Affluence : 17 732 Arbitres : no 23 Jason Phillips no 19 James Capers no 28 Zach Zarba | TNT |
| 27 avril 2014 19:00 EDT | (fr) Rapport (en) Boxscore | DeRozan 24 Patterson 9 Vásquez 9                   | Points Rebonds Passes d.                   | Pierce 22 Blayche 7 Williams 6             |  | Barclays Center, Brooklyn Affluence : 17 732 Arbitres : no 23 Jason Phillips no 19 James Capers no 28 Zach Zarba | TNT |

| 30 avril 2014 19:30 EDT | (fr) Rapport (en) Boxscore | Nets de Brooklyn 113, Raptors de Toronto 115       | Nets de Brooklyn 113, Raptors de Toronto 115 | Nets de Brooklyn 113, Raptors de Toronto 115 |  | Air Canada Centre, Toronto Affluence : 20 393 Arbitres : no 48 Scott Foster no 49 Tom Washington no 55 Bill Kennedy | NBA TV |
| 30 avril 2014 19:30 EDT | (fr) Rapport (en) Boxscore | Score par quart-temps : 25-28, 19-34, 25-29, 44-24 |                                              |                                              |  | Air Canada Centre, Toronto Affluence : 20 393 Arbitres : no 48 Scott Foster no 49 Tom Washington no 55 Bill Kennedy | NBA TV |
| 30 avril 2014 19:30 EDT | (fr) Rapport (en) Boxscore | Score par mi-temps : 44-62, 69-53                  |                                              |                                              |  | Air Canada Centre, Toronto Affluence : 20 393 Arbitres : no 48 Scott Foster no 49 Tom Washington no 55 Bill Kennedy | NBA TV |
| 30 avril 2014 19:30 EDT | (fr) Rapport (en) Boxscore | Johnson 30 Teletovic 7 Williams 9                  | Points Rebonds Passes d.                     | Lowry 36 Patterson 8 Lowry 36                |  | Air Canada Centre, Toronto Affluence : 20 393 Arbitres : no 48 Scott Foster no 49 Tom Washington no 55 Bill Kennedy | NBA TV |

| 2 mai 2014 19:00 EDT | (fr) Rapport (en) Boxscore | Raptors de Toronto 83, Nets de Brooklyn 97         | Raptors de Toronto 83, Nets de Brooklyn 97 | Raptors de Toronto 83, Nets de Brooklyn 97 |  | Barclays Center , Brooklyn Affluence : 17 732 Arbitres : no 43 Dan Crawford no 8 Marc Davis no 26 Pat Fraher | ESPN 2 |
| 2 mai 2014 19:00 EDT | (fr) Rapport (en) Boxscore | Score par quart-temps : 19-34, 22-26, 18-19, 24-18 |                                            |                                            |  | Barclays Center , Brooklyn Affluence : 17 732 Arbitres : no 43 Dan Crawford no 8 Marc Davis no 26 Pat Fraher | ESPN 2 |
| 2 mai 2014 19:00 EDT | (fr) Rapport (en) Boxscore | Score par mi-temps : 41-60, 42-37                  |                                            |                                            |  | Barclays Center , Brooklyn Affluence : 17 732 Arbitres : no 43 Dan Crawford no 8 Marc Davis no 26 Pat Fraher | ESPN 2 |
| 2 mai 2014 19:00 EDT | (fr) Rapport (en) Boxscore | DeRozan 28 Valančiūnas 9 Lowry et DeRozan 4        | Points Rebonds Passes d.                   | Williams 23 Anderson 9 Williams 4          |  | Barclays Center , Brooklyn Affluence : 17 732 Arbitres : no 43 Dan Crawford no 8 Marc Davis no 26 Pat Fraher | ESPN 2 |

| 4 mai 2014 13:00 EDT | (en) Boxscore | Nets de Brooklyn 104, Raptors de Toronto 103       | Nets de Brooklyn 104, Raptors de Toronto 103 | Nets de Brooklyn 104, Raptors de Toronto 103 |  | Air Canada Centre, Toronto Affluence : 20 457 Arbitres : no 17 Joe Crawford no 22 Bill Spooner no 7 Derrick Stafford | ABC |
| 4 mai 2014 13:00 EDT | (en) Boxscore | Score par quart-temps : 26-28, 35-25, 20-20, 23-30 |                                              |                                              |  | Air Canada Centre, Toronto Affluence : 20 457 Arbitres : no 17 Joe Crawford no 22 Bill Spooner no 7 Derrick Stafford | ABC |
| 4 mai 2014 13:00 EDT | (en) Boxscore | Score par mi-temps : 61-53, 43-50                  |                                              |                                              |  | Air Canada Centre, Toronto Affluence : 20 457 Arbitres : no 17 Joe Crawford no 22 Bill Spooner no 7 Derrick Stafford | ABC |
| 4 mai 2014 13:00 EDT | (en) Boxscore | Johnson 26 Garnett 11 Williams et Johnson 4        | Points Rebonds Passes d.                     | Lowry 28 Johnson 11 DeRozan 6                |  | Air Canada Centre, Toronto Affluence : 20 457 Arbitres : no 17 Joe Crawford no 22 Bill Spooner no 7 Derrick Stafford | ABC |
| 4 mai 2014 13:00 EDT | (en) Boxscore | Brooklyn remporte la série 4 à 3.                  |                                              |                                              |  | Air Canada Centre, Toronto Affluence : 20 457 Arbitres : no 17 Joe Crawford no 22 Bill Spooner no 7 Derrick Stafford | ABC |

Matchs de saison régulière
Égalité dans la série 2 à 2.
| 26 novembre 2013 | Rapport | Nets de Brooklyn 102, Raptors de Toronto 100 | Nets de Brooklyn 102, Raptors de Toronto 100 | Nets de Brooklyn 102, Raptors de Toronto 100 |  | Air Canada Centre, Toronto |

| 12 janvier 2014 | Rapport | Nets de Brooklyn 80, Raptors de Toronto 96 | Nets de Brooklyn 80, Raptors de Toronto 96 | Nets de Brooklyn 80, Raptors de Toronto 96 |  | Air Canada Centre, Toronto |

| 28 janvier 2014 | Rapport | Raptors de Toronto 104, Nets de Brooklyn 103 | Raptors de Toronto 104, Nets de Brooklyn 103 | Raptors de Toronto 104, Nets de Brooklyn 103 |  | Barclays Center , Brooklyn |

| 11 mars 2014 | Rapport | Raptors de Toronto 97, Nets de Brooklyn 101 | Raptors de Toronto 97, Nets de Brooklyn 101 | Raptors de Toronto 97, Nets de Brooklyn 101 |  | Barclays Center , Brooklyn |

Dernière rencontre en playoffsPremier tour conférence Est 2007 (Brooklyn gagne 4-2).

##### (4)Bulls de Chicagovs.Wizards de Washington(5)
| 20 avril 2014 19:00 EDT | (fr) Rapport (en) Boxscore | Wizards de Washington 102, Bulls de Chicago 93     | Wizards de Washington 102, Bulls de Chicago 93 | Wizards de Washington 102, Bulls de Chicago 93 |  | United Center, Chicago Affluence : 21 694 Arbitres : no 13 Monty McCutchen no 36 David Jones no 59 Gary Zielinski | TNT |
| 20 avril 2014 19:00 EDT | (fr) Rapport (en) Boxscore | Score par quart-temps : 24-22, 24-32, 24-21, 30-18 |                                                |                                                |  | United Center, Chicago Affluence : 21 694 Arbitres : no 13 Monty McCutchen no 36 David Jones no 59 Gary Zielinski | TNT |
| 20 avril 2014 19:00 EDT | (fr) Rapport (en) Boxscore | Score par mi-temps : 48-54, 54-39                  |                                                |                                                |  | United Center, Chicago Affluence : 21 694 Arbitres : no 13 Monty McCutchen no 36 David Jones no 59 Gary Zielinski | TNT |
| 20 avril 2014 19:00 EDT | (fr) Rapport (en) Boxscore | Nenê 24 Gortat 10 Beal 7                           | Points Rebonds Passes d.                       | Hinrich et Augustin 16 Noah 10 Noah 4          |  | United Center, Chicago Affluence : 21 694 Arbitres : no 13 Monty McCutchen no 36 David Jones no 59 Gary Zielinski | TNT |

| 22 avril 2014 21h30 EDT | (fr) Rapport (en) Boxscore | Wizards de Washington 101, Bulls de Chicago 99                | Wizards de Washington 101, Bulls de Chicago 99 | Wizards de Washington 101, Bulls de Chicago 99 | 1 OT | United Center, Chicago Affluence : 21 663 Arbitres : no 17 Joe Crawford no 22 Bill Spooner no 47 Bennie Adams | TNT |
| 22 avril 2014 21h30 EDT | (fr) Rapport (en) Boxscore | Score par quart-temps : 31-20, 25-29, 14-26, 21-16, OT : 10-8 |                                                |                                                | 1 OT | United Center, Chicago Affluence : 21 663 Arbitres : no 17 Joe Crawford no 22 Bill Spooner no 47 Bennie Adams | TNT |
| 22 avril 2014 21h30 EDT | (fr) Rapport (en) Boxscore | Score par mi-temps : 56-49, 45-50                             |                                                |                                                | 1 OT | United Center, Chicago Affluence : 21 663 Arbitres : no 17 Joe Crawford no 22 Bill Spooner no 47 Bennie Adams | TNT |
| 22 avril 2014 21h30 EDT | (fr) Rapport (en) Boxscore | Beal 26 2 joueurs à 8 2 joueurs à 7                           | Points Rebonds Passes d.                       | Augustin 25 Noah 12 Augustin 7                 | 1 OT | United Center, Chicago Affluence : 21 663 Arbitres : no 17 Joe Crawford no 22 Bill Spooner no 47 Bennie Adams | TNT |

| 25 avril 2014 20:00 EDT | (fr) Rapport (en) Boxscore | Bulls de Chicago 100, Wizards de Washington 97     | Bulls de Chicago 100, Wizards de Washington 97 | Bulls de Chicago 100, Wizards de Washington 97 |  | Verizon Center , Washington Affluence : 23 356 Arbitres : no 19 James Capers no 23 Jason Phillips no 28 Zach Zarba | ESPN |
| 25 avril 2014 20:00 EDT | (fr) Rapport (en) Boxscore | Score par quart-temps : 28-30, 20-21, 24-18, 28-28 |                                                |                                                |  | Verizon Center , Washington Affluence : 23 356 Arbitres : no 19 James Capers no 23 Jason Phillips no 28 Zach Zarba | ESPN |
| 25 avril 2014 20:00 EDT | (fr) Rapport (en) Boxscore | Score par mi-temps : 48-51, 52-46                  |                                                |                                                |  | Verizon Center , Washington Affluence : 23 356 Arbitres : no 19 James Capers no 23 Jason Phillips no 28 Zach Zarba | ESPN |
| 25 avril 2014 20:00 EDT | (fr) Rapport (en) Boxscore | Dunleavy 35 Noah 9 Augustin 7                      | Points Rebonds Passes d.                       | Beal 25 Ariza et Gortat 11 Wall 7              |  | Verizon Center , Washington Affluence : 23 356 Arbitres : no 19 James Capers no 23 Jason Phillips no 28 Zach Zarba | ESPN |

| 27 avril 2014 13:00 EDT | (fr) Rapport (en) Boxscore | Bulls de Chicago 89, Wizards de Washington 98      | Bulls de Chicago 89, Wizards de Washington 98 | Bulls de Chicago 89, Wizards de Washington 98 |  | Verizon Center , Washington Affluence : 20 356 Arbitres : no 24 Mike Callahan no 6 Tony Brown no 71 Rodney Mott | ABC |
| 27 avril 2014 13:00 EDT | (fr) Rapport (en) Boxscore | Score par quart-temps : 18-28, 22-27, 22-27, 27-16 |                                               |                                               |  | Verizon Center , Washington Affluence : 20 356 Arbitres : no 24 Mike Callahan no 6 Tony Brown no 71 Rodney Mott | ABC |
| 27 avril 2014 13:00 EDT | (fr) Rapport (en) Boxscore | Score par mi-temps : 40-55, 49-43                  |                                               |                                               |  | Verizon Center , Washington Affluence : 20 356 Arbitres : no 24 Mike Callahan no 6 Tony Brown no 71 Rodney Mott | ABC |
| 27 avril 2014 13:00 EDT | (fr) Rapport (en) Boxscore | Gibson 32 Noah 15 Hinrich 7                        | Points Rebonds Passes d.                      | Ariza 30 Booker 9 Wall 10                     |  | Verizon Center , Washington Affluence : 20 356 Arbitres : no 24 Mike Callahan no 6 Tony Brown no 71 Rodney Mott | ABC |

| 29 avril 2014 20:00 EDT | (fr) Rapport (en) Boxscore | Wizards de Washington 75, Bulls de Chicago 69      | Wizards de Washington 75, Bulls de Chicago 69 | Wizards de Washington 75, Bulls de Chicago 69 |  | United Center, Chicago Affluence : 21 752 Arbitres : no 41 Ken Mauer no 14 Ed Malloy no 15 Bennett Salvatore | TNT |
| 29 avril 2014 20:00 EDT | (fr) Rapport (en) Boxscore | Score par quart-temps : 23-15, 18-26, 20-11, 14-17 |                                               |                                               |  | United Center, Chicago Affluence : 21 752 Arbitres : no 41 Ken Mauer no 14 Ed Malloy no 15 Bennett Salvatore | TNT |
| 29 avril 2014 20:00 EDT | (fr) Rapport (en) Boxscore | Score par mi-temps : 41-41, 34-28                  |                                               |                                               |  | United Center, Chicago Affluence : 21 752 Arbitres : no 41 Ken Mauer no 14 Ed Malloy no 15 Bennett Salvatore | TNT |
| 29 avril 2014 20:00 EDT | (fr) Rapport (en) Boxscore | Wall 24 Gortat 13 Nenê, Beal et Wall 4             | Points Rebonds Passes d.                      | Butler et Hinrich 14 Noah 18 Noah 7           |  | United Center, Chicago Affluence : 21 752 Arbitres : no 41 Ken Mauer no 14 Ed Malloy no 15 Bennett Salvatore | TNT |
| 29 avril 2014 20:00 EDT | (fr) Rapport (en) Boxscore | Washington remporte la série 4 à 1.                |                                               |                                               |  | United Center, Chicago Affluence : 21 752 Arbitres : no 41 Ken Mauer no 14 Ed Malloy no 15 Bennett Salvatore | TNT |

Matchs de saison régulière
Washington gagne la série 2 à 1.
| 14 janvier 2014 | Rapport | Wizards de Washington 102, Bulls de Chicago 88 | Wizards de Washington 102, Bulls de Chicago 88 | Wizards de Washington 102, Bulls de Chicago 88 |  | United Center, Chicago |

| 18 janvier 2014 | Rapport | Bulls de Chicago 93, Wizards de Washington 96 | Bulls de Chicago 93, Wizards de Washington 96 | Bulls de Chicago 93, Wizards de Washington 96 |  | Verizon Center , Washington |

| 6 avril 2014 | Rapport | Bulls de Chicago 96, Wizards de Washington 78 | Bulls de Chicago 96, Wizards de Washington 78 | Bulls de Chicago 96, Wizards de Washington 78 |  | Verizon Center , Washington |

Dernière rencontre en playoffsPremier tour conférence Est 2005 (Washington gagne 4-2).

#### Demi-finales de conférence

##### (1)Pacers de l'Indianavs.Wizards de Washington(5)
| 5 mai 2014 19:00 EDT | (en) Boxscore | Wizards de Washington 102, Pacers de l'Indiana 96  | Wizards de Washington 102, Pacers de l'Indiana 96 | Wizards de Washington 102, Pacers de l'Indiana 96 |  | Bankers Life Fieldhouse, Indianapolis Affluence : 18 165 Arbitres : no 48 Scott Foster no 55 Bill Kennedy no 16 David Guthrie | TNT |
| 5 mai 2014 19:00 EDT | (en) Boxscore | Score par quart-temps : 28-15, 28-28, 13-19, 33-34 |                                                   |                                                   |  | Bankers Life Fieldhouse, Indianapolis Affluence : 18 165 Arbitres : no 48 Scott Foster no 55 Bill Kennedy no 16 David Guthrie | TNT |
| 5 mai 2014 19:00 EDT | (en) Boxscore | Score par mi-temps : 56-43, 46-53                  |                                                   |                                                   |  | Bankers Life Fieldhouse, Indianapolis Affluence : 18 165 Arbitres : no 48 Scott Foster no 55 Bill Kennedy no 16 David Guthrie | TNT |
| 5 mai 2014 19:00 EDT | (en) Boxscore | Beal 25 Gortat 15 Wall 9                           | Points Rebonds Passes d.                          | Hill et George 18 West 12 George 5                |  | Bankers Life Fieldhouse, Indianapolis Affluence : 18 165 Arbitres : no 48 Scott Foster no 55 Bill Kennedy no 16 David Guthrie | TNT |

| 7 mai 2014 19:00 EDT | (en) Boxscore | Wizards de Washington 82, Pacers de l'Indiana 86   | Wizards de Washington 82, Pacers de l'Indiana 86 | Wizards de Washington 82, Pacers de l'Indiana 86 |  | Bankers Life Fieldhouse, Indianapolis Affluence : 18 165 Arbitres : no 19 James Capers no 8 Marc Davis no 28 Zach Zarba | TNT |
| 7 mai 2014 19:00 EDT | (en) Boxscore | Score par quart-temps : 23-23, 22-20, 19-25, 18-18 |                                                  |                                                  |  | Bankers Life Fieldhouse, Indianapolis Affluence : 18 165 Arbitres : no 19 James Capers no 8 Marc Davis no 28 Zach Zarba | TNT |
| 7 mai 2014 19:00 EDT | (en) Boxscore | Score par mi-temps : 45-43, 37-43                  |                                                  |                                                  |  | Bankers Life Fieldhouse, Indianapolis Affluence : 18 165 Arbitres : no 19 James Capers no 8 Marc Davis no 28 Zach Zarba | TNT |
| 7 mai 2014 19:00 EDT | (en) Boxscore | Gortat 21 Gortat 11 Wall 8                         | Points Rebonds Passes d.                         | Hibbert 28 Hibbert 9 Stephenson 5                |  | Bankers Life Fieldhouse, Indianapolis Affluence : 18 165 Arbitres : no 19 James Capers no 8 Marc Davis no 28 Zach Zarba | TNT |

| 9 mai 2014 20:00 EDT | (en) Boxscore | Pacers de l'Indiana 85, Wizards de Washington 63   | Pacers de l'Indiana 85, Wizards de Washington 63 | Pacers de l'Indiana 85, Wizards de Washington 63 |  | Verizon Center, Washington Affluence : 20 356 Arbitres : no 25 Tony Brothers no 49 Tom Washington no 42 Eric Lewis | ESPN |
| 9 mai 2014 20:00 EDT | (en) Boxscore | Score par quart-temps : 17-17, 17-16, 26-12, 25-18 |                                                  |                                                  |  | Verizon Center, Washington Affluence : 20 356 Arbitres : no 25 Tony Brothers no 49 Tom Washington no 42 Eric Lewis | ESPN |
| 9 mai 2014 20:00 EDT | (en) Boxscore | Score par mi-temps : 34-33, 51-30                  |                                                  |                                                  |  | Verizon Center, Washington Affluence : 20 356 Arbitres : no 25 Tony Brothers no 49 Tom Washington no 42 Eric Lewis | ESPN |
| 9 mai 2014 20:00 EDT | (en) Boxscore | George 23 George 8 Stephenson et Hill 5            | Points Rebonds Passes d.                         | Beal 16 Ariza 15 Wall 6                          |  | Verizon Center, Washington Affluence : 20 356 Arbitres : no 25 Tony Brothers no 49 Tom Washington no 42 Eric Lewis | ESPN |

| 11 mai 2014 20:00 EDT | (en) Boxscore | Pacers de l'Indiana 95, Wizards de Washington 92   | Pacers de l'Indiana 95, Wizards de Washington 92 | Pacers de l'Indiana 95, Wizards de Washington 92 |  | Verizon Center, Washington Affluence : 20 356 Arbitres : no 17 Joe Crawford no 22 Bill Spooner no 7 Derrick Stafford | TNT |
| 11 mai 2014 20:00 EDT | (en) Boxscore | Score par quart-temps : 27-26, 11-29, 33-17, 24-20 |                                                  |                                                  |  | Verizon Center, Washington Affluence : 20 356 Arbitres : no 17 Joe Crawford no 22 Bill Spooner no 7 Derrick Stafford | TNT |
| 11 mai 2014 20:00 EDT | (en) Boxscore | Score par mi-temps : 38-55, 57-37                  |                                                  |                                                  |  | Verizon Center, Washington Affluence : 20 356 Arbitres : no 17 Joe Crawford no 22 Bill Spooner no 7 Derrick Stafford | TNT |
| 11 mai 2014 20:00 EDT | (en) Boxscore | George 39 George 12 West 8                         | Points Rebonds Passes d.                         | Beal 20 Ariza 9 Wall 7                           |  | Verizon Center, Washington Affluence : 20 356 Arbitres : no 17 Joe Crawford no 22 Bill Spooner no 7 Derrick Stafford | TNT |

| 13 mai 2014 EDT | (en) Boxscore | Wizards de Washington 102, Pacers de l'Indiana 79  | Wizards de Washington 102, Pacers de l'Indiana 79 | Wizards de Washington 102, Pacers de l'Indiana 79    |  | Bankers Life Fieldhouse, Indianapolis Affluence : 18 165 Arbitres : no 43 Dan Crawford no 26 Pat Fraher no 10 Ron Garretson | TNT |
| 13 mai 2014 EDT | (en) Boxscore | Score par quart-temps : 25-19, 20-19, 31-14, 26-27 |                                                   |                                                      |  | Bankers Life Fieldhouse, Indianapolis Affluence : 18 165 Arbitres : no 43 Dan Crawford no 26 Pat Fraher no 10 Ron Garretson | TNT |
| 13 mai 2014 EDT | (en) Boxscore | Score par mi-temps : 45-38, 57-41                  |                                                   |                                                      |  | Bankers Life Fieldhouse, Indianapolis Affluence : 18 165 Arbitres : no 43 Dan Crawford no 26 Pat Fraher no 10 Ron Garretson | TNT |
| 13 mai 2014 EDT | (en) Boxscore | Gortat 31 Gortat 16 Ariza et Wall 5                | Points Rebonds Passes d.                          | West 17 West 6 West, Hibbert, Stephenson et Turner 3 |  | Bankers Life Fieldhouse, Indianapolis Affluence : 18 165 Arbitres : no 43 Dan Crawford no 26 Pat Fraher no 10 Ron Garretson | TNT |

| 15 mai 2014 20:00 EDT | (en) Boxscore | Pacers de l'Indiana 93, Wizards de Washington 80  | Pacers de l'Indiana 93, Wizards de Washington 80 | Pacers de l'Indiana 93, Wizards de Washington 80 |  | Verizon Center, Washington Affluence : 19 502 Arbitres : no 24 Mike Callahan no 33 Sean Corbin no 8 Marc Davis | ESPN |
| 15 mai 2014 20:00 EDT | (en) Boxscore | Score par quart-temps : 2923, 23-17, 19-23, 22-17 |                                                  |                                                  |  | Verizon Center, Washington Affluence : 19 502 Arbitres : no 24 Mike Callahan no 33 Sean Corbin no 8 Marc Davis | ESPN |
| 15 mai 2014 20:00 EDT | (en) Boxscore | Score par mi-temps : 52-40, 41-40                 |                                                  |                                                  |  | Verizon Center, Washington Affluence : 19 502 Arbitres : no 24 Mike Callahan no 33 Sean Corbin no 8 Marc Davis | ESPN |
| 15 mai 2014 20:00 EDT | (en) Boxscore | West 29 Hibbert 7 Stephenson 8                    | Points Rebonds Passes d.                         | Gortat 19 Ariza 7 Wall 9                         |  | Verizon Center, Washington Affluence : 19 502 Arbitres : no 24 Mike Callahan no 33 Sean Corbin no 8 Marc Davis | ESPN |
| 15 mai 2014 20:00 EDT | (en) Boxscore | Indiana remporte la série 4 à 2.                  |                                                  |                                                  |  | Verizon Center, Washington Affluence : 19 502 Arbitres : no 24 Mike Callahan no 33 Sean Corbin no 8 Marc Davis | ESPN |

Matchs de saison régulière
Indiana gagne la série 2 à 1.
| 29 novembre 2013 | Rapport | Wizards de Washington 73, Pacers de l'Indiana 93 | Wizards de Washington 73, Pacers de l'Indiana 93 | Wizards de Washington 73, Pacers de l'Indiana 93 |  | Bankers Life Fieldhouse, Indianapolis |

| 11 janvier 2014 | Rapport | Wizards de Washington 66, Pacers de l'Indiana 93 | Wizards de Washington 66, Pacers de l'Indiana 93 | Wizards de Washington 66, Pacers de l'Indiana 93 |  | Bankers Life Fieldhouse , Indianapolis |

| 29 mars 2014 | Rapport | Pacers de l'Indiana 78, Wizards de Washington 91 | Pacers de l'Indiana 78, Wizards de Washington 91 | Pacers de l'Indiana 78, Wizards de Washington 91 |  | Verizon Center , Washington |

C'est la première fois que ces deux équipes se rencontrent en Playoffs.

##### (2)Heat de Miamivs.Nets de Brooklyn(6)
| 6 mai 2014 19:00 EDT | (en) Boxscore | Nets de Brooklyn 86, Heat de Miami 107                   | Nets de Brooklyn 86, Heat de Miami 107 | Nets de Brooklyn 86, Heat de Miami 107 |  | American Airlines Arena, Miami Affluence : 19 472 Arbitres : no 24 Mike Callahan no 10 Ron Garretson no 65 Sean Wright | TNT |
| 6 mai 2014 19:00 EDT | (en) Boxscore | Score par quart-temps : 20-22, 23-24, 23-33, 20-28       |                                        |                                        |  | American Airlines Arena, Miami Affluence : 19 472 Arbitres : no 24 Mike Callahan no 10 Ron Garretson no 65 Sean Wright | TNT |
| 6 mai 2014 19:00 EDT | (en) Boxscore | Score par mi-temps : 43-46, 43-61                        |                                        |                                        |  | American Airlines Arena, Miami Affluence : 19 472 Arbitres : no 24 Mike Callahan no 10 Ron Garretson no 65 Sean Wright | TNT |
| 6 mai 2014 19:00 EDT | (en) Boxscore | Johnson et Williams 17 Pierce 6 Livingston et Williams 3 | Points Rebonds Passes d.               | James 22 Bosh 11 Wade 5                |  | American Airlines Arena, Miami Affluence : 19 472 Arbitres : no 24 Mike Callahan no 10 Ron Garretson no 65 Sean Wright | TNT |

| 8 mai 2014 19:00 EDT | (en) Boxscore | Nets de Brooklyn 82, Heat de Miami 94              | Nets de Brooklyn 82, Heat de Miami 94 | Nets de Brooklyn 82, Heat de Miami 94 |  | American Airlines Arena, Miami Affluence : 19 639 Arbitres : no 41 Ken Mauer no 14 Ed Malloy no 71 Rodney Mott | ESPN2 |
| 8 mai 2014 19:00 EDT | (en) Boxscore | Score par quart-temps : 21-15, 25-30, 21-24, 15-25 |                                       |                                       |  | American Airlines Arena, Miami Affluence : 19 639 Arbitres : no 41 Ken Mauer no 14 Ed Malloy no 71 Rodney Mott | ESPN2 |
| 8 mai 2014 19:00 EDT | (en) Boxscore | Score par mi-temps : 46-45, 36-49                  |                                       |                                       |  | American Airlines Arena, Miami Affluence : 19 639 Arbitres : no 41 Ken Mauer no 14 Ed Malloy no 71 Rodney Mott | ESPN2 |
| 8 mai 2014 19:00 EDT | (en) Boxscore | Teletović 20 Garnett 12 Williams 6                 | Points Rebonds Passes d.              | James 22 Allen 8 Wade                 |  | American Airlines Arena, Miami Affluence : 19 639 Arbitres : no 41 Ken Mauer no 14 Ed Malloy no 71 Rodney Mott | ESPN2 |

| 10 mai 2014 20:00 EDT | (en) Boxscore | Heat de Miami 90, Nets de Brooklyn 104             | Heat de Miami 90, Nets de Brooklyn 104 | Heat de Miami 90, Nets de Brooklyn 104 |  | Barclays Center, Brooklyn Affluence : 17 732 Arbitres : no 13 Monty McCutchen no 30 John Goble no 36 David Jones | ABC |
| 10 mai 2014 20:00 EDT | (en) Boxscore | Score par quart-temps : 30-29, 19-22, 14-26, 27-27 |                                        |                                        |  | Barclays Center, Brooklyn Affluence : 17 732 Arbitres : no 13 Monty McCutchen no 30 John Goble no 36 David Jones | ABC |
| 10 mai 2014 20:00 EDT | (en) Boxscore | Score par mi-temps : 49-49, 41-53                  |                                        |                                        |  | Barclays Center, Brooklyn Affluence : 17 732 Arbitres : no 13 Monty McCutchen no 30 John Goble no 36 David Jones | ABC |
| 10 mai 2014 20:00 EDT | (en) Boxscore | James 28 James 8 James 5                           | Points Rebonds Passes d.               | Johnson 19 Blatche 10 Williams 11      |  | Barclays Center, Brooklyn Affluence : 17 732 Arbitres : no 13 Monty McCutchen no 30 John Goble no 36 David Jones | ABC |

| 12 mai 2014 20:00 EDT | (en) Boxscore | Heat de Miami 102, Nets de Brooklyn 96             | Heat de Miami 102, Nets de Brooklyn 96 | Heat de Miami 102, Nets de Brooklyn 96 |  | Barclays Center, Brooklyn Affluence : 17 732 Arbitres : no 19 James Capers no 23 Jason Phillips no 28 Zach Zarba | TNT |
| 12 mai 2014 20:00 EDT | (en) Boxscore | Score par quart-temps : 27-22, 29-27, 23-27, 23-20 |                                        |                                        |  | Barclays Center, Brooklyn Affluence : 17 732 Arbitres : no 19 James Capers no 23 Jason Phillips no 28 Zach Zarba | TNT |
| 12 mai 2014 20:00 EDT | (en) Boxscore | Score par mi-temps : 56-49, 46-47                  |                                        |                                        |  | Barclays Center, Brooklyn Affluence : 17 732 Arbitres : no 19 James Capers no 23 Jason Phillips no 28 Zach Zarba | TNT |
| 12 mai 2014 20:00 EDT | (en) Boxscore | James 49 Allen 7 Chalmers 7                        | Points Rebonds Passes d.               | Johnson 18 Blatche 8 Williams 7        |  | Barclays Center, Brooklyn Affluence : 17 732 Arbitres : no 19 James Capers no 23 Jason Phillips no 28 Zach Zarba | TNT |

| 14 mai 2014 19:00 EDT | (en) Boxscore | Nets de Brooklyn 94, Heat de Miami 96              | Nets de Brooklyn 94, Heat de Miami 96 | Nets de Brooklyn 94, Heat de Miami 96 |  | American Airlines Arena, Miami Affluence : 19 615 Arbitres : no 17 Joe Crawford no 22 Bill Spooner no 7 Derrick Stafford | TNT |
| 14 mai 2014 19:00 EDT | (en) Boxscore | Score par quart-temps : 22-23, 27-19, 26-24, 19-30 |                                       |                                       |  | American Airlines Arena, Miami Affluence : 19 615 Arbitres : no 17 Joe Crawford no 22 Bill Spooner no 7 Derrick Stafford | TNT |
| 14 mai 2014 19:00 EDT | (en) Boxscore | Score par mi-temps : 49-42, 45-54                  |                                       |                                       |  | American Airlines Arena, Miami Affluence : 19 615 Arbitres : no 17 Joe Crawford no 22 Bill Spooner no 7 Derrick Stafford | TNT |
| 14 mai 2014 19:00 EDT | (en) Boxscore | Johnson 34 Garnett 8 Williams 4                    | Points Rebonds Passes d.              | James 29 James 9 Chalmers 7           |  | American Airlines Arena, Miami Affluence : 19 615 Arbitres : no 17 Joe Crawford no 22 Bill Spooner no 7 Derrick Stafford | TNT |
| 14 mai 2014 19:00 EDT | (en) Boxscore | Miami remporte la série 4 à 1.                     |                                       |                                       |  | American Airlines Arena, Miami Affluence : 19 615 Arbitres : no 17 Joe Crawford no 22 Bill Spooner no 7 Derrick Stafford | TNT |

Matchs de saison régulière
Brooklyn remporte la série 4 à 0.
| 1er novembre 2013 | Rapport | Heat de Miami 100, Nets de Brooklyn 101 | Heat de Miami 100, Nets de Brooklyn 101 | Heat de Miami 100, Nets de Brooklyn 101 |  | Barclays Center , Brooklyn |

| 11 janvier 2014 | Rapport | Heat de Miami 94, Nets de Brooklyn 104 | Heat de Miami 94, Nets de Brooklyn 104 | Heat de Miami 94, Nets de Brooklyn 104 | 2 OT | Barclays Center , Brooklyn |

| 13 mars 2014 | Rapport | Nets de Brooklyn 96, Heat de Miami 95 | Nets de Brooklyn 96, Heat de Miami 95 | Nets de Brooklyn 96, Heat de Miami 95 |  | American Airlines Arena , Miami |

| 9 avril 2014 | Rapport | Nets de Brooklyn 88, Heat de Miami 87 | Nets de Brooklyn 88, Heat de Miami 87 | Nets de Brooklyn 88, Heat de Miami 87 |  | American Airlines Arena , Miami |

Dernière rencontre en playoffsDemi-finales de conférence Est 2006 (Miami gagne 4-1).

#### Finale de conférence

##### (1)Pacers de l'Indianavs.Heat de Miami(2)
| 18 mai 2014 15:30 EDT | (en) Boxscore | Heat de Miami 96, Pacers de l'Indiana 107          | Heat de Miami 96, Pacers de l'Indiana 107 | Heat de Miami 96, Pacers de l'Indiana 107 |  | Bankers Life Fieldhouse,Indianapolis Affluence : 18 165 Arbitres : no 48 Scott Foster no 55 Bill Kennedy no 22 Bill Spooner | TNT/ESPN |
| 18 mai 2014 15:30 EDT | (en) Boxscore | Score par quart-temps : 24-30, 21-25, 25-28, 26-24 |                                           |                                           |  | Bankers Life Fieldhouse,Indianapolis Affluence : 18 165 Arbitres : no 48 Scott Foster no 55 Bill Kennedy no 22 Bill Spooner | TNT/ESPN |
| 18 mai 2014 15:30 EDT | (en) Boxscore | Score par mi-temps : 45-55, 51-52                  |                                           |                                           |  | Bankers Life Fieldhouse,Indianapolis Affluence : 18 165 Arbitres : no 48 Scott Foster no 55 Bill Kennedy no 22 Bill Spooner | TNT/ESPN |
| 18 mai 2014 15:30 EDT | (en) Boxscore | Wade 27 James 10 Chalmers et James 5               | Points Rebonds Passes d.                  | George 24 Hibbert 9 Stephenson 8          |  | Bankers Life Fieldhouse,Indianapolis Affluence : 18 165 Arbitres : no 48 Scott Foster no 55 Bill Kennedy no 22 Bill Spooner | TNT/ESPN |

| 20 mai 2014 20:30 EDT | (en) Boxscore | Heat de Miami 87, Pacers de l'Indiana 83           | Heat de Miami 87, Pacers de l'Indiana 83 | Heat de Miami 87, Pacers de l'Indiana 83 |  | Bankers Life Fieldhouse,Indianapolis Affluence : 18 165 Arbitres : no 17 Joe Crawford no 24 Mike Callahan no 30 John Goble | ESPN |
| 20 mai 2014 20:30 EDT | (en) Boxscore | Score par quart-temps : 20-21, 21-16, 21-26, 25-20 |                                          |                                          |  | Bankers Life Fieldhouse,Indianapolis Affluence : 18 165 Arbitres : no 17 Joe Crawford no 24 Mike Callahan no 30 John Goble | ESPN |
| 20 mai 2014 20:30 EDT | (en) Boxscore | Score par mi-temps : 41-37, 46-46                  |                                          |                                          |  | Bankers Life Fieldhouse,Indianapolis Affluence : 18 165 Arbitres : no 17 Joe Crawford no 24 Mike Callahan no 30 John Goble | ESPN |
| 20 mai 2014 20:30 EDT | (en) Boxscore | Wade 23 Andersen 12 James 6                        | Points Rebonds Passes d.                 | Stephenson 25 Hibbert 13 Stephenson 7    |  | Bankers Life Fieldhouse,Indianapolis Affluence : 18 165 Arbitres : no 17 Joe Crawford no 24 Mike Callahan no 30 John Goble | ESPN |

| 24 mai 2014 20:30 EDT | (en) Boxscore | Pacers de l'Indiana 87, Heat de Miami 99           | Pacers de l'Indiana 87, Heat de Miami 99 | Pacers de l'Indiana 87, Heat de Miami 99 |  | American Airlines Arena,Miami Affluence : 20 025 Arbitres : no 13 Monty McCutchen no 25 Tony Brothers no 28 Zach Zarba | ESPN |
| 24 mai 2014 20:30 EDT | (en) Boxscore | Score par quart-temps : 21-14, 21-24, 22-33, 23-28 |                                          |                                          |  | American Airlines Arena,Miami Affluence : 20 025 Arbitres : no 13 Monty McCutchen no 25 Tony Brothers no 28 Zach Zarba | ESPN |
| 24 mai 2014 20:30 EDT | (en) Boxscore | Score par mi-temps : 42-38, 45-61                  |                                          |                                          |  | American Airlines Arena,Miami Affluence : 20 025 Arbitres : no 13 Monty McCutchen no 25 Tony Brothers no 28 Zach Zarba | ESPN |
| 24 mai 2014 20:30 EDT | (en) Boxscore | George 17 Stephenson 11 Stephenson 5               | Points Rebonds Passes d.                 | James 26 Andersen 7 James 7              |  | American Airlines Arena,Miami Affluence : 20 025 Arbitres : no 13 Monty McCutchen no 25 Tony Brothers no 28 Zach Zarba | ESPN |

| 26 mai 2014 20:30 EDT | (en) Boxscore | Pacers de l'Indiana 90, Heat de Miami 102          | Pacers de l'Indiana 90, Heat de Miami 102 | Pacers de l'Indiana 90, Heat de Miami 102 |  | American Airlines Arena,Miami Affluence : 19 874 Arbitres : no 43 Dan Crawford no 19 James Capers no 8 Marc Davis | ESPN |
| 26 mai 2014 20:30 EDT | (en) Boxscore | Score par quart-temps : 19-27, 25-22, 20-31, 26-22 |                                           |                                           |  | American Airlines Arena,Miami Affluence : 19 874 Arbitres : no 43 Dan Crawford no 19 James Capers no 8 Marc Davis | ESPN |
| 26 mai 2014 20:30 EDT | (en) Boxscore | Score par mi-temps : 44-49, 46-53                  |                                           |                                           |  | American Airlines Arena,Miami Affluence : 19 874 Arbitres : no 43 Dan Crawford no 19 James Capers no 8 Marc Davis | ESPN |
| 26 mai 2014 20:30 EDT | (en) Boxscore | George 23 West 12 Hill, Stephenson et West 4       | Points Rebonds Passes d.                  | James 32 James 10 James 5                 |  | American Airlines Arena,Miami Affluence : 19 874 Arbitres : no 43 Dan Crawford no 19 James Capers no 8 Marc Davis | ESPN |

| 28 mai 2014 20:30 EDT | (en) Boxscore | Heat de Miami 90, Pacers de l'Indiana 93           | Heat de Miami 90, Pacers de l'Indiana 93 | Heat de Miami 90, Pacers de l'Indiana 93 |  | Bankers Life Fieldhouse,Indianapolis Affluence : 18 165 Arbitres : no 41 Ken Mauer no 14 Ed Malloy no 49 Tom Washington | ESPN |
| 28 mai 2014 20:30 EDT | (en) Boxscore | Score par quart-temps : 16-22, 26-11, 15-31, 33-29 |                                          |                                          |  | Bankers Life Fieldhouse,Indianapolis Affluence : 18 165 Arbitres : no 41 Ken Mauer no 14 Ed Malloy no 49 Tom Washington | ESPN |
| 28 mai 2014 20:30 EDT | (en) Boxscore | Score par mi-temps : 42-33, 48-60                  |                                          |                                          |  | Bankers Life Fieldhouse,Indianapolis Affluence : 18 165 Arbitres : no 41 Ken Mauer no 14 Ed Malloy no 49 Tom Washington | ESPN |
| 28 mai 2014 20:30 EDT | (en) Boxscore | Bosh 20 Bosh 10 Wade 7                             | Points Rebonds Passes d.                 | George 37 Hibbert 13 Stephenson 5        |  | Bankers Life Fieldhouse,Indianapolis Affluence : 18 165 Arbitres : no 41 Ken Mauer no 14 Ed Malloy no 49 Tom Washington | ESPN |

| 30 mai 2014 20:30 EDT | (en) Boxscore | Pacers de l'Indiana 92, Heat de Miami 117          | Pacers de l'Indiana 92, Heat de Miami 117 | Pacers de l'Indiana 92, Heat de Miami 117    |  | American Airlines Arena,Miami Affluence : 20 021 Arbitres : no 48 Scott Foster no 24 Mike Callahan no 23 Jason Phillips | ESPN |
| 30 mai 2014 20:30 EDT | (en) Boxscore | Score par quart-temps : 13-24, 21-36, 24-31, 34-26 |                                           |                                              |  | American Airlines Arena,Miami Affluence : 20 021 Arbitres : no 48 Scott Foster no 24 Mike Callahan no 23 Jason Phillips | ESPN |
| 30 mai 2014 20:30 EDT | (en) Boxscore | Score par mi-temps : 34-60, 58-57                  |                                           |                                              |  | American Airlines Arena,Miami Affluence : 20 021 Arbitres : no 48 Scott Foster no 24 Mike Callahan no 23 Jason Phillips | ESPN |
| 30 mai 2014 20:30 EDT | (en) Boxscore | George 29 George 8 Hibbert, Hill et Sloan 3        | Points Rebonds Passes d.                  | Bosh et James 25 Andersen 10 Wade et James 6 |  | American Airlines Arena,Miami Affluence : 20 021 Arbitres : no 48 Scott Foster no 24 Mike Callahan no 23 Jason Phillips | ESPN |
| 30 mai 2014 20:30 EDT | (en) Boxscore | Miami remporte la série 4 à 2.                     |                                           |                                              |  | American Airlines Arena,Miami Affluence : 20 021 Arbitres : no 48 Scott Foster no 24 Mike Callahan no 23 Jason Phillips | ESPN |

Matchs de saison régulière
Égalité dans la série 2 à 2.
| 10 décembre 2013 | Rapport | Heat de Miami 84, Pacers de l'Indiana 90 | Heat de Miami 84, Pacers de l'Indiana 90 | Heat de Miami 84, Pacers de l'Indiana 90 |  | Bankers Life Fieldhouse,Indianapolis |

| 18 décembre 2014 | Rapport | Pacers de l'Indiana 94, Heat de Miami 97 | Pacers de l'Indiana 94, Heat de Miami 97 | Pacers de l'Indiana 94, Heat de Miami 97 |  | American Airlines Arena , Miami |

| 26 mars 2014 | Rapport | Heat de Miami 83, Pacers de l'Indiana 84 | Heat de Miami 83, Pacers de l'Indiana 84 | Heat de Miami 83, Pacers de l'Indiana 84 |  | Bankers Life Fieldhouse,Indianapolis |

| 11 avril 2014 | Rapport | Pacers de l'Indiana 86, Heat de Miami 98 | Pacers de l'Indiana 86, Heat de Miami 98 | Pacers de l'Indiana 86, Heat de Miami 98 |  | American Airlines Arena , Miami |

Dernière rencontre en playoffsFinale de conférence Est 2013 (Miami gagne 4 à 3).

### Conférence Ouest

#### Salles
Salles des huit participants.

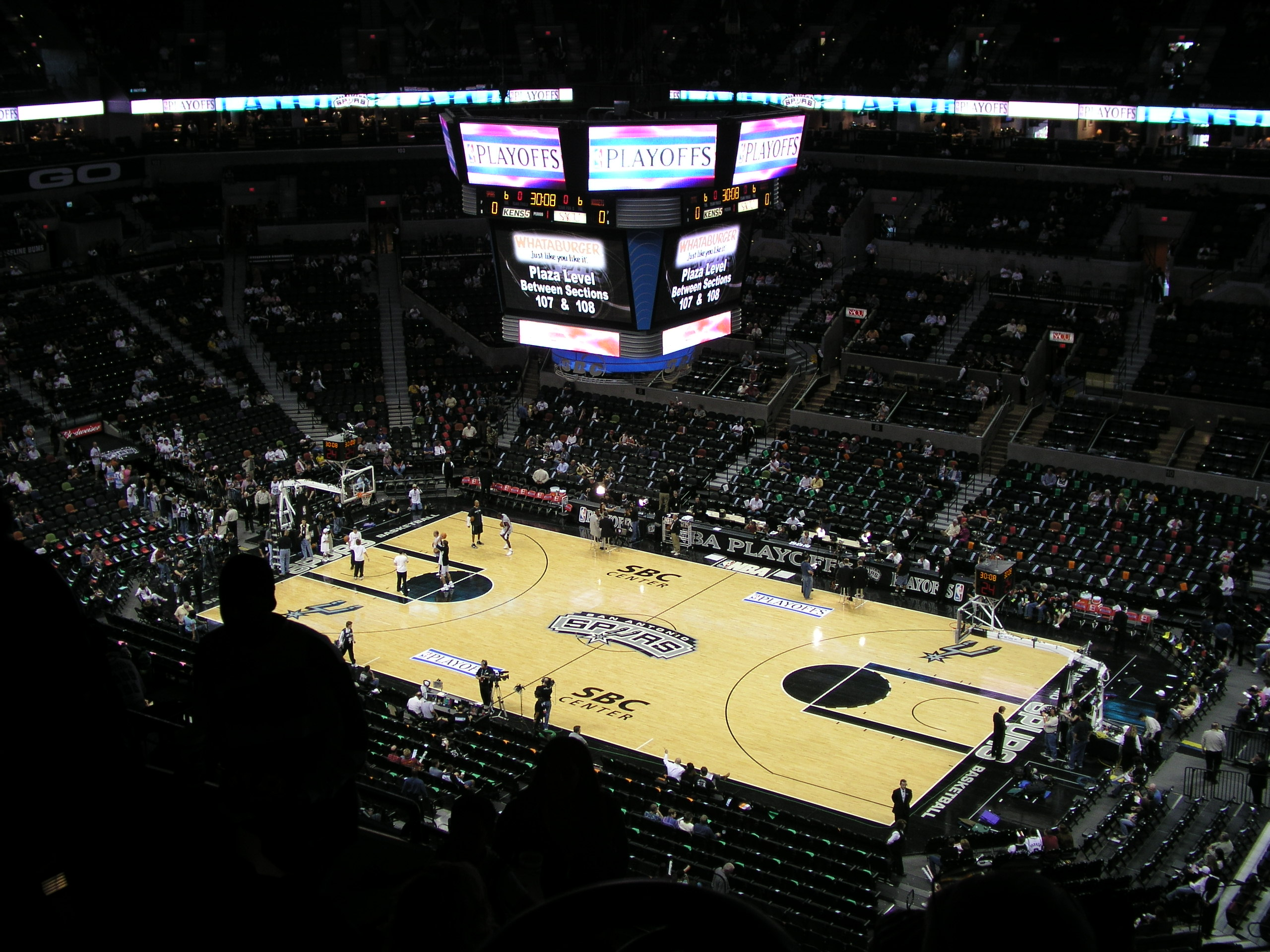
AT&T Center, San Antonio
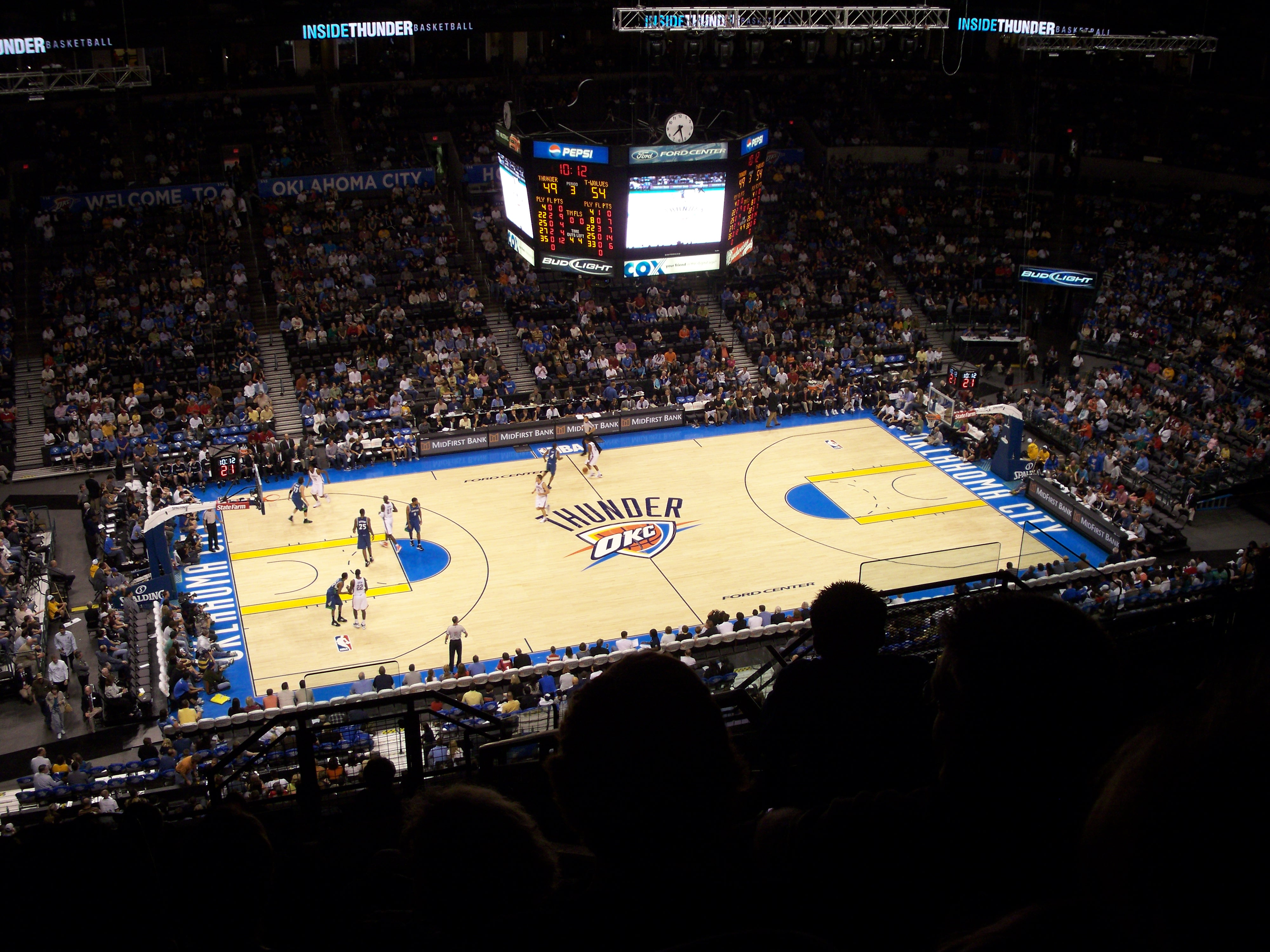
Chesapeake Energy Arena, Oklahoma City
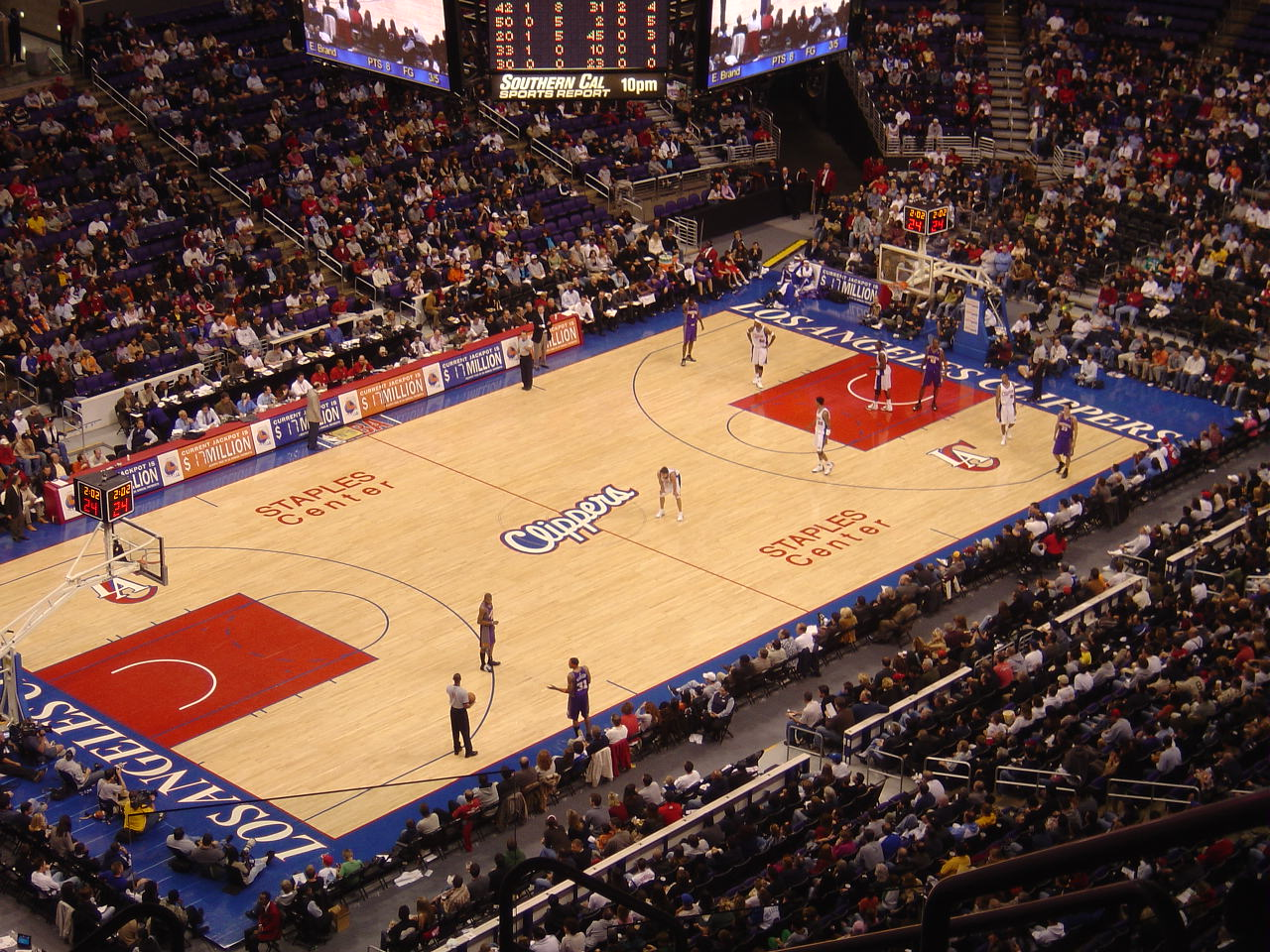
Staples Center, Los Angeles Version Clippers
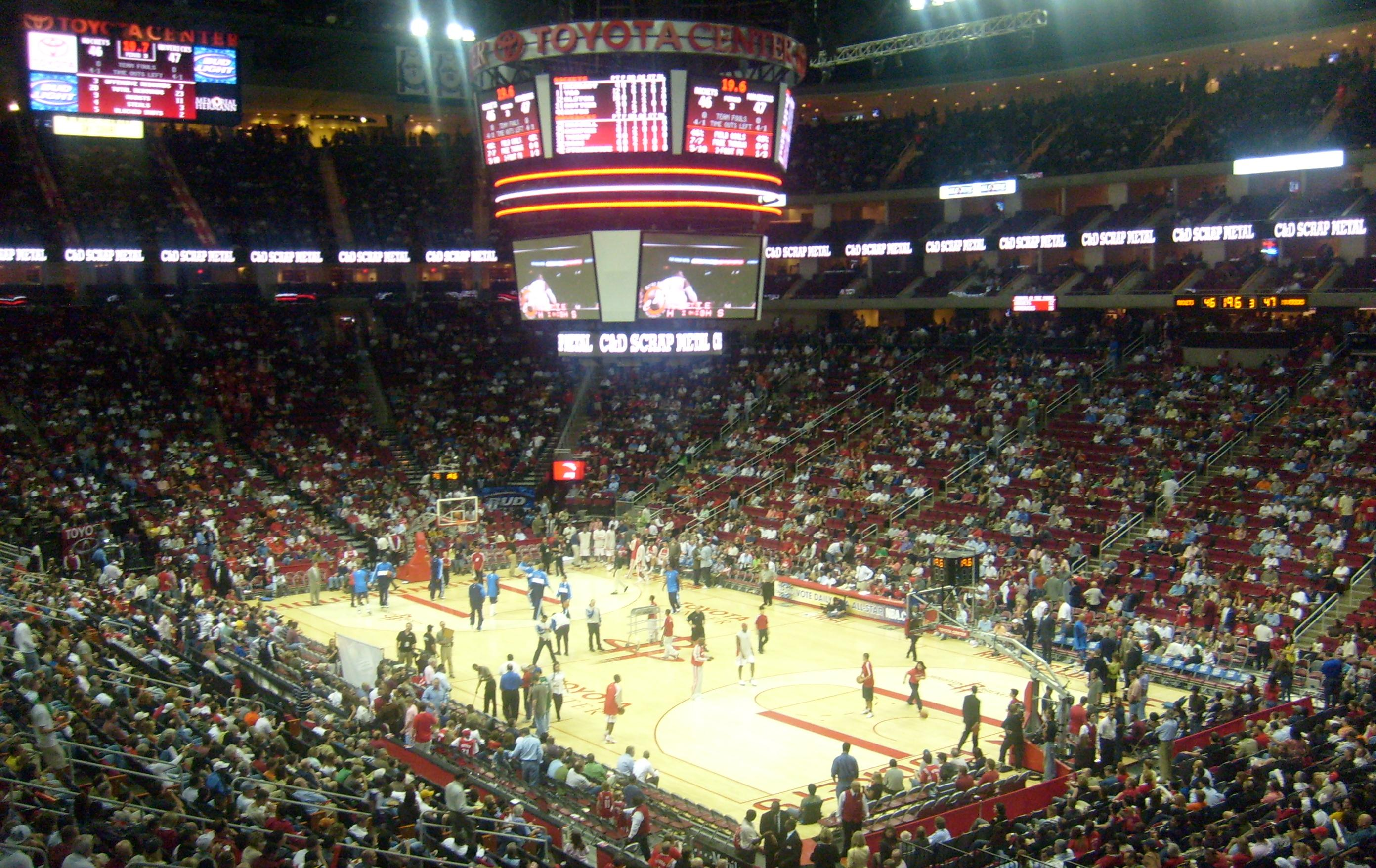
Toyota Center, Houston
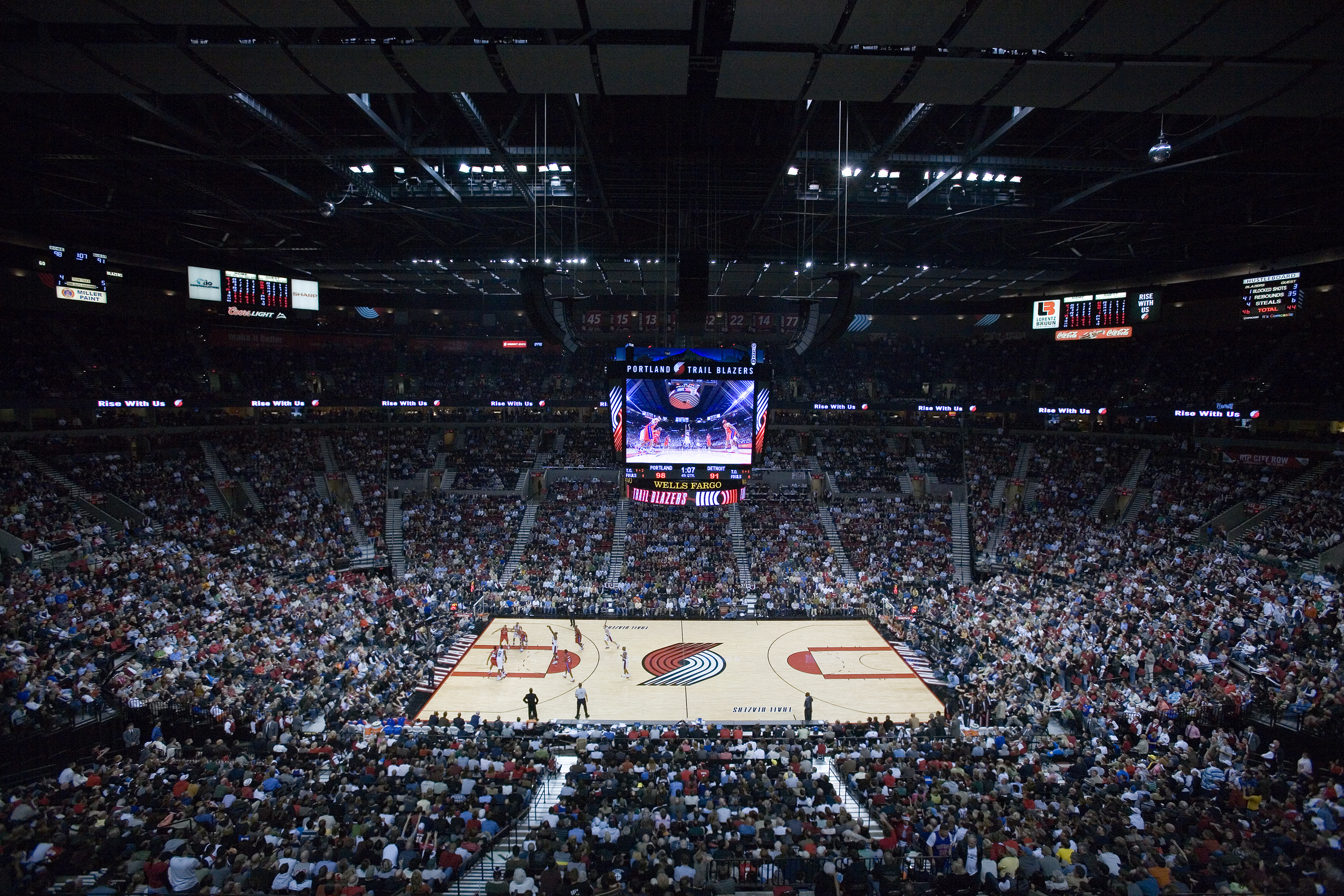
Moda Center, Portland
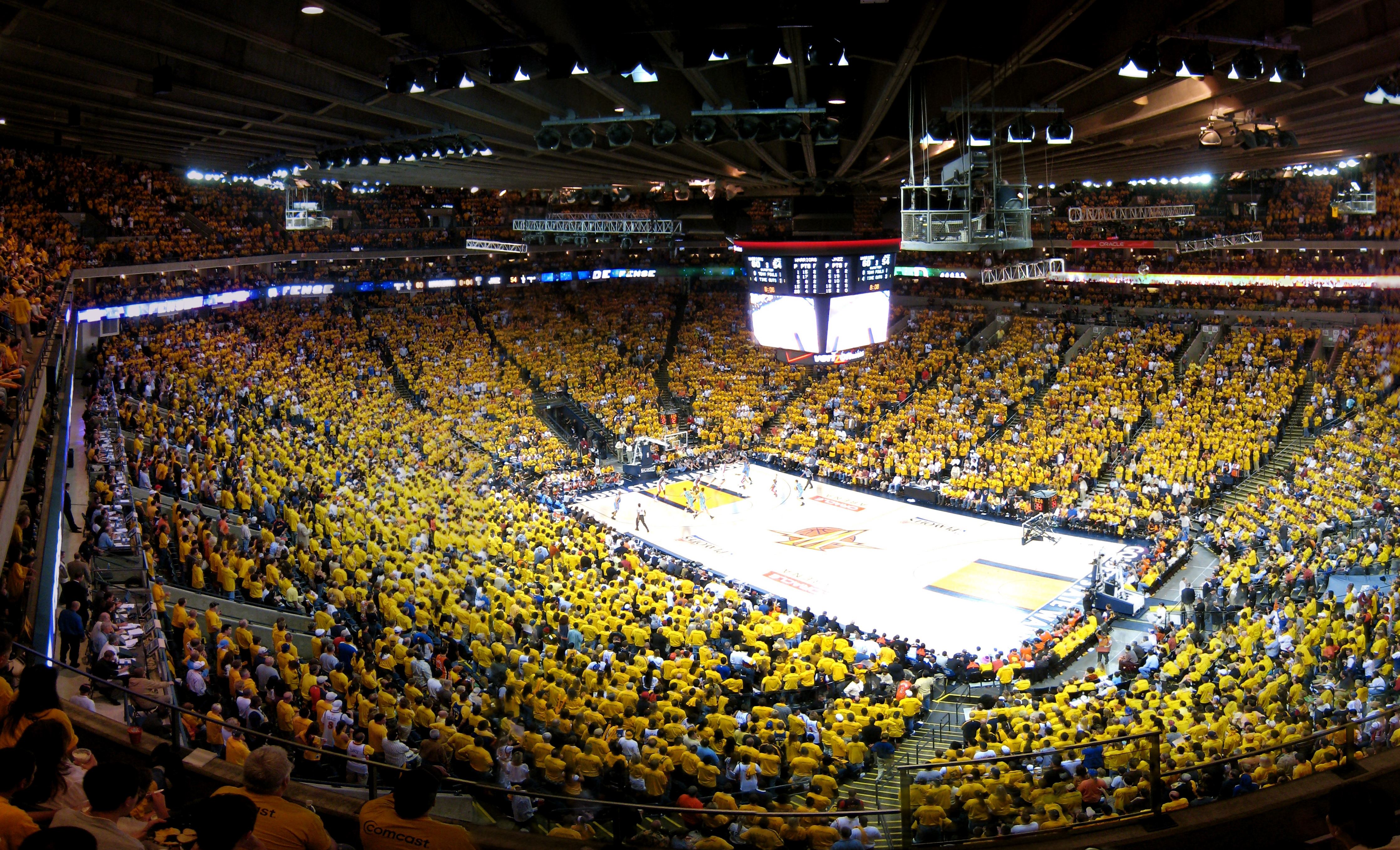
Oracle Arena, Oakland
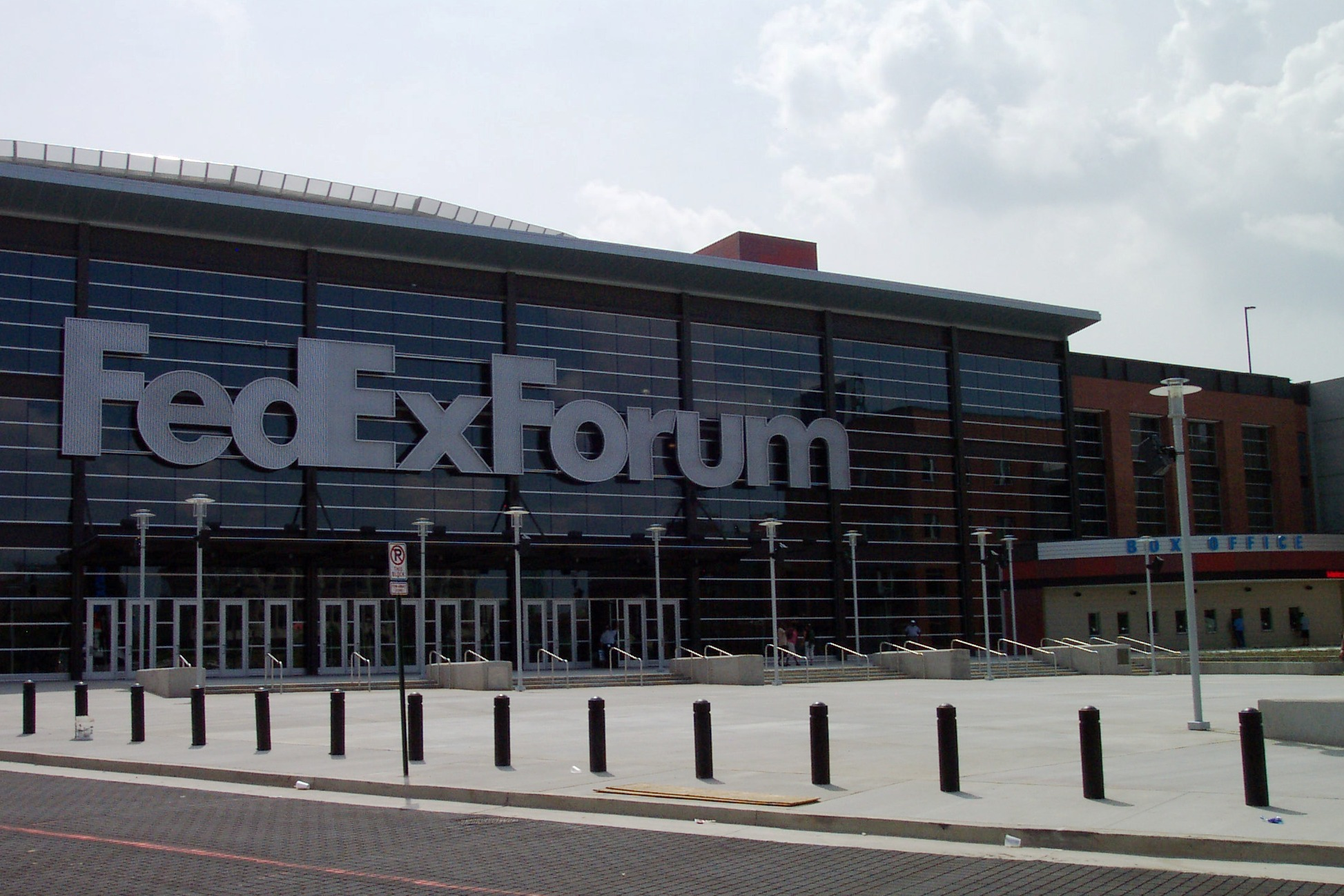
FedExForum, Memphis
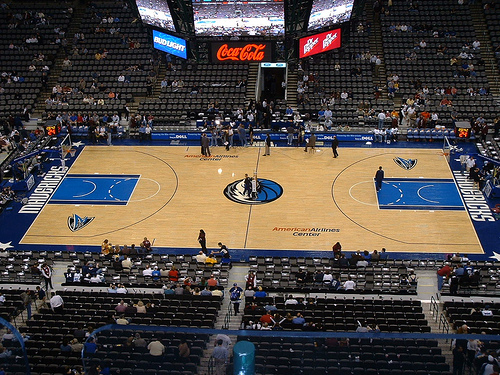
American Airlines Center, Dallas

#### Premier tour

##### (1)Spurs de San Antoniovs.Mavericks de Dallas(8)
| 20 avril 2014 13:00 EDT | (fr) Rapport (en) Boxscore | Mavericks de Dallas 85, Spurs de San Antonio 90        | Mavericks de Dallas 85, Spurs de San Antonio 90 | Mavericks de Dallas 85, Spurs de San Antonio 90 |  | AT&T Center, San Antonio Affluence : 18 581 Arbitres : no 17 Joe Crawford no 47 Bennie Adams no 22 Bill Spooner | TNT |
| 20 avril 2014 13:00 EDT | (fr) Rapport (en) Boxscore | Score par quart-temps : 12-21, 32-22, 21-22, 20-25     |                                                 |                                                 |  | AT&T Center, San Antonio Affluence : 18 581 Arbitres : no 17 Joe Crawford no 47 Bennie Adams no 22 Bill Spooner | TNT |
| 20 avril 2014 13:00 EDT | (fr) Rapport (en) Boxscore | Score par mi-temps : 44-43, 41-47                      |                                                 |                                                 |  | AT&T Center, San Antonio Affluence : 18 581 Arbitres : no 17 Joe Crawford no 47 Bennie Adams no 22 Bill Spooner | TNT |
| 20 avril 2014 13:00 EDT | (fr) Rapport (en) Boxscore | Devin Harris 19 Nowitzki et Dalembert 8 Devin Harris 5 | Points Rebonds Passes d.                        | Duncan 27 Splitter 11 Parker 6                  |  | AT&T Center, San Antonio Affluence : 18 581 Arbitres : no 17 Joe Crawford no 47 Bennie Adams no 22 Bill Spooner | TNT |

| 23 avril 2014 20:00 EDT | (fr) Rapport (en) Boxscore | Mavericks de Dallas 113, Spurs de San Antonio 92   | Mavericks de Dallas 113, Spurs de San Antonio 92 | Mavericks de Dallas 113, Spurs de San Antonio 92 |  | AT&T Center, San Antonio Affluence : 18 581 Arbitres : no 43 Dan Crawford no 38 Michael Smith no 7 Derrick Stafford | NBA TV |
| 23 avril 2014 20:00 EDT | (fr) Rapport (en) Boxscore | Score par quart-temps : 24-23, 32-28, 32-24, 25-17 |                                                  |                                                  |  | AT&T Center, San Antonio Affluence : 18 581 Arbitres : no 43 Dan Crawford no 38 Michael Smith no 7 Derrick Stafford | NBA TV |
| 23 avril 2014 20:00 EDT | (fr) Rapport (en) Boxscore | Score par mi-temps : 56-51, 57-41                  |                                                  |                                                  |  | AT&T Center, San Antonio Affluence : 18 581 Arbitres : no 43 Dan Crawford no 38 Michael Smith no 7 Derrick Stafford | NBA TV |
| 23 avril 2014 20:00 EDT | (fr) Rapport (en) Boxscore | Ellis 21 Dalembert et Blair 7 Calderón et Harris 5 | Points Rebonds Passes d.                         | Ginóbili 27 Duncan 7 Ginóbili 4                  |  | AT&T Center, San Antonio Affluence : 18 581 Arbitres : no 43 Dan Crawford no 38 Michael Smith no 7 Derrick Stafford | NBA TV |

| 26 avril 2014 16:30 EDT | (fr) Rapport (en) Boxscore | Spurs de San Antonio 108, Mavericks de Dallas 109  | Spurs de San Antonio 108, Mavericks de Dallas 109 | Spurs de San Antonio 108, Mavericks de Dallas 109 |  | American Airlines Center , Dallas Affluence : 20 636 Arbitres : no 25 Tony Brothers no 20 Leroy Richardson no 49 Tom Washington | TNT |
| 26 avril 2014 16:30 EDT | (fr) Rapport (en) Boxscore | Score par quart-temps : 34-27, 20-32, 20-18, 34-32 |                                                   |                                                   |  | American Airlines Center , Dallas Affluence : 20 636 Arbitres : no 25 Tony Brothers no 20 Leroy Richardson no 49 Tom Washington | TNT |
| 26 avril 2014 16:30 EDT | (fr) Rapport (en) Boxscore | Score par mi-temps : 54-59, 54-50                  |                                                   |                                                   |  | American Airlines Center , Dallas Affluence : 20 636 Arbitres : no 25 Tony Brothers no 20 Leroy Richardson no 49 Tom Washington | TNT |
| 26 avril 2014 16:30 EDT | (fr) Rapport (en) Boxscore | Duncan 22 Splitter 13 Parker 6                     | Points Rebonds Passes d.                          | Ellis 29 Dalembert 10 Calderón 9                  |  | American Airlines Center , Dallas Affluence : 20 636 Arbitres : no 25 Tony Brothers no 20 Leroy Richardson no 49 Tom Washington | TNT |

| 28 avril 2014 21:30 EDT | (fr) Rapport (en) Boxscore | Spurs de San Antonio 93, Mavericks de Dallas 89    | Spurs de San Antonio 93, Mavericks de Dallas 89 | Spurs de San Antonio 93, Mavericks de Dallas 89 |  | American Airlines Center , Dallas Affluence : 20 796 Arbitres : no 48 Scott Foster no 55 Bill Kennedy no 26 Pat Fraher | TNT |
| 28 avril 2014 21:30 EDT | (fr) Rapport (en) Boxscore | Score par quart-temps : 18-23, 32-13, 23-29, 20-24 |                                                 |                                                 |  | American Airlines Center , Dallas Affluence : 20 796 Arbitres : no 48 Scott Foster no 55 Bill Kennedy no 26 Pat Fraher | TNT |
| 28 avril 2014 21:30 EDT | (fr) Rapport (en) Boxscore | Score par mi-temps : 50-36, 43-53                  |                                                 |                                                 |  | American Airlines Center , Dallas Affluence : 20 796 Arbitres : no 48 Scott Foster no 55 Bill Kennedy no 26 Pat Fraher | TNT |
| 28 avril 2014 21:30 EDT | (fr) Rapport (en) Boxscore | Ginóbili 23 Leonard et Splitter 12 Ginóbili 5      | Points Rebonds Passes d.                        | Ellis 20 Dalembert 15 Carter 5                  |  | American Airlines Center , Dallas Affluence : 20 796 Arbitres : no 48 Scott Foster no 55 Bill Kennedy no 26 Pat Fraher | TNT |

| 30 avril 2014 19:00 EDT | (fr) Rapport (en) Boxscore | Mavericks de Dallas 103, Spurs de San Antonio 109  | Mavericks de Dallas 103, Spurs de San Antonio 109 | Mavericks de Dallas 103, Spurs de San Antonio 109 |  | AT&T Center, San Antonio Affluence : 18 581 Arbitres : no 24 Mike Callahan no 10 Ron Garretson no 42 Eric Lewis | TNT |
| 30 avril 2014 19:00 EDT | (fr) Rapport (en) Boxscore | Score par quart-temps : 26-27, 23-31, 22-21, 32-30 |                                                   |                                                   |  | AT&T Center, San Antonio Affluence : 18 581 Arbitres : no 24 Mike Callahan no 10 Ron Garretson no 42 Eric Lewis | TNT |
| 30 avril 2014 19:00 EDT | (fr) Rapport (en) Boxscore | Score par mi-temps : 49-58, 54-51                  |                                                   |                                                   |  | AT&T Center, San Antonio Affluence : 18 581 Arbitres : no 24 Mike Callahan no 10 Ron Garretson no 42 Eric Lewis | TNT |
| 30 avril 2014 19:00 EDT | (fr) Rapport (en) Boxscore | Carter 28 Nowitzki 15 Ellis 6                      | Points Rebonds Passes d.                          | Parker 23 Duncan et Splitter 12 Diaw 6            |  | AT&T Center, San Antonio Affluence : 18 581 Arbitres : no 24 Mike Callahan no 10 Ron Garretson no 42 Eric Lewis | TNT |

| 2 mai 2014 20:00 EDT | (fr) Rapport (en) Boxscore | Spurs de San Antonio 111, Mavericks de Dallas 113  | Spurs de San Antonio 111, Mavericks de Dallas 113 | Spurs de San Antonio 111, Mavericks de Dallas 113 |  | American Airlines Center , Dallas Affluence : 20 799 Arbitres : no 19 James Capers no 23 Jason Phillips no 28 Zach Zarba | ESPN |
| 2 mai 2014 20:00 EDT | (fr) Rapport (en) Boxscore | Score par quart-temps : 26-34, 26-24, 29-18, 30-37 |                                                   |                                                   |  | American Airlines Center , Dallas Affluence : 20 799 Arbitres : no 19 James Capers no 23 Jason Phillips no 28 Zach Zarba | ESPN |
| 2 mai 2014 20:00 EDT | (fr) Rapport (en) Boxscore | Score par mi-temps : 52-58, 59-55                  |                                                   |                                                   |  | American Airlines Center , Dallas Affluence : 20 799 Arbitres : no 19 James Capers no 23 Jason Phillips no 28 Zach Zarba | ESPN |
| 2 mai 2014 20:00 EDT | (fr) Rapport (en) Boxscore | Parker 22 Duncan 9 Parker 6                        | Points Rebonds Passes d.                          | Ellis 29 Blair 14 Calderón 6                      |  | American Airlines Center , Dallas Affluence : 20 799 Arbitres : no 19 James Capers no 23 Jason Phillips no 28 Zach Zarba | ESPN |

| 4 mai 2014 15:30 EDT | (en) Boxscore | Mavericks de Dallas 96, Spurs de San Antonio 119   | Mavericks de Dallas 96, Spurs de San Antonio 119 | Mavericks de Dallas 96, Spurs de San Antonio 119 |  | AT&T Center, San Antonio Affluence : 18 581 Arbitres : no 13 Monty McCutchen no 8 Marc Davis no 15 Bennett Salvatore | ABC |
| 4 mai 2014 15:30 EDT | (en) Boxscore | Score par quart-temps : 23-35, 23-33, 22-26, 28-25 |                                                  |                                                  |  | AT&T Center, San Antonio Affluence : 18 581 Arbitres : no 13 Monty McCutchen no 8 Marc Davis no 15 Bennett Salvatore | ABC |
| 4 mai 2014 15:30 EDT | (en) Boxscore | Score par mi-temps : 46-68, 50-51                  |                                                  |                                                  |  | AT&T Center, San Antonio Affluence : 18 581 Arbitres : no 13 Monty McCutchen no 8 Marc Davis no 15 Bennett Salvatore | ABC |
| 4 mai 2014 15:30 EDT | (en) Boxscore | Nowitzki 22 Nowitzki 9 Calderón et Carter 4        | Points Rebonds Passes d.                         | Parker 32 Duncan 8 Diaw et Ginóbili 5            |  | AT&T Center, San Antonio Affluence : 18 581 Arbitres : no 13 Monty McCutchen no 8 Marc Davis no 15 Bennett Salvatore | ABC |
| 4 mai 2014 15:30 EDT | (en) Boxscore | San Antonio remporte la série 4 à 3.               |                                                  |                                                  |  | AT&T Center, San Antonio Affluence : 18 581 Arbitres : no 13 Monty McCutchen no 8 Marc Davis no 15 Bennett Salvatore | ABC |

Matchs de saison régulière
San Antonio gagne la série 4 à 0.
| 27 décembre 2014 | Rapport | Spurs de San Antonio 116, Mavericks de Dallas 107 | Spurs de San Antonio 116, Mavericks de Dallas 107 | Spurs de San Antonio 116, Mavericks de Dallas 107 |  | American Airlines Center , Dallas |

| 9 janvier 2014 | Rapport | Mavericks de Dallas 90, Spurs de San Antonio 112 | Mavericks de Dallas 90, Spurs de San Antonio 112 | Mavericks de Dallas 90, Spurs de San Antonio 112 |  | AT&T Center, San Antonio |

| 6 avril 2014 | Rapport | Mavericks de Dallas 106, Spurs de San Antonio 112 | Mavericks de Dallas 106, Spurs de San Antonio 112 | Mavericks de Dallas 106, Spurs de San Antonio 112 |  | AT&T Center, San Antonio |

| 6 avril 2014 | Rapport | Spurs de San Antonio 109, Mavericks de Dallas 100 | Spurs de San Antonio 109, Mavericks de Dallas 100 | Spurs de San Antonio 109, Mavericks de Dallas 100 |  | American Airlines Center , Dallas |

Dernière rencontre en playoffsPremier tour conférence Est 2010 (San Antonio gagne 4-2).

##### (2)Thunder d'Oklahoma Cityvs.Grizzlies de Memphis(7)
| 19 avril 2014 21:30 EDT | (fr) Rapport (en) Boxscore | Grizzlies de Memphis 86, Thunder d'Oklahoma City 100 | Grizzlies de Memphis 86, Thunder d'Oklahoma City 100 | Grizzlies de Memphis 86, Thunder d'Oklahoma City 100 |  | Chesapeake Energy Arena, Oklahoma City Affluence : 18 203 Arbitres : no 25 Tony Brothers no 49 Tom Washington no 16 David Guthrie | ESPN |
| 19 avril 2014 21:30 EDT | (fr) Rapport (en) Boxscore | Score par quart-temps : 16-29, 18-27, 31-13, 21-31   |                                                      |                                                      |  | Chesapeake Energy Arena, Oklahoma City Affluence : 18 203 Arbitres : no 25 Tony Brothers no 49 Tom Washington no 16 David Guthrie | ESPN |
| 19 avril 2014 21:30 EDT | (fr) Rapport (en) Boxscore | Score par mi-temps : 34-56, 52-44                    |                                                      |                                                      |  | Chesapeake Energy Arena, Oklahoma City Affluence : 18 203 Arbitres : no 25 Tony Brothers no 49 Tom Washington no 16 David Guthrie | ESPN |
| 19 avril 2014 21:30 EDT | (fr) Rapport (en) Boxscore | Randolph 21 Randolph 11 Conley 11                    | Points Rebonds Passes d.                             | Durant 33 Westbrook 10 Durant 7                      |  | Chesapeake Energy Arena, Oklahoma City Affluence : 18 203 Arbitres : no 25 Tony Brothers no 49 Tom Washington no 16 David Guthrie | ESPN |

| 21 avril 2014 20:00 EDT | (fr) Rapport (en) Boxscore | Grizzlies de Memphis 111, Thunder d'Oklahoma City 105         | Grizzlies de Memphis 111, Thunder d'Oklahoma City 105 | Grizzlies de Memphis 111, Thunder d'Oklahoma City 105 | 1 OT | Chesapeake Energy Arena, Oklahoma City Affluence : 18 203 Arbitres : no 24 Mike Callahan no 10 Ron Garretson no 65 Sean Wright | TNT |
| 21 avril 2014 20:00 EDT | (fr) Rapport (en) Boxscore | Score par quart-temps : 24-16, 22-27, 22-22, 31-34, OT : 12-6 |                                                       |                                                       | 1 OT | Chesapeake Energy Arena, Oklahoma City Affluence : 18 203 Arbitres : no 24 Mike Callahan no 10 Ron Garretson no 65 Sean Wright | TNT |
| 21 avril 2014 20:00 EDT | (fr) Rapport (en) Boxscore | Score par mi-temps : 46-43, 65-62                             |                                                       |                                                       | 1 OT | Chesapeake Energy Arena, Oklahoma City Affluence : 18 203 Arbitres : no 24 Mike Callahan no 10 Ron Garretson no 65 Sean Wright | TNT |
| 21 avril 2014 20:00 EDT | (fr) Rapport (en) Boxscore | Randolph 25 Allen 8 Conley 12                                 | Points Rebonds Passes d.                              | Durant 36 Ibaka et Durant 11 Westbrook 8              | 1 OT | Chesapeake Energy Arena, Oklahoma City Affluence : 18 203 Arbitres : no 24 Mike Callahan no 10 Ron Garretson no 65 Sean Wright | TNT |

| 24 avril 2014 20:00 EDT | (fr) Rapport (en) Boxscore | Thunder d'Oklahoma City 95, Grizzlies de Memphis 98            | Thunder d'Oklahoma City 95, Grizzlies de Memphis 98 | Thunder d'Oklahoma City 95, Grizzlies de Memphis 98 | 1 OT | FedExForum , Memphis Affluence : 18 119 Arbitres : no 13 Monty McCutchen no 30 John Goble no 36 David Jones | TNT |
| 24 avril 2014 20:00 EDT | (fr) Rapport (en) Boxscore | Score par quart-temps : 18-24, 18-20, 25-27, 24-14, OT : 10-13 |                                                     |                                                     | 1 OT | FedExForum , Memphis Affluence : 18 119 Arbitres : no 13 Monty McCutchen no 30 John Goble no 36 David Jones | TNT |
| 24 avril 2014 20:00 EDT | (fr) Rapport (en) Boxscore | Score par mi-temps : 36-44, 59-54                              |                                                     |                                                     | 1 OT | FedExForum , Memphis Affluence : 18 119 Arbitres : no 13 Monty McCutchen no 30 John Goble no 36 David Jones | TNT |
| 24 avril 2014 20:00 EDT | (fr) Rapport (en) Boxscore | Durant et Westbrook 30 Westbrook 13 Durant et Jackson 3        | Points Rebonds Passes d.                            | Conley 20 Randolph 10 Randolph 6                    | 1 OT | FedExForum , Memphis Affluence : 18 119 Arbitres : no 13 Monty McCutchen no 30 John Goble no 36 David Jones | TNT |

| 26 avril 2014 21:30 EDT | (fr) Rapport (en) Boxscore | Thunder d'Oklahoma City 92, Grizzlies de Memphis 89           | Thunder d'Oklahoma City 92, Grizzlies de Memphis 89 | Thunder d'Oklahoma City 92, Grizzlies de Memphis 89 | 1 OT | FedExForum , Memphis Affluence : 18 119 Arbitres : no 43 Dan Crawford no 8 Marc Davis no 15 Bennett Salvatore | ESPN |
| 26 avril 2014 21:30 EDT | (fr) Rapport (en) Boxscore | Score par quart-temps : 15-18, 27-17, 22-17, 16-28, OT : 12-9 |                                                     |                                                     | 1 OT | FedExForum , Memphis Affluence : 18 119 Arbitres : no 43 Dan Crawford no 8 Marc Davis no 15 Bennett Salvatore | ESPN |
| 26 avril 2014 21:30 EDT | (fr) Rapport (en) Boxscore | Score par mi-temps : 42-35, 50-54                             |                                                     |                                                     | 1 OT | FedExForum , Memphis Affluence : 18 119 Arbitres : no 43 Dan Crawford no 8 Marc Davis no 15 Bennett Salvatore | ESPN |
| 26 avril 2014 21:30 EDT | (fr) Rapport (en) Boxscore | Jackson 32 Ibaka 14 Westbrook 7                               | Points Rebonds Passes d.                            | Gasol 23 Allen 13 Conley 10                         | 1 OT | FedExForum , Memphis Affluence : 18 119 Arbitres : no 43 Dan Crawford no 8 Marc Davis no 15 Bennett Salvatore | ESPN |

| 29 avril 2014 21:00 EDT | (fr) Rapport (en) Boxscore | Grizzlies de Memphis 100, Thunder d'Oklahoma City 99          | Grizzlies de Memphis 100, Thunder d'Oklahoma City 99 | Grizzlies de Memphis 100, Thunder d'Oklahoma City 99 | 1 OT | Chesapeake Energy Arena, Oklahoma City Affluence : 18 203 Arbitres : no 17 Joe Crawford no 7 Derrick Stafford no 22 Bill Spooner | NBA TV |
| 29 avril 2014 21:00 EDT | (fr) Rapport (en) Boxscore | Score par quart-temps : 30-25, 25-18, 21-27, 14-20, OT : 10-9 |                                                      |                                                      | 1 OT | Chesapeake Energy Arena, Oklahoma City Affluence : 18 203 Arbitres : no 17 Joe Crawford no 7 Derrick Stafford no 22 Bill Spooner | NBA TV |
| 29 avril 2014 21:00 EDT | (fr) Rapport (en) Boxscore | Score par mi-temps : 55-43, 45-56                             |                                                      |                                                      | 1 OT | Chesapeake Energy Arena, Oklahoma City Affluence : 18 203 Arbitres : no 17 Joe Crawford no 7 Derrick Stafford no 22 Bill Spooner | NBA TV |
| 29 avril 2014 21:00 EDT | (fr) Rapport (en) Boxscore | Miller 21 Gasol 15 Lee, Conley et Gasol 4                     | Points Rebonds Passes d.                             | Westbrook 30 Ibaka 12 Westbrook 13                   | 1 OT | Chesapeake Energy Arena, Oklahoma City Affluence : 18 203 Arbitres : no 17 Joe Crawford no 7 Derrick Stafford no 22 Bill Spooner | NBA TV |

| 1er mai 2014 20:00 EDT | (fr) Rapport (en) Boxscore | Thunder d'Oklahoma City 104, Grizzlies de Memphis 84 | Thunder d'Oklahoma City 104, Grizzlies de Memphis 84 | Thunder d'Oklahoma City 104, Grizzlies de Memphis 84 |  | FedExForum , Memphis Affluence : 18 119 Arbitres : no 41 Ken Mauer no 14 Ed Malloy no 71 Rodney Mott | TNT |
| 1er mai 2014 20:00 EDT | (fr) Rapport (en) Boxscore | Score par quart-temps : 25-17, 31-24, 26-20, 22-23   |                                                      |                                                      |  | FedExForum , Memphis Affluence : 18 119 Arbitres : no 41 Ken Mauer no 14 Ed Malloy no 71 Rodney Mott | TNT |
| 1er mai 2014 20:00 EDT | (fr) Rapport (en) Boxscore | Score par mi-temps : 56-41, 48-43                    |                                                      |                                                      |  | FedExForum , Memphis Affluence : 18 119 Arbitres : no 41 Ken Mauer no 14 Ed Malloy no 71 Rodney Mott | TNT |
| 1er mai 2014 20:00 EDT | (fr) Rapport (en) Boxscore | Durant 36 Durant 10 Westbrook 5                      | Points Rebonds Passes d.                             | Gasol 17 Gasol 8 Conley 6                            |  | FedExForum , Memphis Affluence : 18 119 Arbitres : no 41 Ken Mauer no 14 Ed Malloy no 71 Rodney Mott | TNT |

| 3 mai 2014 20:00 EDT | (en) Boxscore | Grizzlies de Memphis 109, Thunder d'Oklahoma City 120 | Grizzlies de Memphis 109, Thunder d'Oklahoma City 120 | Grizzlies de Memphis 109, Thunder d'Oklahoma City 120 |  | Chesapeake Energy Arena, Oklahoma City Affluence : 18 203 Arbitres : no 48 Scott Foster no 30 John Goble no 49 Tom Washington | TNT |
| 3 mai 2014 20:00 EDT | (en) Boxscore | Score par quart-temps : 36-27, 22-34, 23-33, 28-26    |                                                       |                                                       |  | Chesapeake Energy Arena, Oklahoma City Affluence : 18 203 Arbitres : no 48 Scott Foster no 30 John Goble no 49 Tom Washington | TNT |
| 3 mai 2014 20:00 EDT | (en) Boxscore | Score par mi-temps : 58-61, 51-59                     |                                                       |                                                       |  | Chesapeake Energy Arena, Oklahoma City Affluence : 18 203 Arbitres : no 48 Scott Foster no 30 John Goble no 49 Tom Washington | TNT |
| 3 mai 2014 20:00 EDT | (en) Boxscore | Gasol 24 Leuer 7 Conley 9                             | Points Rebonds Passes d.                              | Durant 33 Westbrook 10 Westbrook 16                   |  | Chesapeake Energy Arena, Oklahoma City Affluence : 18 203 Arbitres : no 48 Scott Foster no 30 John Goble no 49 Tom Washington | TNT |
| 3 mai 2014 20:00 EDT | (en) Boxscore | Oklahoma City remporte la série 4 à 3.                |                                                       |                                                       |  | Chesapeake Energy Arena, Oklahoma City Affluence : 18 203 Arbitres : no 48 Scott Foster no 30 John Goble no 49 Tom Washington | TNT |

Matchs de saison régulière
Oklahoma City gagne la série 3 à 1.
| 12 décembre 2014 | Rapport | Thunder d'Oklahoma City 116, Grizzlies de Memphis 100 | Thunder d'Oklahoma City 116, Grizzlies de Memphis 100 | Thunder d'Oklahoma City 116, Grizzlies de Memphis 100 |  | FedExForum , Memphis |

| 15 janvier 2014 | Rapport | Thunder d'Oklahoma City 87, Grizzlies de Memphis 90 | Thunder d'Oklahoma City 87, Grizzlies de Memphis 90 | Thunder d'Oklahoma City 87, Grizzlies de Memphis 90 |  | FedExForum , Memphis |

| 4 février 2014 | Rapport | Grizzlies de Memphis 77, Thunder d'Oklahoma City 86 | Grizzlies de Memphis 77, Thunder d'Oklahoma City 86 | Grizzlies de Memphis 77, Thunder d'Oklahoma City 86 |  | Chesapeake Energy Arena, Oklahoma City |

| 1er mars 2014 | Rapport | Grizzlies de Memphis 107, Thunder d'Oklahoma City 113 | Grizzlies de Memphis 107, Thunder d'Oklahoma City 113 | Grizzlies de Memphis 107, Thunder d'Oklahoma City 113 |  | Chesapeake Energy Arena, Oklahoma City |

Dernière rencontre en playoffsDemi-finale conférence Est 2013 (Memphis gagne 4-1).

##### (3)Clippers de Los Angelesvs.Warriors de Golden State(6)
| 19 avril 2014 15:30 EDT | (fr) Rapport (en) Boxscore | Warriors de Golden State 109, Clippers de Los Angeles 105 | Warriors de Golden State 109, Clippers de Los Angeles 105 | Warriors de Golden State 109, Clippers de Los Angeles 105 |  | Staples Center, Los Angeles Affluence : 19 339 Arbitres : no 24 Mike Callahan no 10 Ron Garretson no 65 Sean Wright | ABC |
| 19 avril 2014 15:30 EDT | (fr) Rapport (en) Boxscore | Score par quart-temps : 24-29, 28-23, 35-27, 22-26        |                                                           |                                                           |  | Staples Center, Los Angeles Affluence : 19 339 Arbitres : no 24 Mike Callahan no 10 Ron Garretson no 65 Sean Wright | ABC |
| 19 avril 2014 15:30 EDT | (fr) Rapport (en) Boxscore | Score par mi-temps : 52-52, 57-53                         |                                                           |                                                           |  | Staples Center, Los Angeles Affluence : 19 339 Arbitres : no 24 Mike Callahan no 10 Ron Garretson no 65 Sean Wright | ABC |
| 19 avril 2014 15:30 EDT | (fr) Rapport (en) Boxscore | Thompson 22 Lee 13 Curry 7                                | Points Rebonds Passes d.                                  | Paul 28 Jordan 14 Paul 8                                  |  | Staples Center, Los Angeles Affluence : 19 339 Arbitres : no 24 Mike Callahan no 10 Ron Garretson no 65 Sean Wright | ABC |

| 21 avril 2014 22:30 EDT | (fr) Rapport (en) Boxscore | Warriors de Golden State 98, Clippers de Los Angeles 138 | Warriors de Golden State 98, Clippers de Los Angeles 138 | Warriors de Golden State 98, Clippers de Los Angeles 138 |  | Staples Center, Los Angeles Affluence : 19 570 Arbitres : no 25 Tony Brothers no 71 Rodney Mott no 16 David Guthrie | TNT |
| 21 avril 2014 22:30 EDT | (fr) Rapport (en) Boxscore | Score par quart-temps : 20-31, 21-36, 32-38, 25-33       |                                                          |                                                          |  | Staples Center, Los Angeles Affluence : 19 570 Arbitres : no 25 Tony Brothers no 71 Rodney Mott no 16 David Guthrie | TNT |
| 21 avril 2014 22:30 EDT | (fr) Rapport (en) Boxscore | Score par mi-temps : 41-67, 57-71                        |                                                          |                                                          |  | Staples Center, Los Angeles Affluence : 19 570 Arbitres : no 25 Tony Brothers no 71 Rodney Mott no 16 David Guthrie | TNT |
| 21 avril 2014 22:30 EDT | (fr) Rapport (en) Boxscore | Curry 24 Speights et Barnes 6 Curry 8                    | Points Rebonds Passes d.                                 | Griffin 35 Jordan 9 Paul et Collison 10                  |  | Staples Center, Los Angeles Affluence : 19 570 Arbitres : no 25 Tony Brothers no 71 Rodney Mott no 16 David Guthrie | TNT |

| 24 avril 2014 22:30 EDT | (fr) Rapport (en) Boxscore | Clippers de Los Angeles 98, Warriors de Golden State 96 | Clippers de Los Angeles 98, Warriors de Golden State 96 | Clippers de Los Angeles 98, Warriors de Golden State 96 |  | Oracle Arena , Oakland Affluence : 19 596 Arbitres : no 41 Ken Mauer no 42 Eric Lewis no 14 Ed Malloy | TNT |
| 24 avril 2014 22:30 EDT | (fr) Rapport (en) Boxscore | Score par quart-temps : 24-21, 22-22, 29-21, 23-32      |                                                         |                                                         |  | Oracle Arena , Oakland Affluence : 19 596 Arbitres : no 41 Ken Mauer no 42 Eric Lewis no 14 Ed Malloy | TNT |
| 24 avril 2014 22:30 EDT | (fr) Rapport (en) Boxscore | Score par mi-temps : 46-43, 52-53                       |                                                         |                                                         |  | Oracle Arena , Oakland Affluence : 19 596 Arbitres : no 41 Ken Mauer no 42 Eric Lewis no 14 Ed Malloy | TNT |
| 24 avril 2014 22:30 EDT | (fr) Rapport (en) Boxscore | Griffin 32 Jordan 22 Paul 10                            | Points Rebonds Passes d.                                | Thompson 26 Green 11 Curry 15                           |  | Oracle Arena , Oakland Affluence : 19 596 Arbitres : no 41 Ken Mauer no 42 Eric Lewis no 14 Ed Malloy | TNT |

| 27 avril 2014 15:30 EDT | (fr) Rapport (en) Boxscore | Clippers de Los Angeles 97, Warriors de Golden State 118 | Clippers de Los Angeles 97, Warriors de Golden State 118 | Clippers de Los Angeles 97, Warriors de Golden State 118 |  | Oracle Arena , Oakland Affluence : 19 596 Arbitres : no 17 Joe Crawford no 33 Sean Corbin no 7 Derrick Stafford | ABC |
| 27 avril 2014 15:30 EDT | (fr) Rapport (en) Boxscore | Score par quart-temps : 24-39, 24-27, 23-23, 26-29       |                                                          |                                                          |  | Oracle Arena , Oakland Affluence : 19 596 Arbitres : no 17 Joe Crawford no 33 Sean Corbin no 7 Derrick Stafford | ABC |
| 27 avril 2014 15:30 EDT | (fr) Rapport (en) Boxscore | Score par mi-temps : 48-66, 49-52                        |                                                          |                                                          |  | Oracle Arena , Oakland Affluence : 19 596 Arbitres : no 17 Joe Crawford no 33 Sean Corbin no 7 Derrick Stafford | ABC |
| 27 avril 2014 15:30 EDT | (fr) Rapport (en) Boxscore | Crawford 26 Griffin et Jordan 6 Paul 6                   | Points Rebonds Passes d.                                 | Curry 33 Curry 7 Iguodala 9                              |  | Oracle Arena , Oakland Affluence : 19 596 Arbitres : no 17 Joe Crawford no 33 Sean Corbin no 7 Derrick Stafford | ABC |

| 29 avril 2014 20:30 EDT | (fr) Rapport (en) Boxscore | Warriors de Golden State 103, Clippers de Los Angeles 113 | Warriors de Golden State 103, Clippers de Los Angeles 113 | Warriors de Golden State 103, Clippers de Los Angeles 113 |  | Staples Center, Los Angeles Affluence : 19 657 Arbitres : no 19 James Capers no 23 Jason Phillips no 28 Zach Zarba | TNT |
| 29 avril 2014 20:30 EDT | (fr) Rapport (en) Boxscore | Score par quart-temps : 21-31, 29-24, 22-22, 31-36        |                                                           |                                                           |  | Staples Center, Los Angeles Affluence : 19 657 Arbitres : no 19 James Capers no 23 Jason Phillips no 28 Zach Zarba | TNT |
| 29 avril 2014 20:30 EDT | (fr) Rapport (en) Boxscore | Score par mi-temps : 50-55, 53-58                         |                                                           |                                                           |  | Staples Center, Los Angeles Affluence : 19 657 Arbitres : no 19 James Capers no 23 Jason Phillips no 28 Zach Zarba | TNT |
| 29 avril 2014 20:30 EDT | (fr) Rapport (en) Boxscore | Thompson 21 Green 11 Iguodala 8                           | Points Rebonds Passes d.                                  | Jordan 25 Jordan 18 Paul 7                                |  | Staples Center, Los Angeles Affluence : 19 657 Arbitres : no 19 James Capers no 23 Jason Phillips no 28 Zach Zarba | TNT |

| 1er mai 2014 22:30 EDT | (fr) Rapport (en) Boxscore | Clippers de Los Angeles 99, Warriors de Golden State 100 | Clippers de Los Angeles 99, Warriors de Golden State 100 | Clippers de Los Angeles 99, Warriors de Golden State 100 |  | Oracle Arena , Oakland Affluence : 19 596 Arbitres : no 13 Monty McCutchen no 30 John Goble no 22 Bill Spooner | TNT |
| 1er mai 2014 22:30 EDT | (fr) Rapport (en) Boxscore | Score par quart-temps : 25-25, 26-23, 16-22, 32-30       |                                                          |                                                          |  | Oracle Arena , Oakland Affluence : 19 596 Arbitres : no 13 Monty McCutchen no 30 John Goble no 22 Bill Spooner | TNT |
| 1er mai 2014 22:30 EDT | (fr) Rapport (en) Boxscore | Score par mi-temps : 51-48, 48-52                        |                                                          |                                                          |  | Oracle Arena , Oakland Affluence : 19 596 Arbitres : no 13 Monty McCutchen no 30 John Goble no 22 Bill Spooner | TNT |
| 1er mai 2014 22:30 EDT | (fr) Rapport (en) Boxscore | Crawford 19 Jordan 19 Paul 8                             | Points Rebonds Passes d.                                 | Curry 24 Green 14 Curry 9                                |  | Oracle Arena , Oakland Affluence : 19 596 Arbitres : no 13 Monty McCutchen no 30 John Goble no 22 Bill Spooner | TNT |

| 3 mai 2014 22:30 EDT | (en) Boxscore | Warriors de Golden State 121, Clippers de Los Angeles 126 | Warriors de Golden State 121, Clippers de Los Angeles 126 | Warriors de Golden State 121, Clippers de Los Angeles 126 |  | Staples Center, Los Angeles Affluence : 19 543 Arbitres : no 41 Ken Mauer no 36 David Jones no 14 Ed Malloy | TNT |
| 3 mai 2014 22:30 EDT | (en) Boxscore | Score par quart-temps : 32-22, 32-34, 20-31, 37-39        |                                                           |                                                           |  | Staples Center, Los Angeles Affluence : 19 543 Arbitres : no 41 Ken Mauer no 36 David Jones no 14 Ed Malloy | TNT |
| 3 mai 2014 22:30 EDT | (en) Boxscore | Score par mi-temps : 64-56, 57-70                         |                                                           |                                                           |  | Staples Center, Los Angeles Affluence : 19 543 Arbitres : no 41 Ken Mauer no 36 David Jones no 14 Ed Malloy | TNT |
| 3 mai 2014 22:30 EDT | (en) Boxscore | Curry 33 Lee 13 Curry 9                                   | Points Rebonds Passes d.                                  | Griffin 24 Jordan 18 Paul 14                              |  | Staples Center, Los Angeles Affluence : 19 543 Arbitres : no 41 Ken Mauer no 36 David Jones no 14 Ed Malloy | TNT |
| 3 mai 2014 22:30 EDT | (en) Boxscore | Los Angeles remporte la série 4 à 3.                      |                                                           |                                                           |  | Staples Center, Los Angeles Affluence : 19 543 Arbitres : no 41 Ken Mauer no 36 David Jones no 14 Ed Malloy | TNT |

Matchs de saison régulière
Égalité dans la série 2 à 2.
| 31 octobre 2013 | Rapport | Warriors de Golden State 115, Clippers de Los Angeles 126 | Warriors de Golden State 115, Clippers de Los Angeles 126 | Warriors de Golden State 115, Clippers de Los Angeles 126 |  | Staples Center, Los Angeles |

| 26 décembre 2013 | Rapport | Clippers de Los Angeles 103, Warriors de Golden State 105 | Clippers de Los Angeles 103, Warriors de Golden State 105 | Clippers de Los Angeles 103, Warriors de Golden State 105 |  | Oracle Arena , Oakland |

| 31 janvier 2014 | Rapport | Clippers de Los Angeles 92, Warriors de Golden State 111 | Clippers de Los Angeles 92, Warriors de Golden State 111 | Clippers de Los Angeles 92, Warriors de Golden State 111 |  | Oracle Arena , Oakland |

| 13 mars 2014 | Rapport | Warriors de Golden State 98, Clippers de Los Angeles 111 | Warriors de Golden State 98, Clippers de Los Angeles 111 | Warriors de Golden State 98, Clippers de Los Angeles 111 |  | Staples Center, Los Angeles |

C'est la première fois que ces deux équipes se rencontrent en Playoffs.

##### (4)Rockets de Houstonvs.Trail Blazers de Portland(5)
| 20 avril 2014 21:30 EDT | (fr) Rapport (en) Boxscore | Trail Blazers de Portland 122, Rockets de Houston 120          | Trail Blazers de Portland 122, Rockets de Houston 120 | Trail Blazers de Portland 122, Rockets de Houston 120 | 1 OT | Toyota Center, Houston Affluence : 18 240 Arbitres : no 48 Scott Foster no 15 Bennett Salvatore no 7 Derrick Stafford | TNT |
| 20 avril 2014 21:30 EDT | (fr) Rapport (en) Boxscore | Score par quart-temps : 27-20, 21-29, 25-30, 33-27, OT : 16-14 |                                                       |                                                       | 1 OT | Toyota Center, Houston Affluence : 18 240 Arbitres : no 48 Scott Foster no 15 Bennett Salvatore no 7 Derrick Stafford | TNT |
| 20 avril 2014 21:30 EDT | (fr) Rapport (en) Boxscore | Score par mi-temps : 48-49, 74-71                              |                                                       |                                                       | 1 OT | Toyota Center, Houston Affluence : 18 240 Arbitres : no 48 Scott Foster no 15 Bennett Salvatore no 7 Derrick Stafford | TNT |
| 20 avril 2014 21:30 EDT | (fr) Rapport (en) Boxscore | Aldridge 46 Aldridge 18 Lillard 5                              | Points Rebonds Passes d.                              | Harden et Howard 27 Howard 15 Harden 6                | 1 OT | Toyota Center, Houston Affluence : 18 240 Arbitres : no 48 Scott Foster no 15 Bennett Salvatore no 7 Derrick Stafford | TNT |

| 23 avril 2014 21:30 EDT | (fr) Rapport (en) Boxscore | Trail Blazers de Portland 112, Rockets de Houston 105 | Trail Blazers de Portland 112, Rockets de Houston 105 | Trail Blazers de Portland 112, Rockets de Houston 105 |  | Toyota Center, Houston Affluence : 18 331 Arbitres : no 19 James Capers no 23 Jason Phillips no 28 Zach Zarba | TNT |
| 23 avril 2014 21:30 EDT | (fr) Rapport (en) Boxscore | Score par quart-temps : 23-31, 30-22, 30-24, 29-28    |                                                       |                                                       |  | Toyota Center, Houston Affluence : 18 331 Arbitres : no 19 James Capers no 23 Jason Phillips no 28 Zach Zarba | TNT |
| 23 avril 2014 21:30 EDT | (fr) Rapport (en) Boxscore | Score par mi-temps : 53-53, 59-52                     |                                                       |                                                       |  | Toyota Center, Houston Affluence : 18 331 Arbitres : no 19 James Capers no 23 Jason Phillips no 28 Zach Zarba | TNT |
| 23 avril 2014 21:30 EDT | (fr) Rapport (en) Boxscore | Aldridge 43 Lopez 10 Lillard 11                       | Points Rebonds Passes d.                              | Howard 32 Howard 14 Harden 4                          |  | Toyota Center, Houston Affluence : 18 331 Arbitres : no 19 James Capers no 23 Jason Phillips no 28 Zach Zarba | TNT |

| 25 avril 2014 22:30 EDT | (fr) Rapport (en) Boxscore | Rockets de Houston 121, Trail Blazers de Portland 116         | Rockets de Houston 121, Trail Blazers de Portland 116 | Rockets de Houston 121, Trail Blazers de Portland 116 | 1 OT | Moda Center , Portland Affluence : 20 302 Arbitres : no 17 Joe Crawford no 33 Sean Corbin no 22 Bill Spooner | ESPN |
| 25 avril 2014 22:30 EDT | (fr) Rapport (en) Boxscore | Score par quart-temps : 35-24, 19-31, 27-23, 29-32, OT : 11-6 |                                                       |                                                       | 1 OT | Moda Center , Portland Affluence : 20 302 Arbitres : no 17 Joe Crawford no 33 Sean Corbin no 22 Bill Spooner | ESPN |
| 25 avril 2014 22:30 EDT | (fr) Rapport (en) Boxscore | Score par mi-temps : 54-55, 67-61                             |                                                       |                                                       | 1 OT | Moda Center , Portland Affluence : 20 302 Arbitres : no 17 Joe Crawford no 33 Sean Corbin no 22 Bill Spooner | ESPN |
| 25 avril 2014 22:30 EDT | (fr) Rapport (en) Boxscore | Harden 37 Howard 14 Lin et Harden 6                           | Points Rebonds Passes d.                              | Lillard 30 Aldridge 10 Lillard 6                      | 1 OT | Moda Center , Portland Affluence : 20 302 Arbitres : no 17 Joe Crawford no 33 Sean Corbin no 22 Bill Spooner | ESPN |

| 25 avril 2014 22:30 EDT | (fr) Rapport (en) Boxscore | Rockets de Houston 120, Trail Blazers de Portland 123          | Rockets de Houston 120, Trail Blazers de Portland 123 | Rockets de Houston 120, Trail Blazers de Portland 123 | 1 OT | Moda Center , Portland Affluence : 20 246 Arbitres : no 41 Ken Mauer no 14 Ed Malloy no 42 Eric Lewis | ESPN |
| 25 avril 2014 22:30 EDT | (fr) Rapport (en) Boxscore | Score par quart-temps : 29-23, 32-28, 23-28, 22-27, OT : 14-17 |                                                       |                                                       | 1 OT | Moda Center , Portland Affluence : 20 246 Arbitres : no 41 Ken Mauer no 14 Ed Malloy no 42 Eric Lewis | ESPN |
| 25 avril 2014 22:30 EDT | (fr) Rapport (en) Boxscore | Score par mi-temps : 61-51, 59-72                              |                                                       |                                                       | 1 OT | Moda Center , Portland Affluence : 20 246 Arbitres : no 41 Ken Mauer no 14 Ed Malloy no 42 Eric Lewis | ESPN |
| 25 avril 2014 22:30 EDT | (fr) Rapport (en) Boxscore | Harden 28 Howard 14 Harden 6                                   | Points Rebonds Passes d.                              | Aldridge 11 Lopez 10 Lillard 8                        | 1 OT | Moda Center , Portland Affluence : 20 246 Arbitres : no 41 Ken Mauer no 14 Ed Malloy no 42 Eric Lewis | ESPN |

| 30 avril 2014 21h30 EDT | (fr) Rapport (en) Boxscore | Trail Blazers de Portland 98, Rockets de Houston 108     | Trail Blazers de Portland 98, Rockets de Houston 108 | Trail Blazers de Portland 98, Rockets de Houston 108 |  | Toyota Center, Houston Affluence : 18 230 Arbitres : no 43 Dan Crawford no 36 David Jones no 38 Michael Smith | TNT |
| 30 avril 2014 21h30 EDT | (fr) Rapport (en) Boxscore | Score par quart-temps : 27-30, 21-26, 29-26, 21-26       |                                                      |                                                      |  | Toyota Center, Houston Affluence : 18 230 Arbitres : no 43 Dan Crawford no 36 David Jones no 38 Michael Smith | TNT |
| 30 avril 2014 21h30 EDT | (fr) Rapport (en) Boxscore | Score par mi-temps : 48-56, 50-52                        |                                                      |                                                      |  | Toyota Center, Houston Affluence : 18 230 Arbitres : no 43 Dan Crawford no 36 David Jones no 38 Michael Smith | TNT |
| 30 avril 2014 21h30 EDT | (fr) Rapport (en) Boxscore | Matthews 27 Aldridge,Lopez et Damian Lillard 8 Lillard 7 | Points Rebonds Passes d.                             | Howard 22 Asik 15 Harden 15                          |  | Toyota Center, Houston Affluence : 18 230 Arbitres : no 43 Dan Crawford no 36 David Jones no 38 Michael Smith | TNT |

| 2 mai 2014 22:30 EDT |                                                    | Rockets de Houston 98, Trail Blazers de Portland 99 | Rockets de Houston 98, Trail Blazers de Portland 99 | Rockets de Houston 98, Trail Blazers de Portland 99 |  | Moda Center , Portland Affluence : 20 204 Arbitres : no 24 Mike Callahan no 10 Ron Garretson no 55 Bill Kennedy | ESPN |
| 2 mai 2014 22:30 EDT | Score par quart-temps : 29-28, 29-28, 21-22, 19-21 |                                                     |                                                     |                                                     |  | Moda Center , Portland Affluence : 20 204 Arbitres : no 24 Mike Callahan no 10 Ron Garretson no 55 Bill Kennedy | ESPN |
| 2 mai 2014 22:30 EDT | Score par mi-temps : 58-56, 40-43                  |                                                     |                                                     |                                                     |  | Moda Center , Portland Affluence : 20 204 Arbitres : no 24 Mike Callahan no 10 Ron Garretson no 55 Bill Kennedy | ESPN |
| 2 mai 2014 22:30 EDT | Harden 34 Parsons 12 Harden 6                      | Points Rebonds Passes d.                            | Aldridge 30 Aldridge 13 Batum                       |                                                     |  | Moda Center , Portland Affluence : 20 204 Arbitres : no 24 Mike Callahan no 10 Ron Garretson no 55 Bill Kennedy | ESPN |
| 2 mai 2014 22:30 EDT | Portland remporte la série 4 à 2.                  |                                                     |                                                     |                                                     |  | Moda Center , Portland Affluence : 20 204 Arbitres : no 24 Mike Callahan no 10 Ron Garretson no 55 Bill Kennedy | ESPN |

Matchs de saison régulière
Houston gagne la série 3 à 1.
| 5 novembre 2013 | Rapport | Rockets de Houston 116, Trail Blazers de Portland 101 | Rockets de Houston 116, Trail Blazers de Portland 101 | Rockets de Houston 116, Trail Blazers de Portland 101 |  | Moda Center , Portland |

| 13 décembre 2013 | Rapport | Rockets de Houston 104, Trail Blazers de Portland 111 | Rockets de Houston 104, Trail Blazers de Portland 111 | Rockets de Houston 104, Trail Blazers de Portland 111 |  | Moda Center , Portland |

| 20 janvier 2014 | Rapport | Trail Blazers de Portland 113, Rockets de Houston 126 | Trail Blazers de Portland 113, Rockets de Houston 126 | Trail Blazers de Portland 113, Rockets de Houston 126 |  | Toyota Center, Houston |

| 10 mars 2014 | Rapport | Trail Blazers de Portland 113, Rockets de Houston 118 | Trail Blazers de Portland 113, Rockets de Houston 118 | Trail Blazers de Portland 113, Rockets de Houston 118 |  | Toyota Center, Houston |

C'est la quatrième confrontation en playoffs entre ces deux équipes et Houston a emporté ces quatre confrontations.
Dernière rencontre en playoffsPremier tour conférence Est 2009 (Houston gagne 4-2).

#### Demi-finales de conférence

##### (1)Spurs de San Antoniovs.Trail Blazers de Portland(5)
| 6 mai 2014 21:30 EDT | (en) Boxscore | Trail Blazers de Portland 92, Spurs de San Antonio 116 | Trail Blazers de Portland 92, Spurs de San Antonio 116 | Trail Blazers de Portland 92, Spurs de San Antonio 116 |  | AT&T Center, San Antonio Affluence : 18 581 Arbitres : no 25 Tony Brothers no 6 Tony Brown no 49 Tom Washington | TNT |
| 6 mai 2014 21:30 EDT | (en) Boxscore | Score par quart-temps : 16-29, 23-36, 26-25, 27-26     |                                                        |                                                        |  | AT&T Center, San Antonio Affluence : 18 581 Arbitres : no 25 Tony Brothers no 6 Tony Brown no 49 Tom Washington | TNT |
| 6 mai 2014 21:30 EDT | (en) Boxscore | Score par mi-temps : 39-65, 53-51                      |                                                        |                                                        |  | AT&T Center, San Antonio Affluence : 18 581 Arbitres : no 25 Tony Brothers no 6 Tony Brown no 49 Tom Washington | TNT |
| 6 mai 2014 21:30 EDT | (en) Boxscore | Aldridge 32 Aldridge 14 Williams 4                     | Points Rebonds Passes d.                               | Parker 33 Duncan 11 Parker 9                           |  | AT&T Center, San Antonio Affluence : 18 581 Arbitres : no 25 Tony Brothers no 6 Tony Brown no 49 Tom Washington | TNT |

| 8 mai 2014 21:30 EDT | (en) Boxscore | Trail Blazers de Portland 97, Spurs de San Antonio 114 | Trail Blazers de Portland 97, Spurs de San Antonio 114 | Trail Blazers de Portland 97, Spurs de San Antonio 114 |  | AT&T Center, San Antonio Affluence : 18 581 Arbitres : no 17 Joe Crawford no 22 Bill Spooner no 7 Derrick Stafford | ESPN2 |
| 8 mai 2014 21:30 EDT | (en) Boxscore | Score par quart-temps : 26-29, 25-41, 20-17, 26-27     |                                                        |                                                        |  | AT&T Center, San Antonio Affluence : 18 581 Arbitres : no 17 Joe Crawford no 22 Bill Spooner no 7 Derrick Stafford | ESPN2 |
| 8 mai 2014 21:30 EDT | (en) Boxscore | Score par mi-temps : 41-70, 46-44                      |                                                        |                                                        |  | AT&T Center, San Antonio Affluence : 18 581 Arbitres : no 17 Joe Crawford no 22 Bill Spooner no 7 Derrick Stafford | ESPN2 |
| 8 mai 2014 21:30 EDT | (en) Boxscore | Batum 21 Aldridge 10 Lillard 5                         | Points Rebonds Passes d.                               | Leonard 20 Splitter 10 Parker 10                       |  | AT&T Center, San Antonio Affluence : 18 581 Arbitres : no 17 Joe Crawford no 22 Bill Spooner no 7 Derrick Stafford | ESPN2 |

| 10 mai 2014 21:30 EDT | (en) Boxscore | Spurs de San Antonio 118, Trail Blazers de Portland 103 | Spurs de San Antonio 118, Trail Blazers de Portland 103 | Spurs de San Antonio 118, Trail Blazers de Portland 103 |  | Moda Center, Portland Affluence : 20 321 Arbitres : no 8 Marc Davis no 15 Bennett Salvatore no 43 Dan Crawford | ESPN |
| 10 mai 2014 21:30 EDT | (en) Boxscore | Score par quart-temps : 28-18, 32-22, 23-29, 35-34      |                                                         |                                                         |  | Moda Center, Portland Affluence : 20 321 Arbitres : no 8 Marc Davis no 15 Bennett Salvatore no 43 Dan Crawford | ESPN |
| 10 mai 2014 21:30 EDT | (en) Boxscore | Score par mi-temps : 60-40, 58-63                       |                                                         |                                                         |  | Moda Center, Portland Affluence : 20 321 Arbitres : no 8 Marc Davis no 15 Bennett Salvatore no 43 Dan Crawford | ESPN |
| 10 mai 2014 21:30 EDT | (en) Boxscore | Parker 29 Leonard 10 Parker 6                           | Points Rebonds Passes d.                                | Matthews 22 Aldridge 12 Lillard 9                       |  | Moda Center, Portland Affluence : 20 321 Arbitres : no 8 Marc Davis no 15 Bennett Salvatore no 43 Dan Crawford | ESPN |

| 12 mai 2014 21:30 EDT | (en) Boxscore | Spurs de San Antonio 92, Trail Blazers de Portland 103 | Spurs de San Antonio 92, Trail Blazers de Portland 103 | Spurs de San Antonio 92, Trail Blazers de Portland 103 |  | Moda Center, Portland Affluence : 20 141 Arbitres : no 13 Monty McCutchen no 30 John Goble no 14 Ed Malloy | TNT |
| 12 mai 2014 21:30 EDT | (en) Boxscore | Score par quart-temps : 24-29, 24-21, 20-35, 24-18     |                                                        |                                                        |  | Moda Center, Portland Affluence : 20 141 Arbitres : no 13 Monty McCutchen no 30 John Goble no 14 Ed Malloy | TNT |
| 12 mai 2014 21:30 EDT | (en) Boxscore | Score par mi-temps : 48-50, 44-53                      |                                                        |                                                        |  | Moda Center, Portland Affluence : 20 141 Arbitres : no 13 Monty McCutchen no 30 John Goble no 14 Ed Malloy | TNT |
| 12 mai 2014 21:30 EDT | (en) Boxscore | Parker 14 Duncan 9 Leonard 3                           | Points Rebonds Passes d.                               | Lillard 25 Batum 14 Batum 8                            |  | Moda Center, Portland Affluence : 20 141 Arbitres : no 13 Monty McCutchen no 30 John Goble no 14 Ed Malloy | TNT |

| 14 mai 2014 21:30 EDT | (en) Boxscore | Trail Blazers de Portland 82, Spurs de San Antonio 104 | Trail Blazers de Portland 82, Spurs de San Antonio 104 | Trail Blazers de Portland 82, Spurs de San Antonio 104 |  | AT&T Center, San Antonio Affluence : 18 581 Arbitres : no 41 Ken Mauer no 16 David Guthrie no 23 Jason Phillips | TNT |
| 14 mai 2014 21:30 EDT | (en) Boxscore | Score par quart-temps : 19-19, 25-32, 19-26, 19-27     |                                                        |                                                        |  | AT&T Center, San Antonio Affluence : 18 581 Arbitres : no 41 Ken Mauer no 16 David Guthrie no 23 Jason Phillips | TNT |
| 14 mai 2014 21:30 EDT | (en) Boxscore | Score par mi-temps : 44-51, 38-53                      |                                                        |                                                        |  | AT&T Center, San Antonio Affluence : 18 581 Arbitres : no 41 Ken Mauer no 16 David Guthrie no 23 Jason Phillips | TNT |
| 14 mai 2014 21:30 EDT | (en) Boxscore | Aldridge 21 Batum 12 Lillard 10                        | Points Rebonds Passes d.                               | Leonard et Green 22 Green 9 Splitter 7                 |  | AT&T Center, San Antonio Affluence : 18 581 Arbitres : no 41 Ken Mauer no 16 David Guthrie no 23 Jason Phillips | TNT |
| 14 mai 2014 21:30 EDT | (en) Boxscore | San Antonio remporte la série 4 à 1.                   |                                                        |                                                        |  | AT&T Center, San Antonio Affluence : 18 581 Arbitres : no 41 Ken Mauer no 16 David Guthrie no 23 Jason Phillips | TNT |

Matchs de saison régulière
Égalité dans la série 2 à 2.
| 2 novembre 2013 | Rapport | Spurs de San Antonio 105, Trail Blazers de Portland 115 | Spurs de San Antonio 105, Trail Blazers de Portland 115 | Spurs de San Antonio 105, Trail Blazers de Portland 115 |  | Moda Center , Portland |

| 18 janvier 2014 | Rapport | Trail Blazers de Portland 109, Spurs de San Antonio 100 | Trail Blazers de Portland 109, Spurs de San Antonio 100 | Trail Blazers de Portland 109, Spurs de San Antonio 100 |  | AT&T Center , San Antonio |

| 20 février 2014 | Rapport | Spurs de San Antonio 111, Trail Blazers de Portland 109 | Spurs de San Antonio 111, Trail Blazers de Portland 109 | Spurs de San Antonio 111, Trail Blazers de Portland 109 |  | Moda Center , Portland |

| 13 mars 2014 | Rapport | Trail Blazers de Portland 90, Spurs de San Antonio 103 | Trail Blazers de Portland 90, Spurs de San Antonio 103 | Trail Blazers de Portland 90, Spurs de San Antonio 103 |  | AT&T Center , San Antonio |

Dernière rencontre en playoffsFinale de conférence Ouest 1999 (San Antonio gagne 4-0).

##### (2)Thunder d'Oklahoma Cityvs.Clippers de Los Angeles(3)
| 5 mai 2014 21:30 EDT | (en) Boxscore | Clippers de Los Angeles 122, Thunder d'Oklahoma City 105 | Clippers de Los Angeles 122, Thunder d'Oklahoma City 105 | Clippers de Los Angeles 122, Thunder d'Oklahoma City 105 |  | Chesapeake Energy Arena,Oklahoma City Affluence : 18 203 Arbitres : no 43 Dan Crawford no 38 Michael Smith no 23 Jason Phillips | TNT |
| 5 mai 2014 21:30 EDT | (en) Boxscore | Score par quart-temps : 39-25, 30-27, 35-26, 18-27       |                                                          |                                                          |  | Chesapeake Energy Arena,Oklahoma City Affluence : 18 203 Arbitres : no 43 Dan Crawford no 38 Michael Smith no 23 Jason Phillips | TNT |
| 5 mai 2014 21:30 EDT | (en) Boxscore | Score par mi-temps : 69-52, 53-53                        |                                                          |                                                          |  | Chesapeake Energy Arena,Oklahoma City Affluence : 18 203 Arbitres : no 43 Dan Crawford no 38 Michael Smith no 23 Jason Phillips | TNT |
| 5 mai 2014 21:30 EDT | (en) Boxscore | Paul 32 Griffin, Jordan et Granger 5 Paul 10             | Points Rebonds Passes d.                                 | Westbrook 29 Ibaka, Butler et Lamb 6 Jackson 5           |  | Chesapeake Energy Arena,Oklahoma City Affluence : 18 203 Arbitres : no 43 Dan Crawford no 38 Michael Smith no 23 Jason Phillips | TNT |

| 7 mai 2014 21:30 EDT | (en) Boxscore | Clippers de Los Angeles 101, Thunder d'Oklahoma City 112 | Clippers de Los Angeles 101, Thunder d'Oklahoma City 112 | Clippers de Los Angeles 101, Thunder d'Oklahoma City 112 |  | Chesapeake Energy Arena,Oklahoma City Affluence : 18 203 Arbitres : no 13 Monty McCutchen no 26 Pat Fraher no 36 David Jones | TNT |
| 7 mai 2014 21:30 EDT | (en) Boxscore | Score par quart-temps : 28-37, 28-24, 21-33, 24-18       |                                                          |                                                          |  | Chesapeake Energy Arena,Oklahoma City Affluence : 18 203 Arbitres : no 13 Monty McCutchen no 26 Pat Fraher no 36 David Jones | TNT |
| 7 mai 2014 21:30 EDT | (en) Boxscore | Score par mi-temps : 56-61, 45-51                        |                                                          |                                                          |  | Chesapeake Energy Arena,Oklahoma City Affluence : 18 203 Arbitres : no 13 Monty McCutchen no 26 Pat Fraher no 36 David Jones | TNT |
| 7 mai 2014 21:30 EDT | (en) Boxscore | Redick 18 Jordan 8 Paul 11                               | Points Rebonds Passes d.                                 | Durant 32 Durant 12 Westbrook 10                         |  | Chesapeake Energy Arena,Oklahoma City Affluence : 18 203 Arbitres : no 13 Monty McCutchen no 26 Pat Fraher no 36 David Jones | TNT |

| 9 mai 2014 22:30 EDT | (en) Boxscore | Thunder d'Oklahoma City 118, Clippers de Los Angeles 112 | Thunder d'Oklahoma City 118, Clippers de Los Angeles 112 | Thunder d'Oklahoma City 118, Clippers de Los Angeles 112 |  | Staples Center,Los Angeles Affluence : 19 530 Arbitres : no 48 Scott Foster no 33 Sean Corbin no 55 Bill Kennedy | ESPN |
| 9 mai 2014 22:30 EDT | (en) Boxscore | Score par quart-temps : 29-33, 32-30, 25-27, 32-22       |                                                          |                                                          |  | Staples Center,Los Angeles Affluence : 19 530 Arbitres : no 48 Scott Foster no 33 Sean Corbin no 55 Bill Kennedy | ESPN |
| 9 mai 2014 22:30 EDT | (en) Boxscore | Score par mi-temps : 61-63, 57-49                        |                                                          |                                                          |  | Staples Center,Los Angeles Affluence : 19 530 Arbitres : no 48 Scott Foster no 33 Sean Corbin no 55 Bill Kennedy | ESPN |
| 9 mai 2014 22:30 EDT | (en) Boxscore | Durant 36 Adams 9 Westbrook 13                           | Points Rebonds Passes d.                                 | Griffin 34 Jordan 11 Paul 16                             |  | Staples Center,Los Angeles Affluence : 19 530 Arbitres : no 48 Scott Foster no 33 Sean Corbin no 55 Bill Kennedy | ESPN |

| 11 mai 2014 15:30 EDT | (en) Boxscore | Thunder d'Oklahoma City 99, Clippers de Los Angeles 101 | Thunder d'Oklahoma City 99, Clippers de Los Angeles 101 | Thunder d'Oklahoma City 99, Clippers de Los Angeles 101 |  | Staples Center,Los Angeles Affluence : 19 365 Arbitres : no 24 Mike Callahan no 10 Ron Garretson no 71 Rodney Mott | ABC |
| 11 mai 2014 15:30 EDT | (en) Boxscore | Score par quart-temps : 32-15, 25-32, 18-17, 24-38      |                                                         |                                                         |  | Staples Center,Los Angeles Affluence : 19 365 Arbitres : no 24 Mike Callahan no 10 Ron Garretson no 71 Rodney Mott | ABC |
| 11 mai 2014 15:30 EDT | (en) Boxscore | Score par mi-temps : 57-47, 42-55                       |                                                         |                                                         |  | Staples Center,Los Angeles Affluence : 19 365 Arbitres : no 24 Mike Callahan no 10 Ron Garretson no 71 Rodney Mott | ABC |
| 11 mai 2014 15:30 EDT | (en) Boxscore | Durant 40 Durant 7 Westbrook 8                          | Points Rebonds Passes d.                                | Griffin 25 Jordan 14 Paul 10                            |  | Staples Center,Los Angeles Affluence : 19 365 Arbitres : no 24 Mike Callahan no 10 Ron Garretson no 71 Rodney Mott | ABC |

| 13 mai 2014 21:30 EDT | (en) Boxscore | Clippers de Los Angeles 104, Thunder d'Oklahoma City 105 | Clippers de Los Angeles 104, Thunder d'Oklahoma City 105 | Clippers de Los Angeles 104, Thunder d'Oklahoma City 105 |  | Chesapeake Energy Arena,Oklahoma City Affluence : 18 203 Arbitres : no 25 Tony Brothers no 15 Bennett Salvatore no 49 Tom Washington | TNT |
| 13 mai 2014 21:30 EDT | (en) Boxscore | Score par quart-temps : 34-25, 24-27, 28-28, 18-25       |                                                          |                                                          |  | Chesapeake Energy Arena,Oklahoma City Affluence : 18 203 Arbitres : no 25 Tony Brothers no 15 Bennett Salvatore no 49 Tom Washington | TNT |
| 13 mai 2014 21:30 EDT | (en) Boxscore | Score par mi-temps : 58-52, 46-53                        |                                                          |                                                          |  | Chesapeake Energy Arena,Oklahoma City Affluence : 18 203 Arbitres : no 25 Tony Brothers no 15 Bennett Salvatore no 49 Tom Washington | TNT |
| 13 mai 2014 21:30 EDT | (en) Boxscore | Griffin 24 Griffin 17 Paul 14                            | Points Rebonds Passes d.                                 | Westbrook 38 Durant 10 Westbrook 6                       |  | Chesapeake Energy Arena,Oklahoma City Affluence : 18 203 Arbitres : no 25 Tony Brothers no 15 Bennett Salvatore no 49 Tom Washington | TNT |

| 15 mai 2014 21:30 EDT | (en) Boxscore | Thunder d'Oklahoma City 104, Clippers de Los Angeles 98 | Thunder d'Oklahoma City 104, Clippers de Los Angeles 98 | Thunder d'Oklahoma City 104, Clippers de Los Angeles 98 |  | Staples Center,Los Angeles Affluence : 19 565 Arbitres : no 13 Monty McCutchen no 19 James Capers no 14 Ed Malloy | ESPN |
| 15 mai 2014 21:30 EDT | (en) Boxscore | Score par quart-temps : 16-30, 26-20, 30-22, 32-26      |                                                         |                                                         |  | Staples Center,Los Angeles Affluence : 19 565 Arbitres : no 13 Monty McCutchen no 19 James Capers no 14 Ed Malloy | ESPN |
| 15 mai 2014 21:30 EDT | (en) Boxscore | Score par mi-temps : 42-50, 62-48                       |                                                         |                                                         |  | Staples Center,Los Angeles Affluence : 19 565 Arbitres : no 13 Monty McCutchen no 19 James Capers no 14 Ed Malloy | ESPN |
| 15 mai 2014 21:30 EDT | (en) Boxscore | Durant 39 Durant 16 Westbrook 12                        | Points Rebonds Passes d.                                | Paul 25 Jordan 15 Paul 11                               |  | Staples Center,Los Angeles Affluence : 19 565 Arbitres : no 13 Monty McCutchen no 19 James Capers no 14 Ed Malloy | ESPN |
| 15 mai 2014 21:30 EDT | (en) Boxscore | Oklahoma remporte la série 4 à 2.                       |                                                         |                                                         |  | Staples Center,Los Angeles Affluence : 19 565 Arbitres : no 13 Monty McCutchen no 19 James Capers no 14 Ed Malloy | ESPN |

Matchs de saison régulière
Égalité dans la série 2 à 2.
| 13 novembre 2014 | Rapport | Thunder d'Oklahoma City 103, Clippers de Los Angeles 111 | Thunder d'Oklahoma City 103, Clippers de Los Angeles 111 | Thunder d'Oklahoma City 103, Clippers de Los Angeles 111 |  | Staples Center , Los Angeles |

| 21 novembre 2013 | Rapport | Clippers de Los Angeles 91, Thunder d'Oklahoma City 105 | Clippers de Los Angeles 91, Thunder d'Oklahoma City 105 | Clippers de Los Angeles 91, Thunder d'Oklahoma City 105 |  | Chesapeake Energy Arena, Oklahoma City |

| 23 février 2014 | Rapport | Clippers de Los Angeles 125, Thunder d'Oklahoma City 117 | Clippers de Los Angeles 125, Thunder d'Oklahoma City 117 | Clippers de Los Angeles 125, Thunder d'Oklahoma City 117 |  | Chesapeake Energy Arena, Oklahoma City |

| 10 avril 2014 | Rapport | Thunder d'Oklahoma City 107, Clippers de Los Angeles 101 | Thunder d'Oklahoma City 107, Clippers de Los Angeles 101 | Thunder d'Oklahoma City 107, Clippers de Los Angeles 101 |  | Staples Center , Los Angeles |

C'est la première fois que ces deux équipes se rencontrent en Playoffs.

#### Finale de conférence

##### (1)Spurs de San Antoniovs.Thunder d'Oklahoma City(2)
| 19 mai 2014 21:00 EDT | (en) Boxscore | Thunder d'Oklahoma City 105, Spurs de San Antonio 122 | Thunder d'Oklahoma City 105, Spurs de San Antonio 122 | Thunder d'Oklahoma City 105, Spurs de San Antonio 122 |  | AT&T Center, San Antonio Affluence : 18 581 Arbitres : no 43 Dan Crawford no 8 Marc Davis no 7 Derrick Stafford | TNT |
| 19 mai 2014 21:00 EDT | (en) Boxscore | Score par quart-temps : 27-30, 32-37, 23-22, 23-33    |                                                       |                                                       |  | AT&T Center, San Antonio Affluence : 18 581 Arbitres : no 43 Dan Crawford no 8 Marc Davis no 7 Derrick Stafford | TNT |
| 19 mai 2014 21:00 EDT | (en) Boxscore | Score par mi-temps : 59-67, 46-55                     |                                                       |                                                       |  | AT&T Center, San Antonio Affluence : 18 581 Arbitres : no 43 Dan Crawford no 8 Marc Davis no 7 Derrick Stafford | TNT |
| 19 mai 2014 21:00 EDT | (en) Boxscore | Durant 28 Perkins et Durant 9 Westbrook 7             | Points Rebonds Passes d.                              | Duncan 27 Splitter 8 Parker 12                        |  | AT&T Center, San Antonio Affluence : 18 581 Arbitres : no 43 Dan Crawford no 8 Marc Davis no 7 Derrick Stafford | TNT |

| 21 mai 2014 21:00 EDT | (en) Boxscore | Thunder d'Oklahoma City 77, Spurs de San Antonio 112 | Thunder d'Oklahoma City 77, Spurs de San Antonio 112 | Thunder d'Oklahoma City 77, Spurs de San Antonio 112 |  | AT&T Center, San Antonio Affluence : 18 581 Arbitres : no 41 Ken Mauer no 10 Ron Garretson no 14 Ed Malloy | TNT |
| 21 mai 2014 21:00 EDT | (en) Boxscore | Score par quart-temps : 26-24, 18-34, 18-33, 15-21   |                                                      |                                                      |  | AT&T Center, San Antonio Affluence : 18 581 Arbitres : no 41 Ken Mauer no 10 Ron Garretson no 14 Ed Malloy | TNT |
| 21 mai 2014 21:00 EDT | (en) Boxscore | Score par mi-temps : 44-58, 33-54                    |                                                      |                                                      |  | AT&T Center, San Antonio Affluence : 18 581 Arbitres : no 41 Ken Mauer no 10 Ron Garretson no 14 Ed Malloy | TNT |
| 21 mai 2014 21:00 EDT | (en) Boxscore | Durant et Westbrook 15 Adams 8 Westbrook 5           | Points Rebonds Passes d.                             | Parker 22 Duncan 12 Parker 5                         |  | AT&T Center, San Antonio Affluence : 18 581 Arbitres : no 41 Ken Mauer no 10 Ron Garretson no 14 Ed Malloy | TNT |

| 25 mai 2014 20:30 EDT | (en) Boxscore | Spurs de San Antonio 97, Thunder d'Oklahoma City 106 | Spurs de San Antonio 97, Thunder d'Oklahoma City 106 | Spurs de San Antonio 97, Thunder d'Oklahoma City 106 |  | Chesapeake Energy Arena, Oklahoma City Affluence : 18 203 Arbitres : no 48 Scott Foster no 49 Tom Washington no 55 Bill Kennedy | TNT |
| 25 mai 2014 20:30 EDT | (en) Boxscore | Score par quart-temps : 29-28, 24-29, 23-26, 21-23   |                                                      |                                                      |  | Chesapeake Energy Arena, Oklahoma City Affluence : 18 203 Arbitres : no 48 Scott Foster no 49 Tom Washington no 55 Bill Kennedy | TNT |
| 25 mai 2014 20:30 EDT | (en) Boxscore | Score par mi-temps : 53-57, 44-49                    |                                                      |                                                      |  | Chesapeake Energy Arena, Oklahoma City Affluence : 18 203 Arbitres : no 48 Scott Foster no 49 Tom Washington no 55 Bill Kennedy | TNT |
| 25 mai 2014 20:30 EDT | (en) Boxscore | Ginóbili 23 Duncan et Splitter 8 Diaw 6              | Points Rebonds Passes d.                             | Westbrook 26 Durant 10 Westbrook 7                   |  | Chesapeake Energy Arena, Oklahoma City Affluence : 18 203 Arbitres : no 48 Scott Foster no 49 Tom Washington no 55 Bill Kennedy | TNT |

| 27 mai 2014 21:00 EDT | (en) Boxscore | Spurs de San Antonio 92, Thunder d'Oklahoma City 105 | Spurs de San Antonio 92, Thunder d'Oklahoma City 105 | Spurs de San Antonio 92, Thunder d'Oklahoma City 105 |  | Chesapeake Energy Arena, Oklahoma City Affluence : 18 203 Arbitres : no 17 Joe Crawford no 23 Jason Phillips no 24 Mike Callahan | TNT |
| 27 mai 2014 21:00 EDT | (en) Boxscore | Score par quart-temps : 20-26, 23-32, 24-25, 25-22   |                                                      |                                                      |  | Chesapeake Energy Arena, Oklahoma City Affluence : 18 203 Arbitres : no 17 Joe Crawford no 23 Jason Phillips no 24 Mike Callahan | TNT |
| 27 mai 2014 21:00 EDT | (en) Boxscore | Score par mi-temps : 43-58, 49-47                    |                                                      |                                                      |  | Chesapeake Energy Arena, Oklahoma City Affluence : 18 203 Arbitres : no 17 Joe Crawford no 23 Jason Phillips no 24 Mike Callahan | TNT |
| 27 mai 2014 21:00 EDT | (en) Boxscore | Parker et Diaw 14 Diaw 10 Duncan et Parker 4         | Points Rebonds Passes d.                             | Westbrook 40 Perkins 10 Westbrook 10                 |  | Chesapeake Energy Arena, Oklahoma City Affluence : 18 203 Arbitres : no 17 Joe Crawford no 23 Jason Phillips no 24 Mike Callahan | TNT |

| 29 mai 2014 21:00 EDT | (en) Boxscore | Thunder d'Oklahoma City 89, Spurs de San Antonio 117 | Thunder d'Oklahoma City 89, Spurs de San Antonio 117 | Thunder d'Oklahoma City 89, Spurs de San Antonio 117 |  | AT&T Center, San Antonio Affluence : 18 581 Arbitres : no 13 Monty McCutchen no 25 Tony Brothers no 30 John Goble | TNT |
| 29 mai 2014 21:00 EDT | (en) Boxscore | Score par quart-temps : 32-32, 23-33, 19-29, 15-23   |                                                      |                                                      |  | AT&T Center, San Antonio Affluence : 18 581 Arbitres : no 13 Monty McCutchen no 25 Tony Brothers no 30 John Goble | TNT |
| 29 mai 2014 21:00 EDT | (en) Boxscore | Score par mi-temps : 55-65, 34-52                    |                                                      |                                                      |  | AT&T Center, San Antonio Affluence : 18 581 Arbitres : no 13 Monty McCutchen no 25 Tony Brothers no 30 John Goble | TNT |
| 29 mai 2014 21:00 EDT | (en) Boxscore | Durant 25 Perkins 6 Westbrook 7                      | Points Rebonds Passes d.                             | Duncan 22 Duncan 12 Ginóbili 6                       |  | AT&T Center, San Antonio Affluence : 18 581 Arbitres : no 13 Monty McCutchen no 25 Tony Brothers no 30 John Goble | TNT |

| 31 mai 2014 20:30 EDT | (en) Boxscore | Spurs de San Antonio 112, Thunder d'Oklahoma City 107         | Spurs de San Antonio 112, Thunder d'Oklahoma City 107 | Spurs de San Antonio 112, Thunder d'Oklahoma City 107 | 1OT | Chesapeake Energy Arena, Oklahoma City Affluence : 18 203 Arbitres : no 43 Dan Crawford no 19 James Capers no 28 Zach Zarba | TNT |
| 31 mai 2014 20:30 EDT | (en) Boxscore | Score par quart-temps : 20-23, 22-26, 37-20, 22-32, OT : 11-6 |                                                       |                                                       | 1OT | Chesapeake Energy Arena, Oklahoma City Affluence : 18 203 Arbitres : no 43 Dan Crawford no 19 James Capers no 28 Zach Zarba | TNT |
| 31 mai 2014 20:30 EDT | (en) Boxscore | Score par mi-temps : 42-49, 70-58                             |                                                       |                                                       | 1OT | Chesapeake Energy Arena, Oklahoma City Affluence : 18 203 Arbitres : no 43 Dan Crawford no 19 James Capers no 28 Zach Zarba | TNT |
| 31 mai 2014 20:30 EDT | (en) Boxscore | Diaw 26 Duncan 15 Ginóbili 5                                  | Points Rebonds Passes d.                              | Westbrook 34 Durant 14 Westbrook 8                    | 1OT | Chesapeake Energy Arena, Oklahoma City Affluence : 18 203 Arbitres : no 43 Dan Crawford no 19 James Capers no 28 Zach Zarba | TNT |
| 31 mai 2014 20:30 EDT | (en) Boxscore | San Antonio remporte la série 4 à 2.                          |                                                       |                                                       | 1OT | Chesapeake Energy Arena, Oklahoma City Affluence : 18 203 Arbitres : no 43 Dan Crawford no 19 James Capers no 28 Zach Zarba | TNT |

## Finales NBA: (E2)Heat de Miamivs (O1)Spurs de San Antonio
| 5 juin 2014 21:00 EDT | (en) Boxscore | Heat de Miami 95, Spurs de San Antonio 110         | Heat de Miami 95, Spurs de San Antonio 110 | Heat de Miami 95, Spurs de San Antonio 110 |  | AT&T Center, San Antonio Affluence : 18 581 Arbitres : no 48 Scott Foster no 8 Marc Davis no 41 Ken Mauer | ABC |
| 5 juin 2014 21:00 EDT | (en) Boxscore | Score par quart-temps : 20-26, 29-28, 29-20, 17-36 |                                            |                                            |  | AT&T Center, San Antonio Affluence : 18 581 Arbitres : no 48 Scott Foster no 8 Marc Davis no 41 Ken Mauer | ABC |
| 5 juin 2014 21:00 EDT | (en) Boxscore | Score par mi-temps : 49-54, 46-56                  |                                            |                                            |  | AT&T Center, San Antonio Affluence : 18 581 Arbitres : no 48 Scott Foster no 8 Marc Davis no 41 Ken Mauer | ABC |
| 5 juin 2014 21:00 EDT | (en) Boxscore | James 25 Bosh 9 Cole 5                             | Points Rebonds Passes d.                   | Duncan 21 Duncan et Diaw 10 Ginóbili 11    |  | AT&T Center, San Antonio Affluence : 18 581 Arbitres : no 48 Scott Foster no 8 Marc Davis no 41 Ken Mauer | ABC |

| 8 juin 2014 20:30 EDT | (en) Boxscore | Heat de Miami 98, Spurs de San Antonio 96          | Heat de Miami 98, Spurs de San Antonio 96 | Heat de Miami 98, Spurs de San Antonio 96 |  | AT&T Center, San Antonio Affluence : 18 581 Arbitres : no 43 Dan Crawford no 19 James Capers no 23 Jason Phillips | ABC |
| 8 juin 2014 20:30 EDT | (en) Boxscore | Score par quart-temps : 19-26, 24-17, 34-35, 21-18 |                                           |                                           |  | AT&T Center, San Antonio Affluence : 18 581 Arbitres : no 43 Dan Crawford no 19 James Capers no 23 Jason Phillips | ABC |
| 8 juin 2014 20:30 EDT | (en) Boxscore | Score par mi-temps : 43-43, 55-53                  |                                           |                                           |  | AT&T Center, San Antonio Affluence : 18 581 Arbitres : no 43 Dan Crawford no 19 James Capers no 23 Jason Phillips | ABC |
| 8 juin 2014 20:30 EDT | (en) Boxscore | James 35 James 10 Wade et Chalmers 4               | Points Rebonds Passes d.                  | Parker 21 Duncan 15 Parker 7              |  | AT&T Center, San Antonio Affluence : 18 581 Arbitres : no 43 Dan Crawford no 19 James Capers no 23 Jason Phillips | ABC |

| 10 juin 2014 21.00 EDT | (en) Boxscore | Spurs de San Antonio 111, Heat de Miami 92         | Spurs de San Antonio 111, Heat de Miami 92 | Spurs de San Antonio 111, Heat de Miami 92   |  | American Airlines Arena, Miami Affluence : 19 900 Arbitres : no 13 Monty McCutchen no 25 Tony Brothers no 28 Zach Zarba | ABC |
| 10 juin 2014 21.00 EDT | (en) Boxscore | Score par quart-temps : 41-25, 30-25, 15-25, 25-17 |                                            |                                              |  | American Airlines Arena, Miami Affluence : 19 900 Arbitres : no 13 Monty McCutchen no 25 Tony Brothers no 28 Zach Zarba | ABC |
| 10 juin 2014 21.00 EDT | (en) Boxscore | Score par mi-temps : 71-50, 40-42                  |                                            |                                              |  | American Airlines Arena, Miami Affluence : 19 900 Arbitres : no 13 Monty McCutchen no 25 Tony Brothers no 28 Zach Zarba | ABC |
| 10 juin 2014 21.00 EDT | (en) Boxscore | Leonard 29 Duncan 6 Parker et Mills 4              | Points Rebonds Passes d.                   | James et Wade 22 Andersen et James 5 James 7 |  | American Airlines Arena, Miami Affluence : 19 900 Arbitres : no 13 Monty McCutchen no 25 Tony Brothers no 28 Zach Zarba | ABC |

| 12 juin 2014 21.00 EDT | (en) Boxscore | Spurs de San Antonio 107, Heat de Miami 86         | Spurs de San Antonio 107, Heat de Miami 86 | Spurs de San Antonio 107, Heat de Miami 86 |  | American Airlines Arena, Miami Affluence : 19 900 Arbitres : no 17 Joe Crawford no 24 Mike Callahan no 49 Tom Washington | ABC |
| 12 juin 2014 21.00 EDT | (en) Boxscore | Score par quart-temps : 26-17, 29-19, 26-21, 26-29 |                                            |                                            |  | American Airlines Arena, Miami Affluence : 19 900 Arbitres : no 17 Joe Crawford no 24 Mike Callahan no 49 Tom Washington | ABC |
| 12 juin 2014 21.00 EDT | (en) Boxscore | Score par mi-temps : 55-36, 52-50                  |                                            |                                            |  | American Airlines Arena, Miami Affluence : 19 900 Arbitres : no 17 Joe Crawford no 24 Mike Callahan no 49 Tom Washington | ABC |
| 12 juin 2014 21.00 EDT | (en) Boxscore | Leonard 20 Leonard 14 Diaw 9                       | Points Rebonds Passes d.                   | James 28 James 8 Chalmers 5                |  | American Airlines Arena, Miami Affluence : 19 900 Arbitres : no 17 Joe Crawford no 24 Mike Callahan no 49 Tom Washington | ABC |

| 15 juin 2014 20:30 EDT | (en) Boxscore | Heat de Miami 87, Spurs de San Antonio 104                          | Heat de Miami 87, Spurs de San Antonio 104 | Heat de Miami 87, Spurs de San Antonio 104 |  | AT&T Center, San Antonio Affluence : 18 581 Arbitres : no 8 Marc Davis no 41 Ken Mauer no 48 Scott Foster | ABC |
| 15 juin 2014 20:30 EDT | (en) Boxscore | Score par quart-temps : 29-22, 11-25, 18-30, 29-27                  |                                            |                                            |  | AT&T Center, San Antonio Affluence : 18 581 Arbitres : no 8 Marc Davis no 41 Ken Mauer no 48 Scott Foster | ABC |
| 15 juin 2014 20:30 EDT | (en) Boxscore | Score par mi-temps : 40-47, 47-57                                   |                                            |                                            |  | AT&T Center, San Antonio Affluence : 18 581 Arbitres : no 8 Marc Davis no 41 Ken Mauer no 48 Scott Foster | ABC |
| 15 juin 2014 20:30 EDT | (en) Boxscore | James 31 James 10 James 5                                           | Points Rebonds Passes d.                   | Leonard 22 Leonard 10 Diaw 6               |  | AT&T Center, San Antonio Affluence : 18 581 Arbitres : no 8 Marc Davis no 41 Ken Mauer no 48 Scott Foster | ABC |
| 15 juin 2014 20:30 EDT | (en) Boxscore | San Antonio remporte la série 4 à 1 et remporte le championnat NBA. |                                            |                                            |  | AT&T Center, San Antonio Affluence : 18 581 Arbitres : no 8 Marc Davis no 41 Ken Mauer no 48 Scott Foster | ABC |

Matchs de saison régulière
Égalité dans la série 1 à 1.
| 26 janvier 2014 | Rapport | Spurs de San Antonio 101, Heat de Miami' 113 | Spurs de San Antonio 101, Heat de Miami' 113 | Spurs de San Antonio 101, Heat de Miami' 113 |  | American Airlines Arena, Miami |

| 6 mars 2014 | Rapport | Heat de Miami 87, Spurs de San Antonio 111 | Heat de Miami 87, Spurs de San Antonio 111 | Heat de Miami 87, Spurs de San Antonio 111 |  | AT&T Center, San Antonio |

Dernière rencontre en playoffsFinales NBA 2013 (Miami gagne 4 à 3).

## Statistiques

### Leaders statistiques des playoffs
- Source: NBA.com Dernière mise à jour : après les matchs du 10 mai 2014

| Catégorie                                  | Joueur            | Équipe                    | Statistique | Matchs joués |
| ------------------------------------------ | ----------------- | ------------------------- | ----------- | ------------ |
| Minutes jouées par match                   | Kevin Durant      | Thunder d'Oklahoma City   | 44,8        | 10           |
| Points par match                           | Kevin Durant      | Thunder d'Oklahoma City   | 30,2        | 10           |
| Rebonds par match                          | Dwight Howard     | Rockets de Houston        | 13,67       | 6            |
| Rebonds offensifs par match                | Dwight Howard     | Rockets de Houston        | 4,5         | 6            |
| Rebonds défensifs par match                | Joakim Noah       | Bulls de Chicago          | 9,8         | 5            |
| Passes décisives par match                 | Chris Paul        | Clippers de Los Angeles   | 10,0        | 10           |
| Interceptions par match                    | Chris Paul        | Clippers de Los Angeles   | 2,8         | 10           |
| Contres par match                          | DeAndre Jordan    | Clippers de Los Angeles   | 3,1         | 10           |
| Évaluation par match                       | LeBron James      | Heat de Miami             | 30,14       | 7            |
| Pourcentage de réussite                    | DeAndre Jordan    | Clippers de Los Angeles   | 75,0 %      | 10           |
| Pourcentage de réussite à 3 points         | Will Barton       | Trail Blazers de Portland | 80,0 %      | 9            |
| Pourcentage de réussite aux lancers francs | J. J. Redick      | Clippers de Los Angeles   | 95,8 %      | 10           |
| Double-doubles                             | LaMarcus Aldridge | Trail Blazers de Portland | 7           | 9            |
| Triple-doubles                             | Russell Westbrook | Thunder d'Oklahoma City   | 3           | 10           |

### Records individuels
- Dernière mise à jour : après les matchs du 15 mai 2014

| Catégorie                   | Joueur                        | Équipe                                           | Statistique                                  | Date                        |
| --------------------------- | ----------------------------- | ------------------------------------------------ | -------------------------------------------- | --------------------------- |
| Minutes jouées              | Jimmy Butler                  | Bulls de Chicago                                 | 53                                           | 22 avril 2014               |
| Points marqués              | LeBron James                  | Heat de Miami                                    | 49                                           | 12 mai 2014                 |
| Tirs marqués                | LaMarcus Aldridge             | Trail Blazers de Portland                        | 18 (sur 28 tentés)                           | 23 avril 2014               |
| Tirs tentés                 | James Harden                  | Rockets de Houston                               | 35 (dont 13 marqués) (OT)                    | 25 avril 2014               |
| Tirs à trois points marqués | Mike Dunleavy, Jr. Chris Paul | Bulls de Chicago Clippers de Los Angeles         | 8 (sur 10 tentés) 8 (sur 9 tentés)           | 25 avril 2014 5 mai 2014    |
| Tirs à trois points tentés  | James Harden Stephen Curry    | Rockets de Houston Warriors de Golden State      | 14 (dont 3 marqués) (OT) 14 (dont 7 marqués) | 20 avril 2014 27 avril 2014 |
| Lancers francs marqués      | Stephen Curry                 | Warriors de Golden State                         | 16 (sur 16 tentés)                           | 3 mai 2014                  |
| Lancers francs tentés       | LeBron James                  | Heat de Miami                                    | 19 (dont 14 marqués)                         | 12 mai 2014                 |
| Rebonds                     | DeAndre Jordan                | Clippers de Los Angeles                          | 22                                           | 24 avril 2014               |
| Rebonds offensifs           | Tony Allen Paul Millsap       | Grizzlies de Memphis Hawks d'Atlanta             | 10 (OT) 10                                   | 26 avril 2014 3 mai 2014    |
| Rebonds défensifs           | DeAndre Jordan                | Clippers de Los Angeles                          | 17                                           | 1er mai 2014                |
| Passes décisives            | Russell Westbrook Chris Paul  | Thunder d'Oklahoma City Clippers de Los Angeles  | 16                                           | 3 mai 2014 9 mai 2014       |
| Interceptions               | Paul George Emanuel Ginóbili  | Pacers de l'Indiana Spurs de San Antonio         | 6                                            | 28 avril 2014 4 mai 2014    |
| Contres                     | David West                    | Pacers de l'Indiana                              | 6                                            | 3 mai 2014                  |
| Balles perdues              | Stephen Curry Kevin Durant    | Warriors de Golden State Thunder d'Oklahoma City | 8                                            | 29 avril 2014 11 mai 2014   |